# Pieds nus
Pour les articles homonymes, voir Barefoot.
Pour le type de chaussure, voir Sandale pied nu.
Être pieds nus (en anglais, barefoot) est une forme de nudité partielle dans laquelle les pieds ne sont recouverts par aucune protection.

## Aspects historiques et religieux

### Aspects historiques

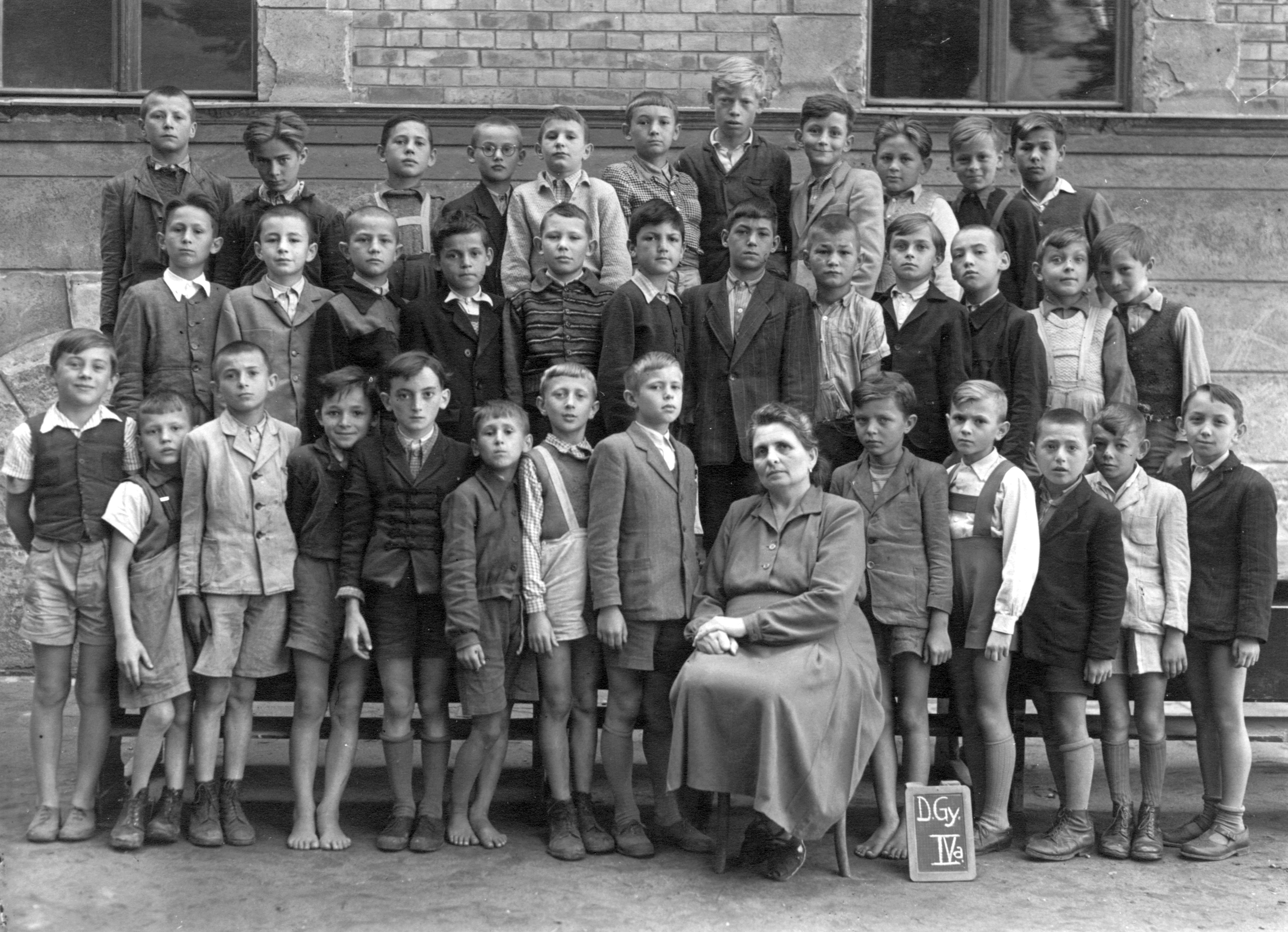
Photo de classe prise en Hongrie en 1944 avec certains des enfants pieds nus et d'autres non.

Des empreintes retrouvées en Afrique du Sud suggèrent que les êtres humains utilisaient des chaussures il y a près de 150 000 ans. Lors de fouilles dans la grotte de Cussac, les traces de pas ne montrent pas de traces d'orteils, ce qui indique que les hommes portaient des chaussures. Des peintures rupestres datant de 13 à 15 000 ans montrent des chasseurs avec des bottes en fourrure. La plus vieille chaussure retrouvée est datée de 7000 av. J.-C..
La plupart des classes inférieures de l’Égypte antique marchaient pieds nus, mais des figures sur les peintures murales datant de 3500 av. J.-C. représentent une première version des chaussures portées principalement par les classes supérieures.
Durant l'Antiquité, les athlètes des Jeux olympiques étaient généralement pieds nus. Les jeunes Spartiates devaient subir un entrainement physique pieds nus.

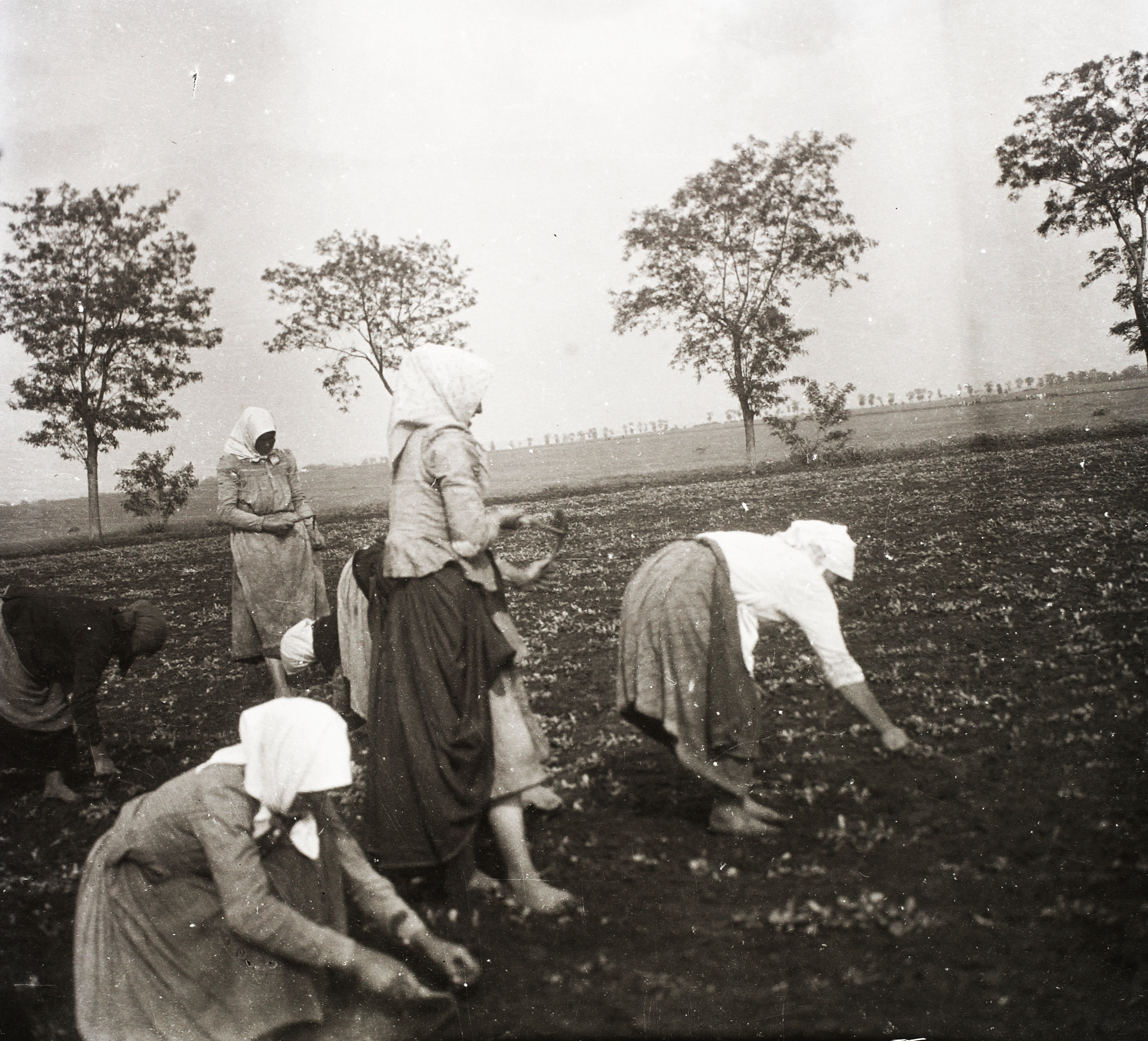
Femmes travaillant pieds nus dans les champs en Hongrie en 1926.

### Esclavage
Depuis l'Antiquité et jusqu'au XXe siècle, aller pieds nus était considéré comme une marque de pauvreté, mais aussi d'esclavage,.
Dans la Rome antique, par exemple, il était de coutume pour les citoyens libres de porter des chaussures, contrairement aux esclaves qui devaient marcher pieds nus,,,,. Autre exemple, le code des esclaves du Cap stipulait que « les esclaves doivent aller pieds nus et avoir un laissez-passer ».
Cette règle est encore appliquée dans les sociétés où l’esclavage est encore pratiqué officieusement. Par exemple, les Touaregs sont encore connus pour pratiquer l’esclavage et forcer leurs esclaves à aller pieds nus.

### Aspects religieux
Dans plusieurs religions, il est courant d’enlever ses chaussures en entrant dans un lieu considéré comme signe d’humilité.
Étant donné que l'absence de chaussure était prise comme une marque de soumission, l'action de recevoir des chaussures pouvait être mis en scène comme une marque d'autorité et de respect. Cet aspect est mentionné dans la Bible, la parabole du Fils prodigue cite : « Mais le père dit à ses serviteurs : Sortez la meilleure robe, et mettez-la sur lui ; et mit un anneau sur sa main, et des chaussures sur [ses] pieds (Luc 15:22) ».

#### Christianisme
Dans le Livre de l’Exode, Moïse a reçu l’ordre d’enlever ses chaussures avant de s’approcher du buisson-ardent :
Enlève tes chaussures de tes pieds, car l’endroit où tu te tiens [est] une terre sainte (Exode 3:5 et Jos 5:15).
Certaines Églises chrétiennes pratiquent des traditions de pèlerinage pieds nus, comme l’ascension de Croagh Patrick en Irlande,.
Dans le Nouveau Testament, la nudité des pieds marque simplement le dépouillement et la confiance en Dieu qui doit accompagner tout missionnaire chrétien : « ne vous procurez ni tuniques, ni sandales ni bâton » (Mt 10:10 ; Lc 10:4).
Le fait d'être pieds nus peut également symboliser le deuil,.
Le lavage des pieds est associé à l’humilité dans le christianisme. En effet, il est rapporté dans le Nouveau Testament que Jésus-Christ lava les pieds de ses disciples pour les servir pendant la dernière Cène. Les chrétiens qui pratiquent le lavage des pieds aujourd’hui le font pour les rapprocher de Jésus et les remplir d’un sentiment d’humilité et de service. Les catholiques romains montrent leur respect et leur humilité pour le pape en embrassant ses pieds.
Certaines congrégations religieuses masculines comme féminines demandent à leurs membres de ne pas porter de chaussures ou alors un type de chaussures en particulier. On peut par exemple citer l'ordre des Carmélites ou les disciples de Sainte-Claire.
Dans certains pays, notamment d'Afrique, les prêtres sont pieds nus lors de manifestations dominicales.

##### Inquisition et procès de sorcières

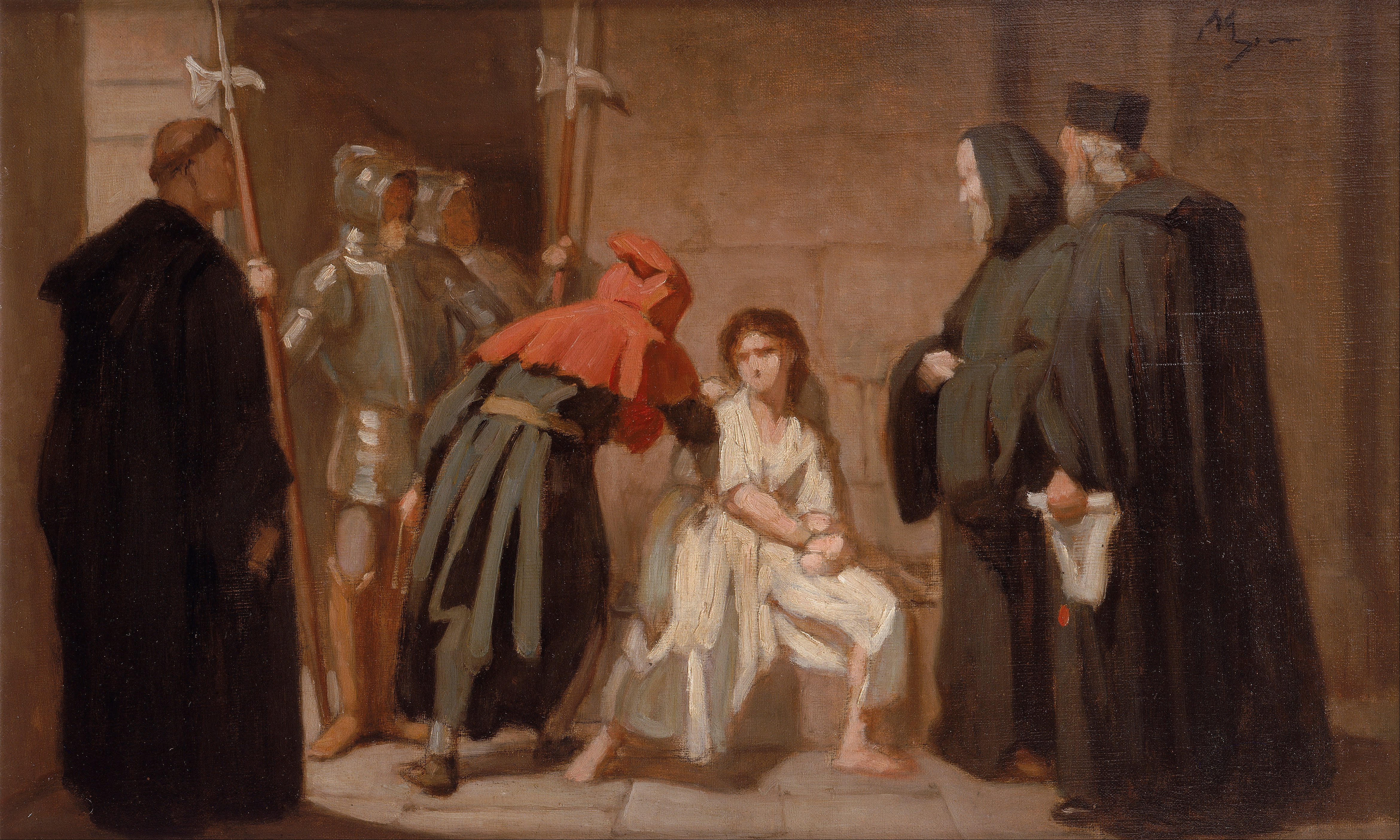
Tableau peint par Edouard Moyse, intitulé L'inquisition, montrant une femme accusée de sorcellerie pieds nus.

Sous l’Inquisition, l'idée répandue était que les femmes qui pratiquaient la sorcellerie voyaient leur capacité à utiliser leurs « pouvoirs sinistres » altérés si elles étaient pieds nus. Les femmes arrêtées devaient donc être gardées pieds nus tout le temps. En raison des interprétations du Malleus Maleficarum, on croyait que dans le cas où une sorcière accusée n’était pas strictement gardée pieds nus, elle pouvait jeter un sort à l'assistance simplement par le regard. Comme les juges voulaient éviter tout risque, il était important que les femmes accusées restent visiblement pieds nus tout au long des procès. Lors des interrogatoires ou au tribunal, les femmes accusées devaient souvent se tenir dans les limites d’un lieu consacré, la plante de leurs pieds nus étant constamment en contact avec la partie sanctifiée du terrain. On croyait que cela inhibait complètement leurs prétendus pouvoirs magiques. Les femmes ont même été empêchées de regarder les procureurs lorsque leurs pieds n’étaient pas strictement en place. Pour assurer davantage leur sécurité, ils ont souvent été amenés à marcher à reculons pour leurs audiences. Ils n’étaient pas autorisés à se retourner jusqu’à ce que leurs pieds nus soient visiblement placés à l’endroit délimité. Comme les femmes accusées n’étaient pas capables de jeter des sorts dans ces conditions, beaucoup de gens y ont vu une preuve de l'efficacité de cette doctrine (biais de confirmation). En conséquence, les représentations contemporaines de procédures d’inquisition ou de situations similaires dépeignent les femmes accusées de sorcellerie pieds nus dans presque tous les cas.

#### Islam

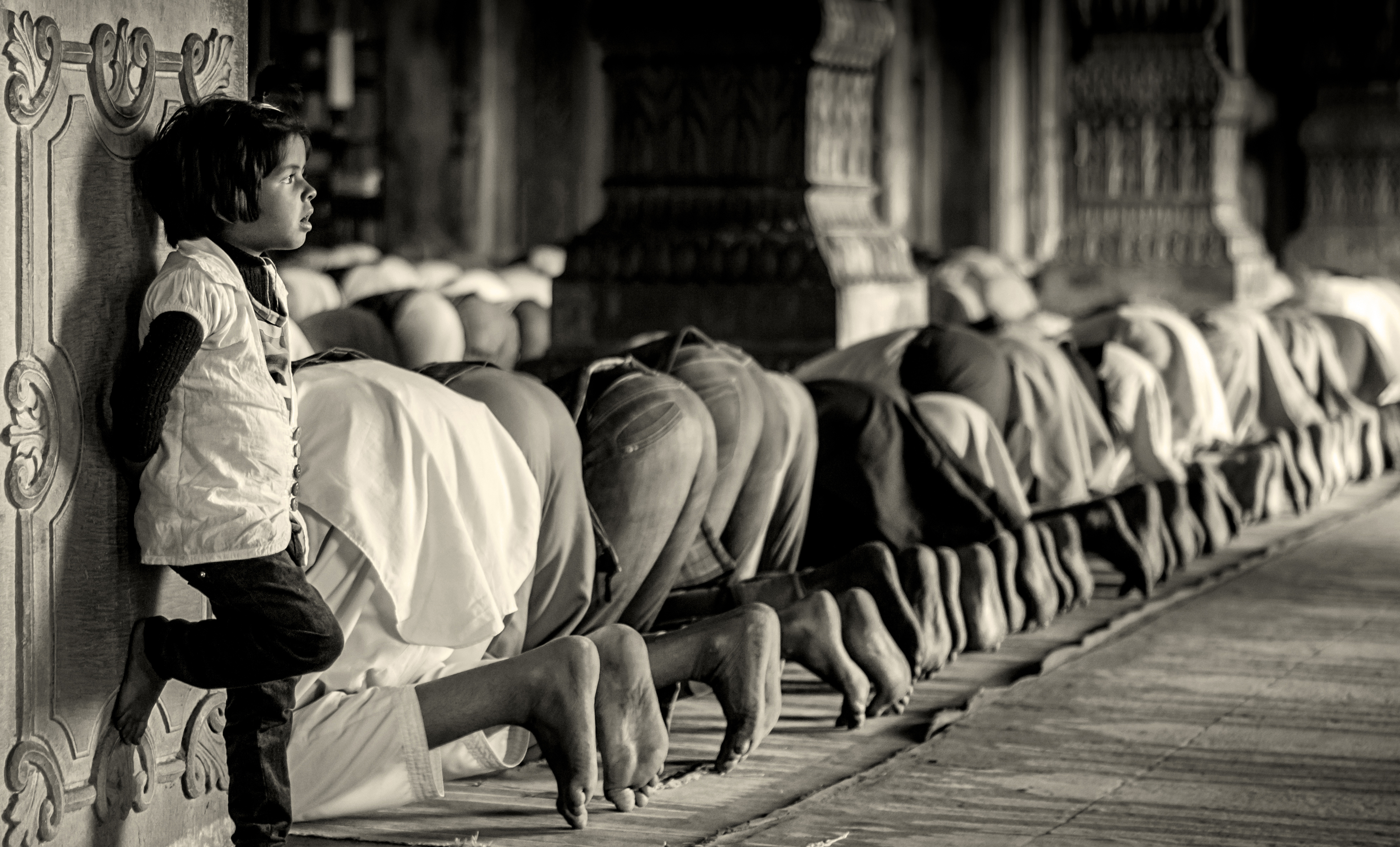
Hommes priant dans une mosquée à Bhopal (Inde).

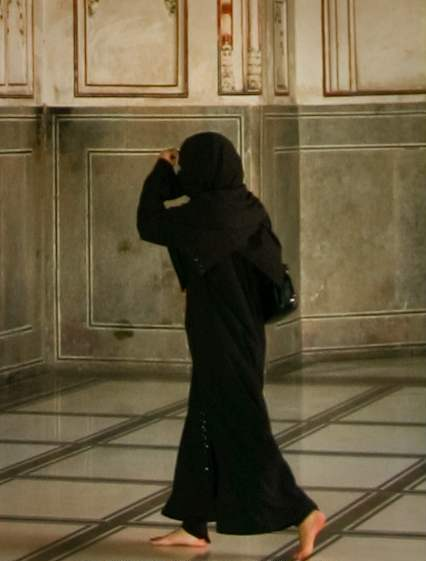
Femme dans une mosquée à Lahore au Pakistan.

Pour l'Islam, il est obligatoire pour entrer dans une mosquée d'être pieds nus, et plus généralement pour prier.

#### Judaïsme
Il est interdit d'entrer dans le Mont du Temple en portant des chaussures.

#### Hindouisme

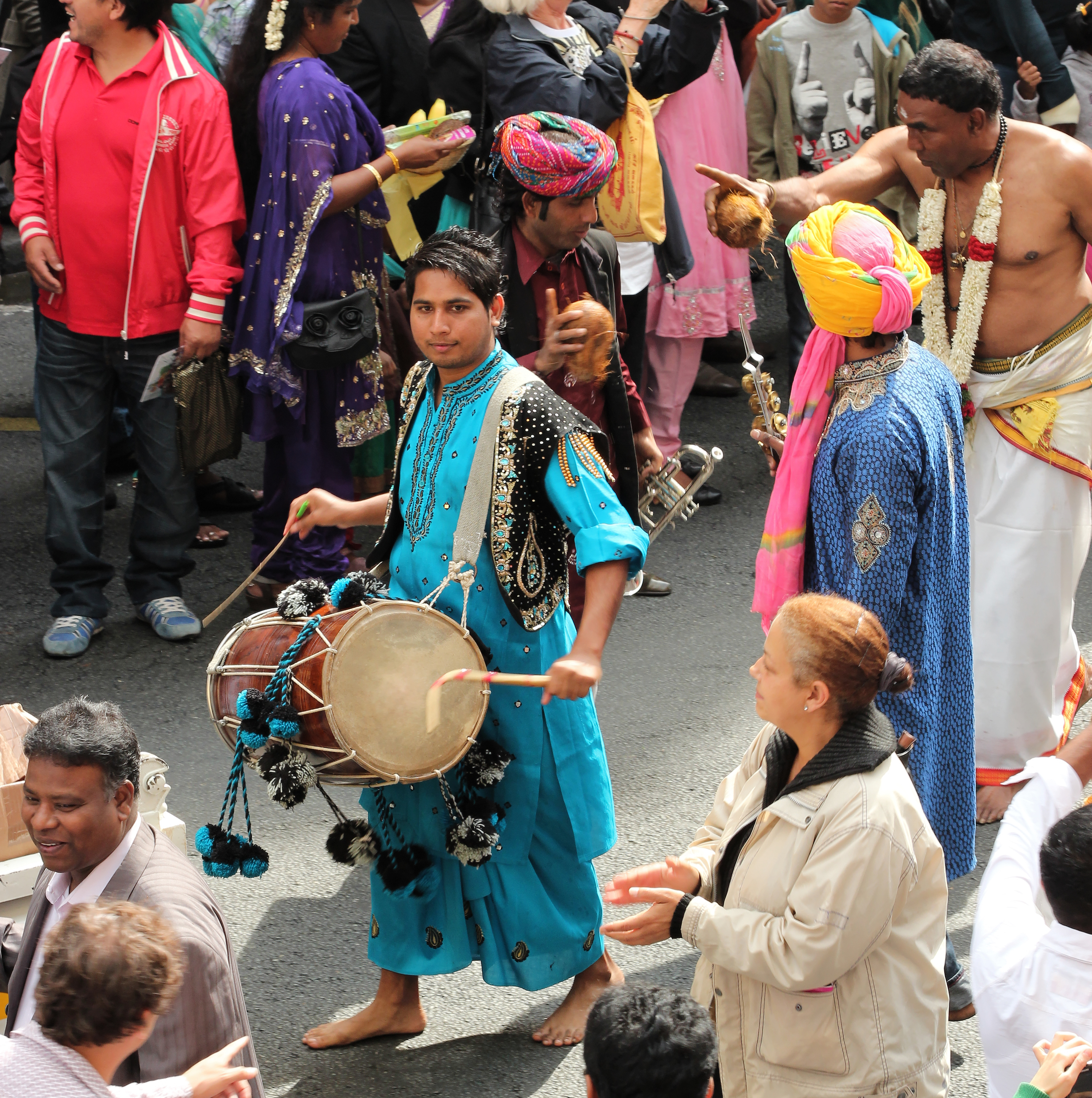
Hommes défilant lors de la fête de Ganesh.

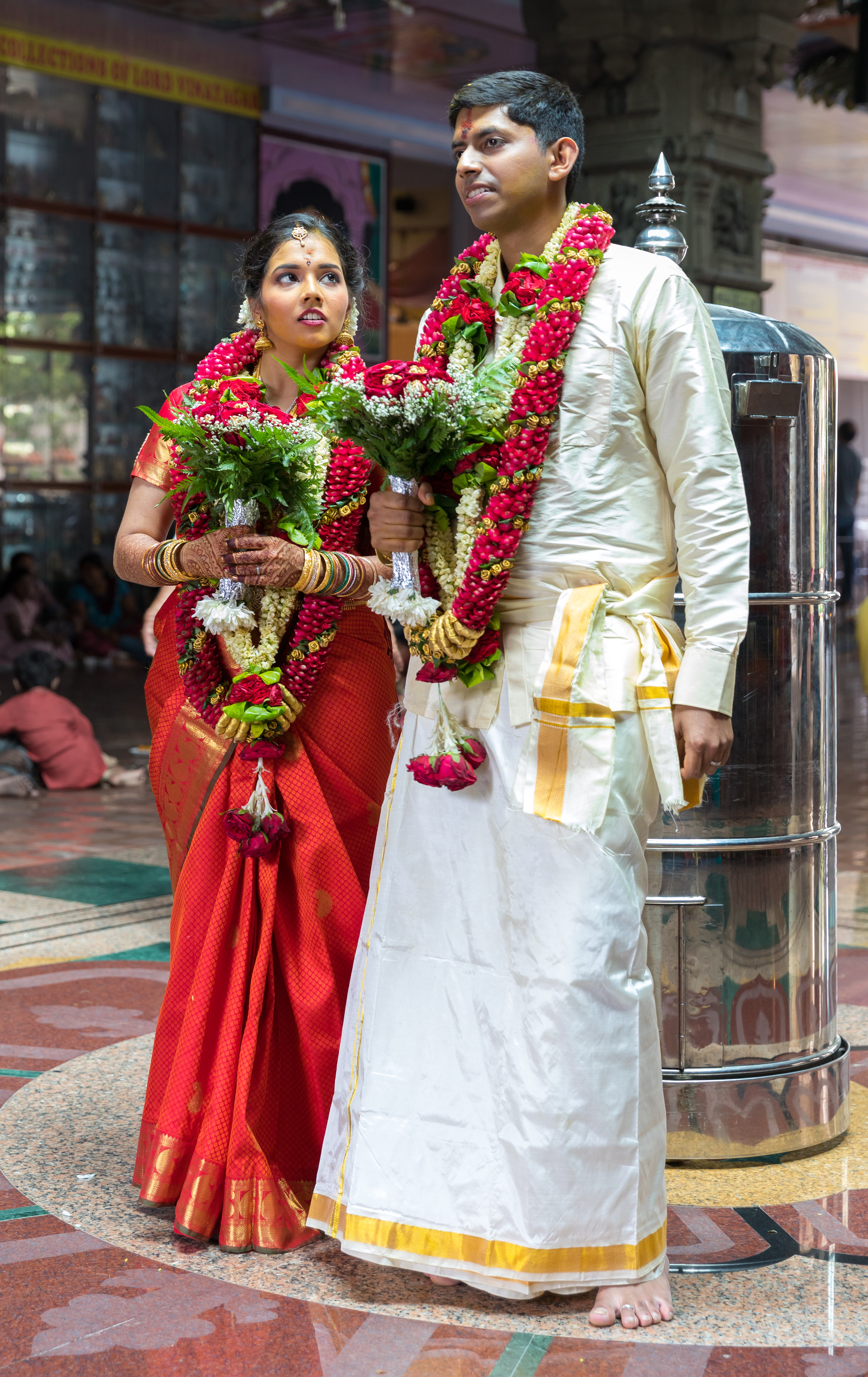
Couple de mariés avec des guirlandes de fleurs autour du cou et des bouquets de fleurs dans la main, à leur cérémonie de mariage au temple hindou de Singapour. Pieds nus, le marié porte une robe blanche, et la mariée une rouge.

Il est interdit d'entrer dans un temple hindou avec des chaussures. Les hindous montrent de l’amour et du respect à un gourou en touchant ses pieds nus (appelé pranam). En Inde, il est de coutume de montrer son respect en marchant pieds nus autour de Raj Ghat, le monument dédié au Mahatma Gandhi. Le président américain George W. Bush et le pape Jean-Paul II lui ont tous deux décerné cet honneur.

#### Autres mouvements religieux ou spirituels

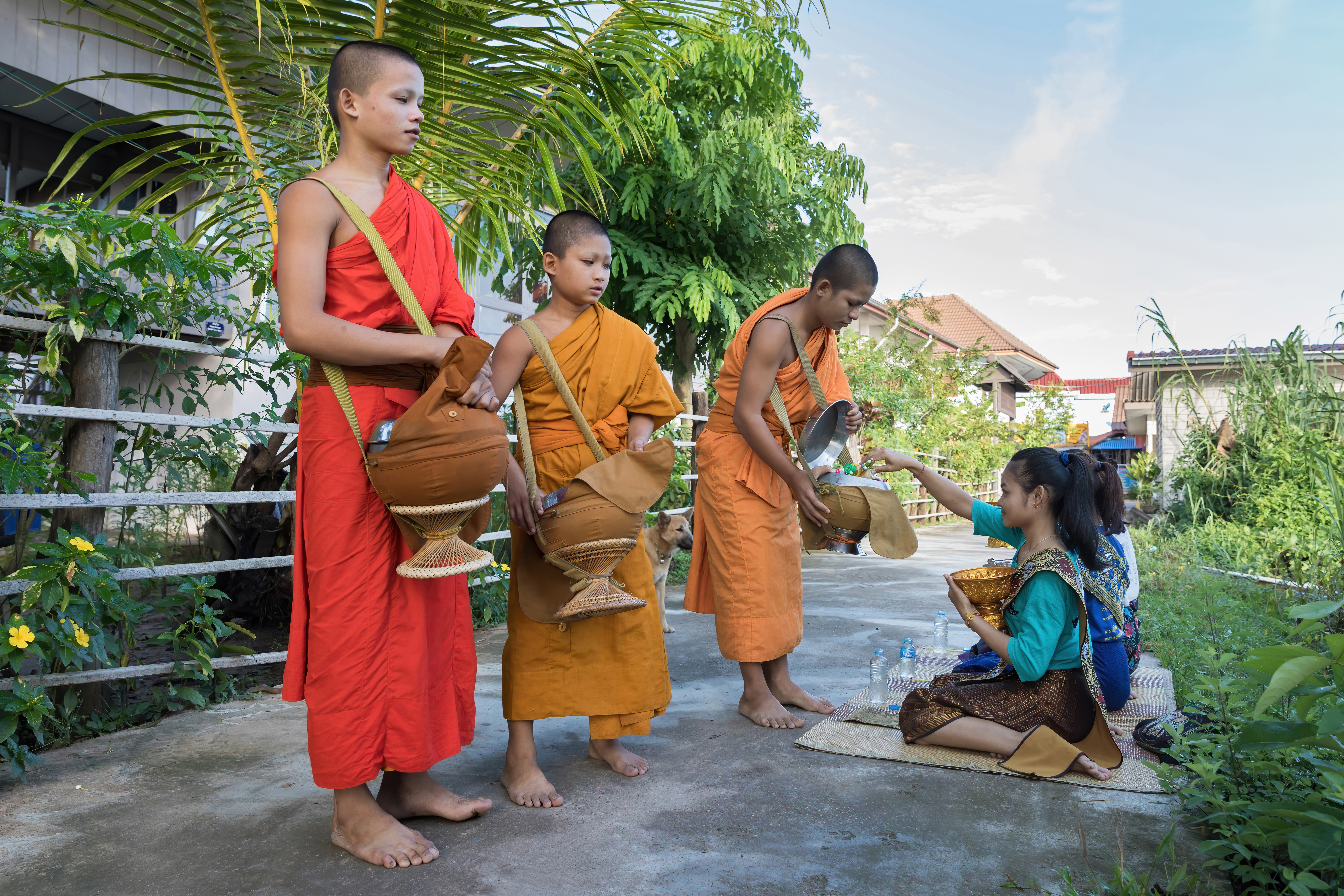
Moines bouddhistes demandant l'aumône à Si Phan Don.

Pendant la période impériale japonaise, enlever ses chaussures en présence d’une personne de statut supérieur était un signe de montrer sa propre humilité, sa subordination et son respect envers son statut.
Avec le mouvement hippie dans les années 1960, la marche pieds nus est devenue populaire dans les cercles alternatifs en tant qu’expression d'un mode de vie non conformistes et pour une perception plus consciente de l’environnement et est encore pratiquée aujourd’hui par certains adeptes de formes de vie alternatives et de sous-cultures.
Au Burkina Faso, certaines guérisseuses pratiquent leurs incantations pieds nus.
Axel Pons Ramon, ancien champion de moto, a décidé de réaliser un tour du monde pieds nus,. les raisons de ce changement sont avant tout spirituelles avec la volonté de profiter de chaque instant de la vie.

## Châtiments corporels

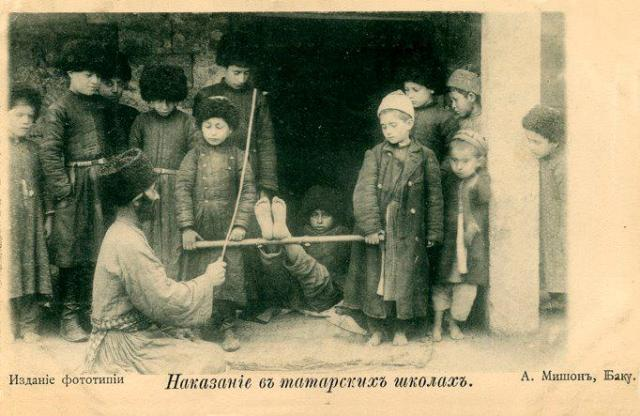
Exemple de bastinado, également appelé « falaka ».

La plante des pieds étant une zone contenant beaucoup de nerfs, la frapper peut être extrêmement douloureux. On appelle cette technique de torture le « bastinado ».
La pratique du fouet aux pieds est encore officiellement utilisée dans plusieurs pays du Moyen-Orient où le terme falaka est coutumier. Ce type de battement a également été fréquemment pratiqué dans les pays occidentaux jusqu’au milieu du XXe siècle, où il est généralement appelé « Bastonade ». Entre autres, il était courant dans les territoires allemands, où il a été utilisé jusqu’à la fin de l’ère nazie, principalement dans le système réformateur et carcéral. Dans certaines installations, il a continué à être utilisé jusque dans les années 1950,,,.
En 2009, les parents de Marina Sabatier ont été condamnés pour assassinat après avoir fait subir des maltraitance à leur fille : elle devait par exemple marcher pieds nus sur un sol rugueux avec un lourd sac sur les épaules.
En 2023, une mère de famille est jugée en Belgique après avoir punie sa fille en lui demandant de marcher pieds nus dans la neige. Des peines de prison, avec sursis, ont été prononcées pour les deux parents,.
En 2024, d'anciens pensionnaires du centre de redressement catholique de la Belle Etoile à Mercury décrivent avoir subie des brimades pendant leur passage, notamment le fait de devoir marcher pieds nus dans la neige.

## Dans la culture populaire

### ExpressionBarefoot and pregnant
L'expression Barefoot and pregnant est le plus souvent associée à l’idée que les femmes ne devraient pas travailler à l’extérieur de la maison et devraient avoir beaucoup d’enfants pendant leurs années de procréation : le fait de garder une femme enceinte sans la possibilité de se déplacer facilement (être pieds nus étant plus vulnérable qu'avec des chaussures) serait un moyen détourné pour certains hommes de garder une emprise sur leur femme,,.

### Symbole d'innocence

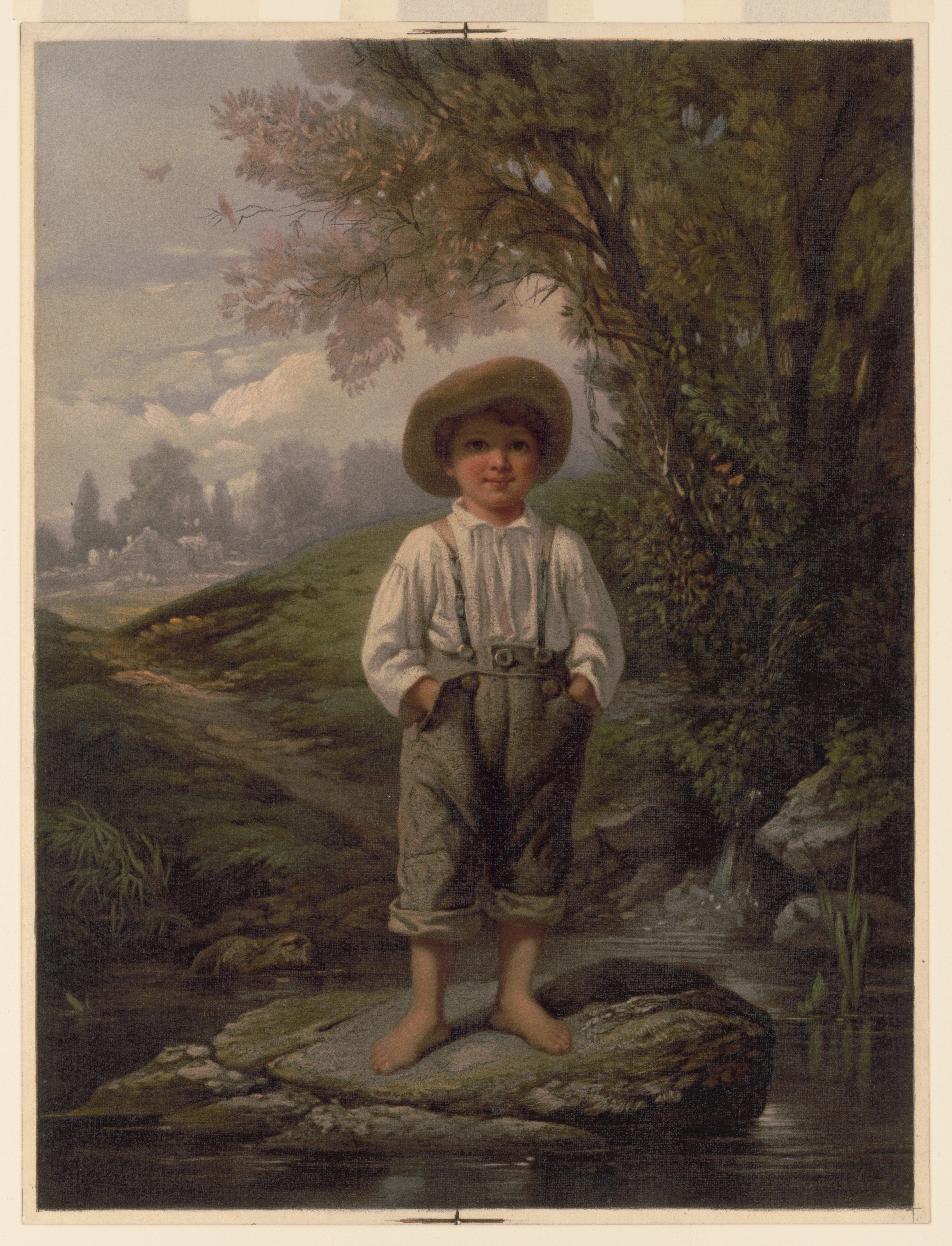
Estampe montrant un jeune garçon pieds nus debout sur un rocher au milieu d'un ruisseau, au bord d’une zone boisée. L’étiquette de l’éditeur comprend le texte du premier vers du poème de Whittier, The barefoot boy.

Le fait d'être pieds nus, notamment pour les enfants, symbolise l'innocence. C'est par exemple le cas du poème L'enfant pieds nus (en) de John Greenleaf Whittier,,.

### Message politique

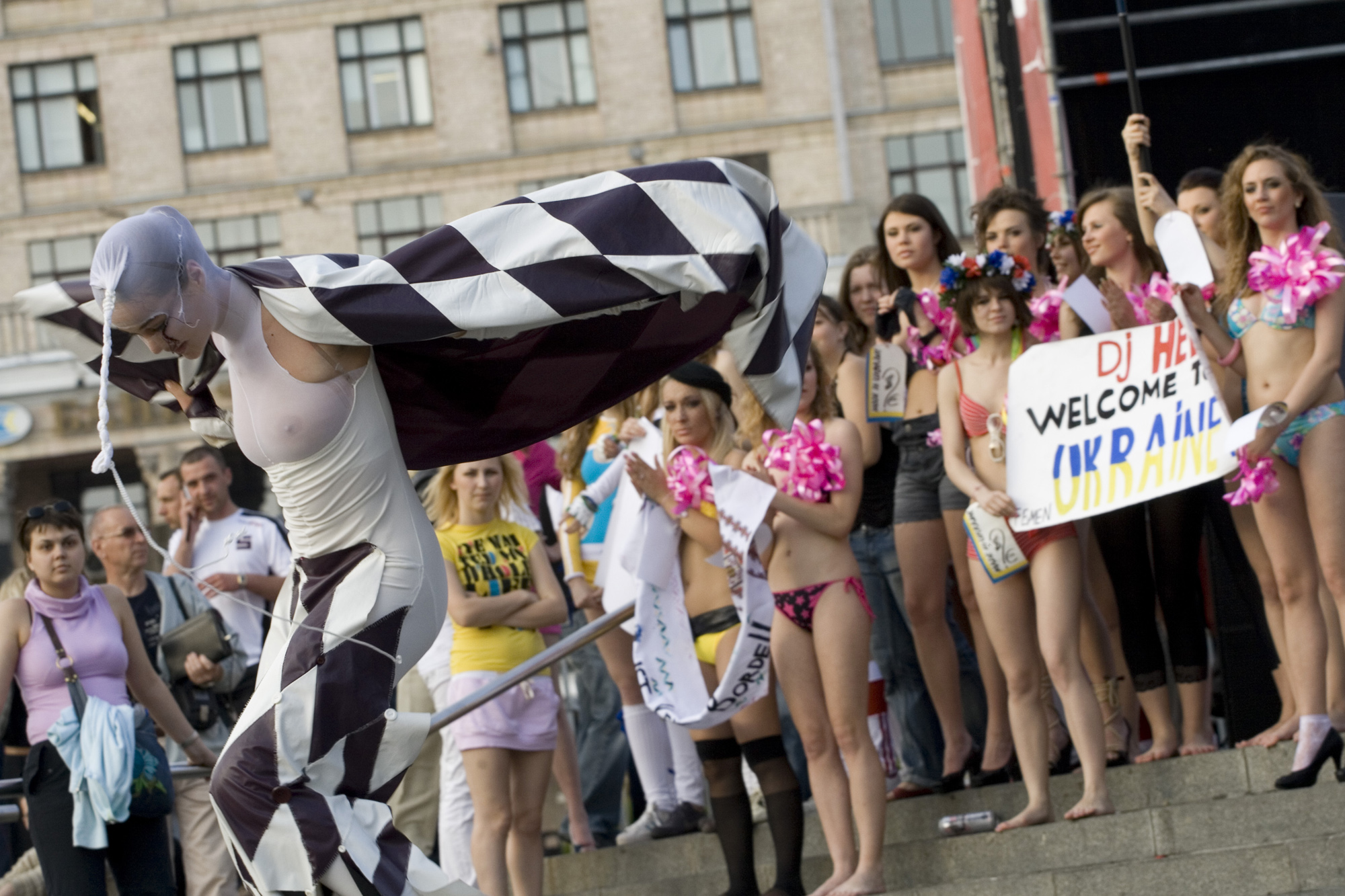
FEMEN pieds nus participant à une manifestation contre le tourisme sexuel en Ukraine.

Le fait d'être pieds nus étant une forme de vulnérabilité, il est parfois utilisé lors de manifestations pour la paix.
En 2023, l'actrice Cate Blanchett a monté les marches du festival de Cannes pieds nus en soutien aux Iraniennes.
Lors de la demi-finale de l’US Open, des militants écologistes se sont manifestés et ont interrompu le match et l'un d'entre eux s'est collé les pieds nus au sol. Les policiers et le service médical ont mis plusieurs minutes à le décoller avant de le faire sortir, les mains menottées dans le dos,,.

### Sensibilisation à la pauvreté

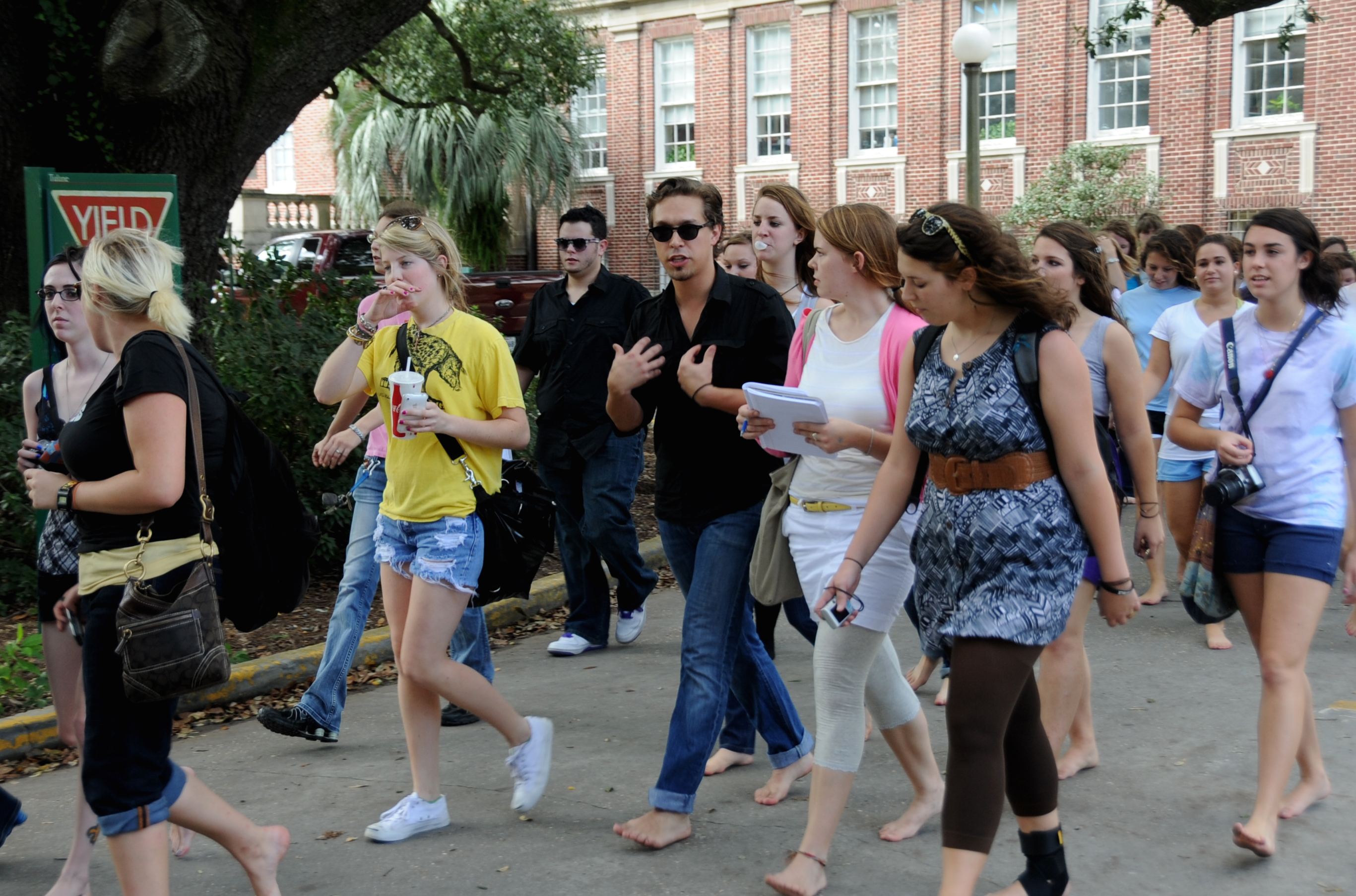
Marche organisée pour sensibiliser à la pauvreté sur le campus de l'Université Tulane en 2009.

Des marches pieds nus sont parfois organisés par des associations pour sensibiliser à la pauvreté.
Pour des personnes originaires de pays où le taux de pauvreté ne permet pas à la majorité de la population de s'acheter des chaussures, le fait d'être obliger de se déplacer pieds nus est utilisé pour mettre en avant les difficultés économiques rencontrées.

### Sensibilisation au handicap
À Toucy, un sentier pieds nus a été aménagé par l'association Ensemble pour voir 89 pour sensibiliser les enfants et les adultes au handicap, notamment les personnes malvoyantes devant utiliser le sens du toucher pour se représenter leur environnement.

## Dans la vie moderne (par pays)

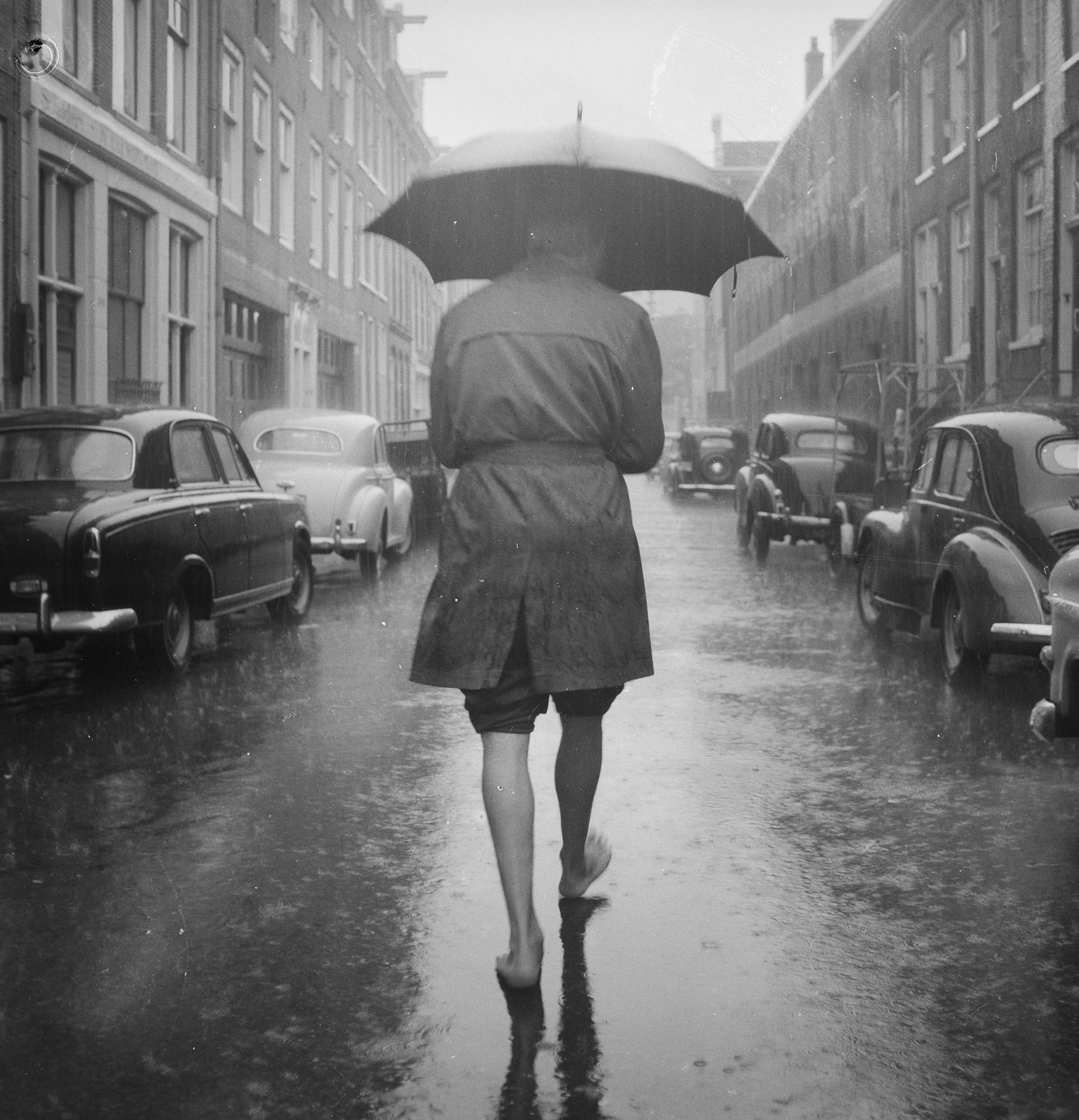
Homme marchant pieds nus, sous la pluie, dans une rue d'Amsterdam le 12 août 1960.

Dans les pays développés, marcher pieds nus peut avoir des objectifs sportifs, idéologiques, spirituels ou religieux. On parle en anglais de « barefooting », le fait de marcher pieds nus en environnement urbain. Dans les zones urbaines d’Europe et d’Amérique du Nord, marcher pieds nus est souvent perçu comme inhabituel.

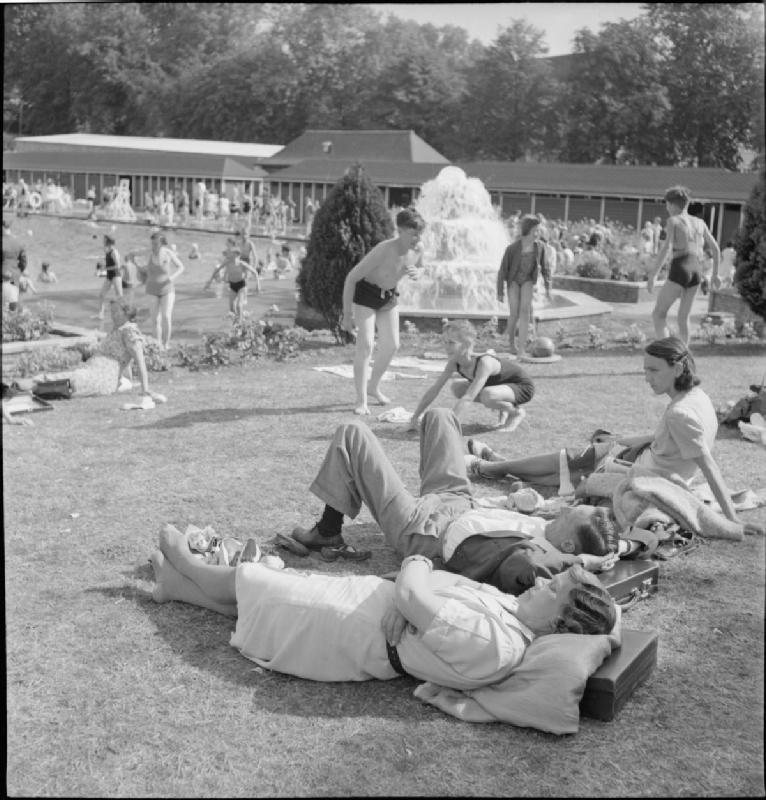
Personnes marchant pieds nus près d'une piscine publique.

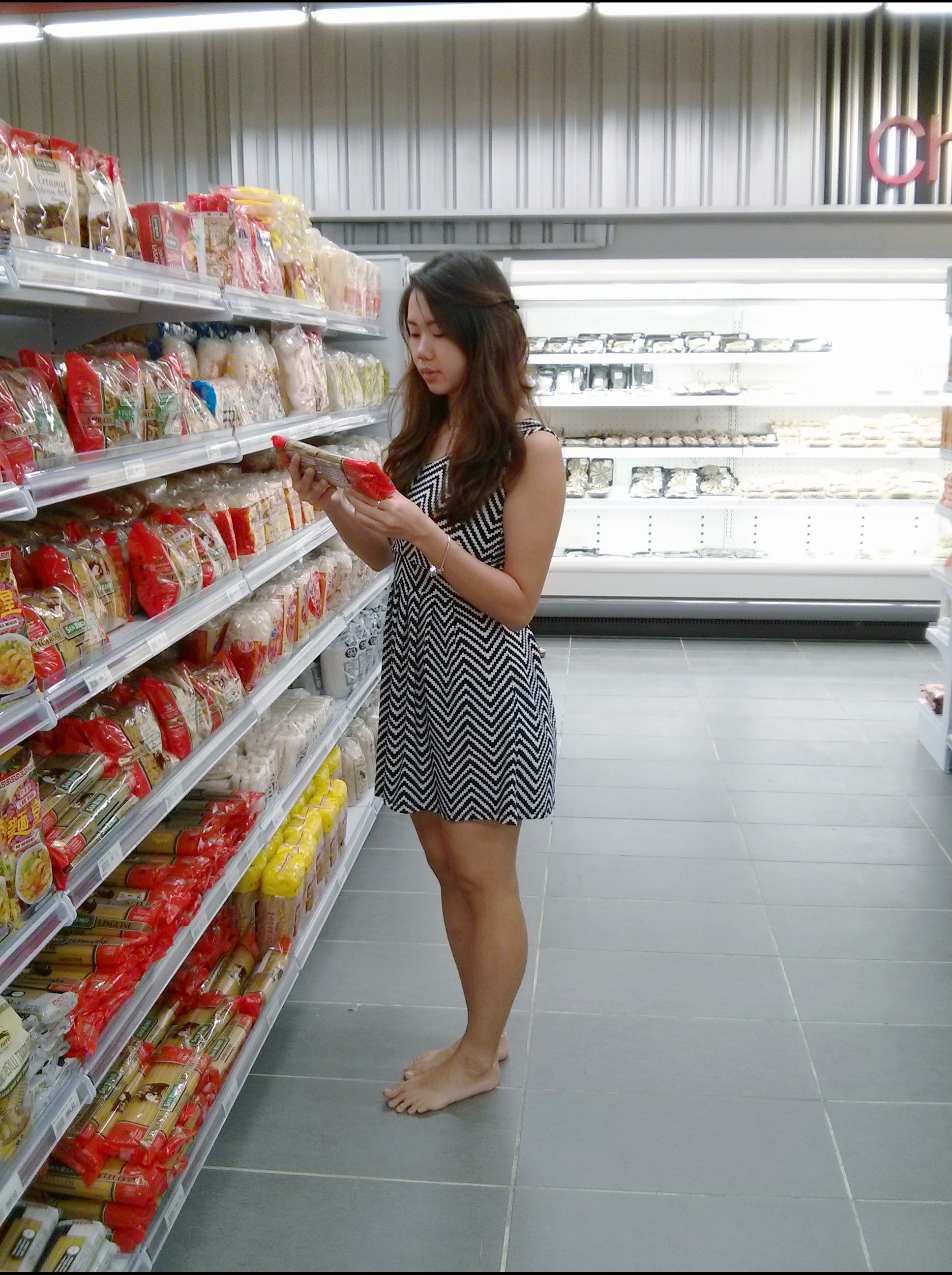
Femme faisant ses courses dans un magasin en Malaisie.

Il s’agit d’un renoncement délibéré et souvent temporaire aux chaussures pour des raisons de non-conformisme, religieux ou simplement pour des raisons de commodité. Cette pratique est encore très peu développée dans les pays occidentaux, la population préférant protéger ses pieds des blessures et de la saleté du sol.
Se déplacer pieds nus dans un lieu public peut être comme un tabou, que certains considèrent comme entretenu par l'économie de la chaussure.

Pour certaines cultures, porter des chaussures dans une maison privée est mal vu. Enlever ses chaussures est très répandu, principalement pour des raisons de propreté et d’hygiène, dans les pays aux climats rigoureux comme le Japon, la Chine, le Vietnam ou le Canada, mais aussi dans de nombreux pays et régions de culture musulmanes comme la Turquie et l’Arabie saoudite.

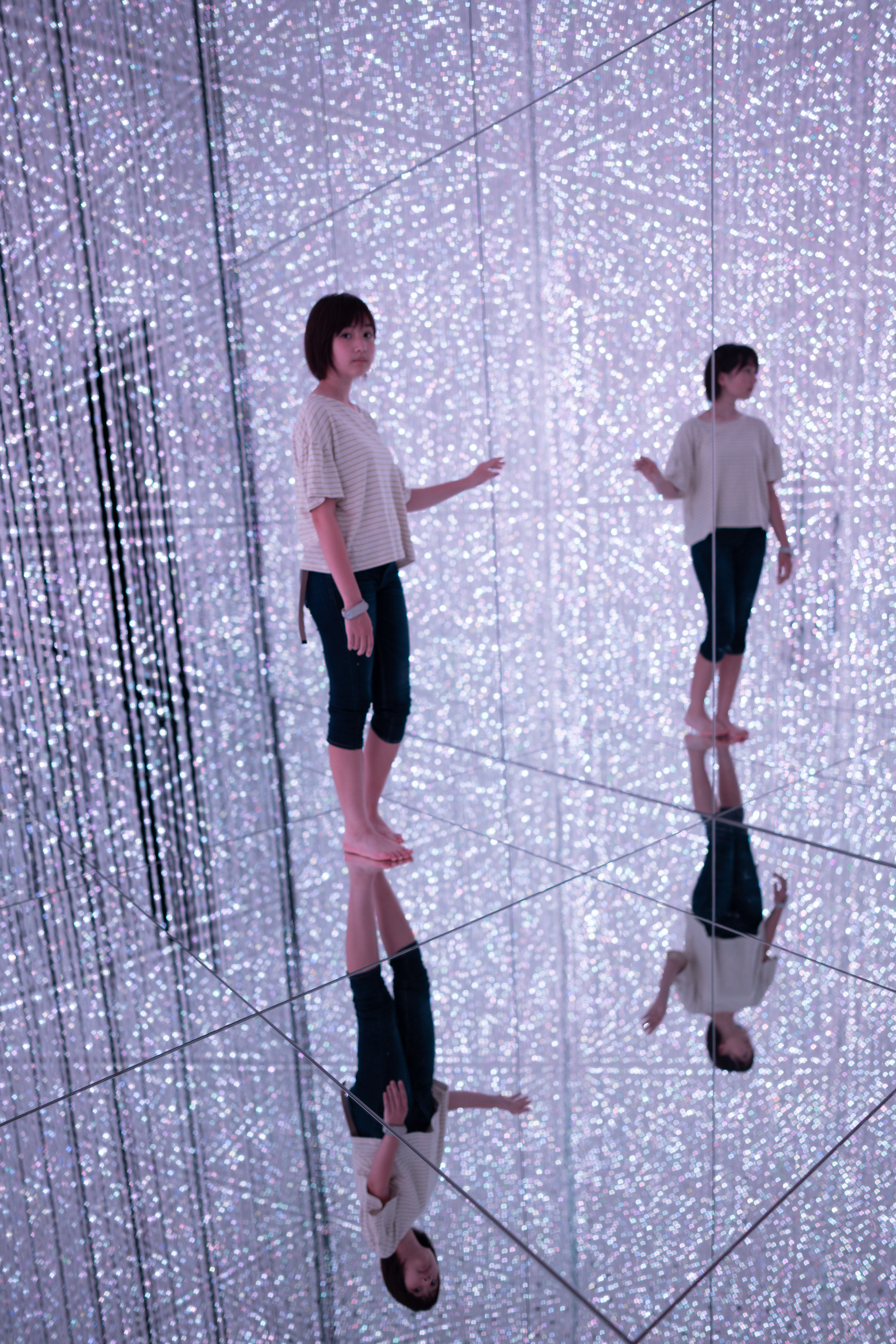
Femme visitant le TeamLab Planets TOKIO DMM.com pieds nus pour ne pas abîmer la surface de l'installation.

Certaines personnes ont une phobie des pieds nus, trouvant répulsive l'idée de voir ou de toucher un pied nu, et particulièrement la plante du pied ou les orteils, que le pied soit sale, propre, beau ou laid. Sur TikTok, les vidéos avec le hashtag «dogsout» montrent des extraits de «dog attacks» — lorsqu'une personne se fait toucher contre son gré par les pieds nus de quelqu'un d'autre — ou de personnes gênées de dévoiler leurs orteils en public.
Chez d'autres personnes, le pied se trouve être un objet de culte qui peut même souvent être sujet à une attirance sexuelle. Dans ce cas de paraphilie, on parle de fétichisme du pied.
Lorsque l'on voyage dans un avion, se déchausser est considéré comme étant du sans-gêne.

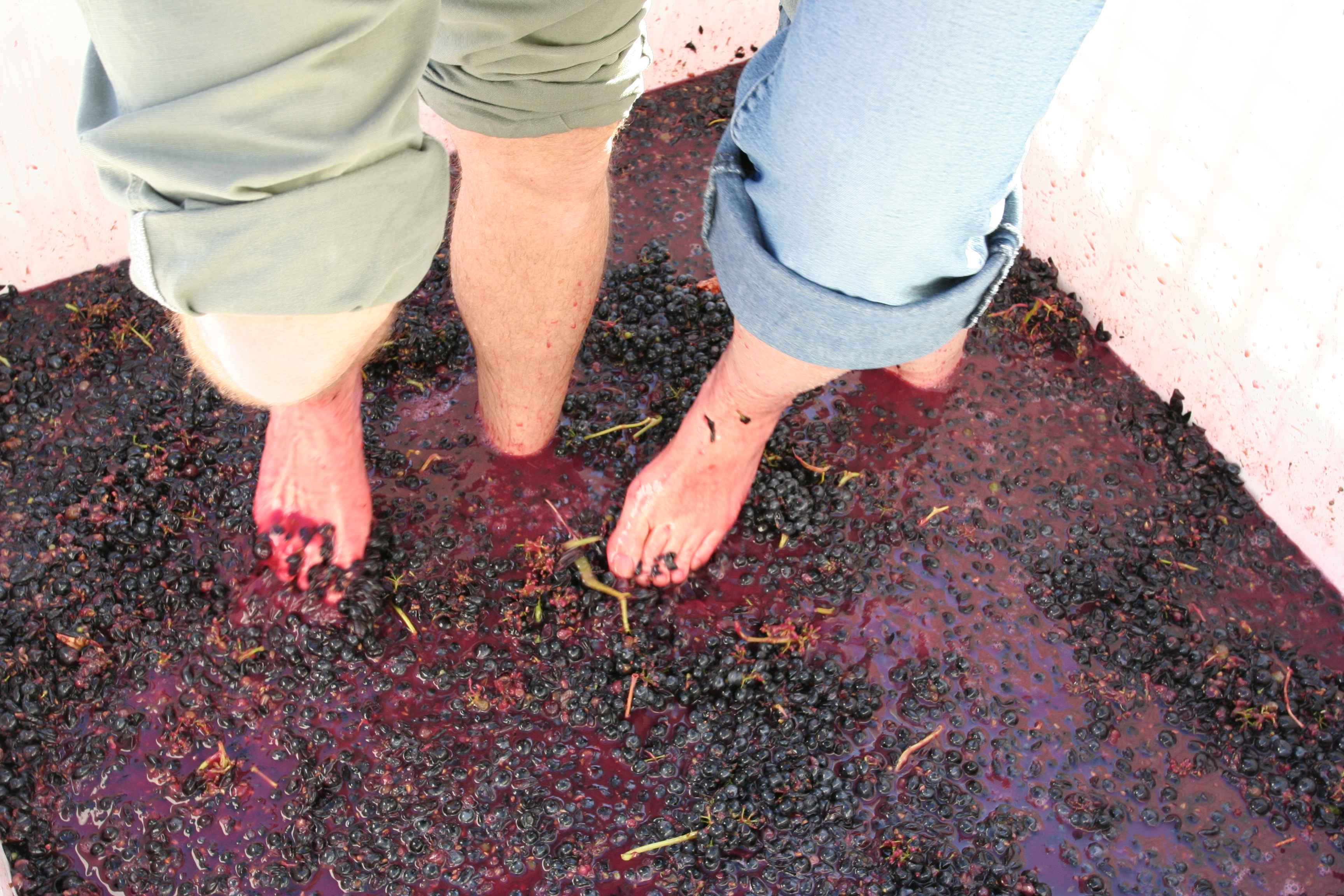
Foulage du raisin réalisé pieds nus

Le foulage du raisin pour la fabrication du vin peut se faire pieds nus.
Beaucoup de gens sont pieds nus pour ne pas mouiller leurs chaussures lorsqu'il faut marcher dans l'eau. Certaines personnes font le choix d'être pieds nus uniquement pour des raisons de confort.

### Afrique du Sud
En Afrique du Sud, les Directives nationales sur l’uniforme scolaire énumèrent les chaussures comme un élément facultatif tandis que le projet de lignes directrices stipule que « les élèves, en particulier dans les classes inférieures, devraient également être autorisés à fréquenter sans chaussures par temps chaud ».
Dans de nombreuses écoles, les codes vestimentaires encouragent les enfants à aller à l’école pieds nus ou préfèrent que les enfants aillent à l’école pieds nus, surtout pendant les mois d’été.
Une autre explication à ce phénomène est les difficultés à fournir aux enfants des chaussures qui sont adaptés à la forme du pied des enfants.

### Allemagne
Jusque dans les années 1980, il était souvent courant, notamment dans les écoles primaires, de laisser les élèves qui avaient oublié leurs vêtements de sport ou du moins leurs baskets participer pieds nus à des cours d’éducation physique,. D’une part, ils devraient être punis pour leur oubli, mais d’autre part, ils devraient toujours participer à l’éducation physique. Cela visait également à prévenir « l’oubli délibéré » juste pour éviter l’éducation physique. Parfois, cette méthode est encore utilisée aujourd’hui,,. De nombreux enseignants n’osent plus laisser des élèves faire de la gymnastique pieds nus alors que tout le monde porte des baskets. Par conséquent, lorsqu’ils oublient l’équipement, ils ont souvent recours à d’autres mesures. Dans certaines écoles, la gymnastique pieds nus n’est plus autorisée.
Depuis 2014, l’auteure Sabrina Fox marche exclusivement pieds nus. Elle décrit cela comme une liberté qu’elle a rendue à ses pieds, les a réveillés et a soudainement vraiment senti le sol à nouveau. Elle ne porte des chaussures que dans les situations où des gants sont nécessaires pour les mains, c’est-à-dire pour se protéger contre la chaleur ou le froid.
Il n'est expressément interdit de rouler pieds nus, le Code de la route allemand prévoit simplement que le conducteur « est responsable de veiller à ce que sa vue et son ouïe ne soient pas altérées par l’équipage, les animaux, la charge, l’équipement ou l’état du véhicule. ».

### Australie

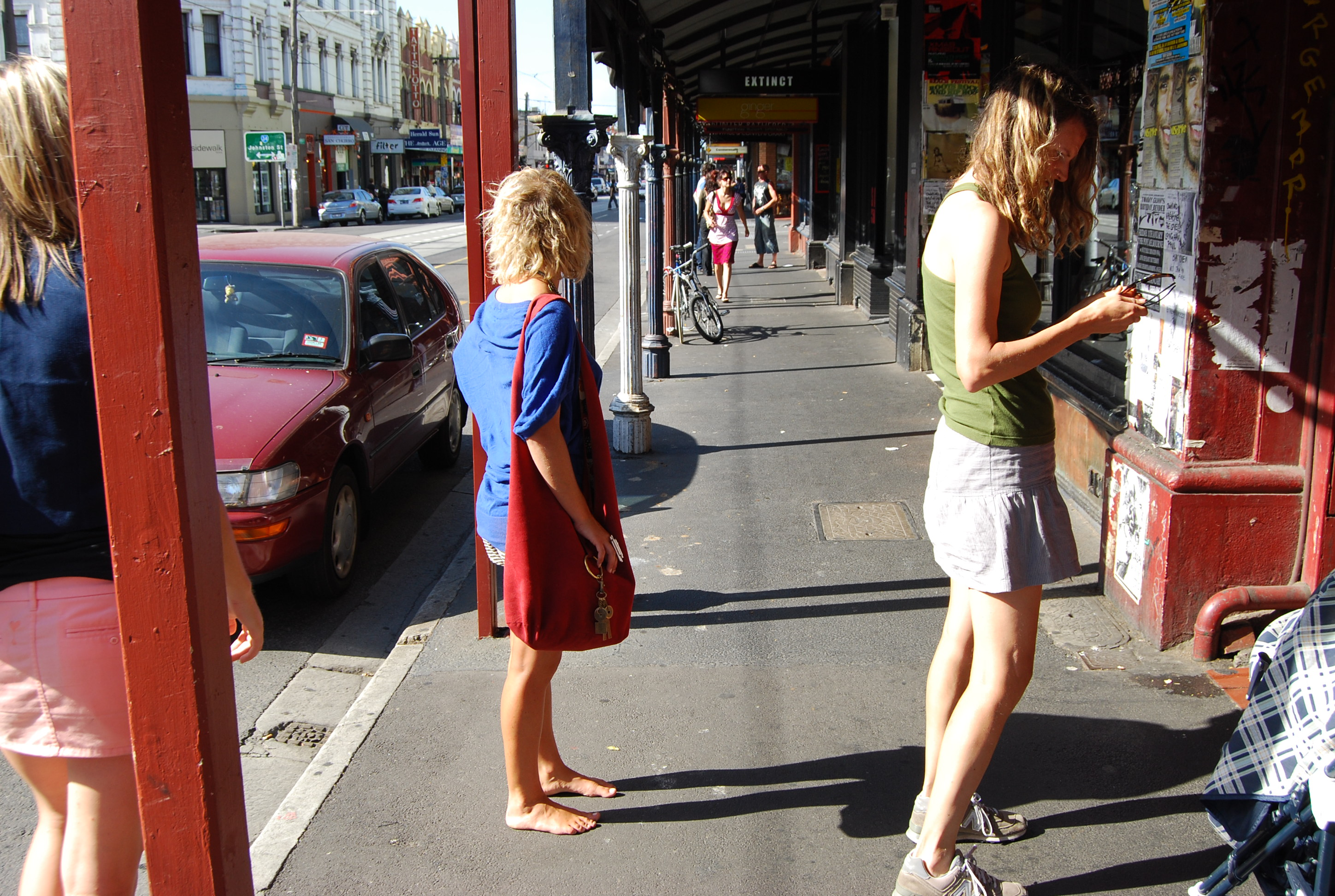
Femme pieds nus dans Brunswick Street à Melbourne.

Il est courant que les Australiens, en particulier les jeunes, soient pieds nus dans les lieux publics, surtout en été (dans les zones les plus rurales du pays, il est permis aux écoliers d’aller à l’école sans chaussures),,.
La chaîne de restaurants McDonalds a organisé en 2012 une campagne publicitaire mettant en scène un homme devant traverser pieds nus un parking dont l'asphalte est devenu brûlante à cause du Soleil.
D'après la compagnie d'assurances RAC, il n'est pas illégal de conduire pieds nus. Il est juste demandé de toujours être prêt à réagir en cas de problème, la police peut considérer que conduire pieds nus soit un facteur aggravant en cas d'accident (et passible d'une amende).

### Équateur
Certaines tribus amérindiennes tels que les Huaorani vivent pieds nus,.

### Espagne
En Espagne, il est interdit de rouler pieds nus ou avec des tongs sous peine d'amende d'un montant de 200 €.

### États-Unis

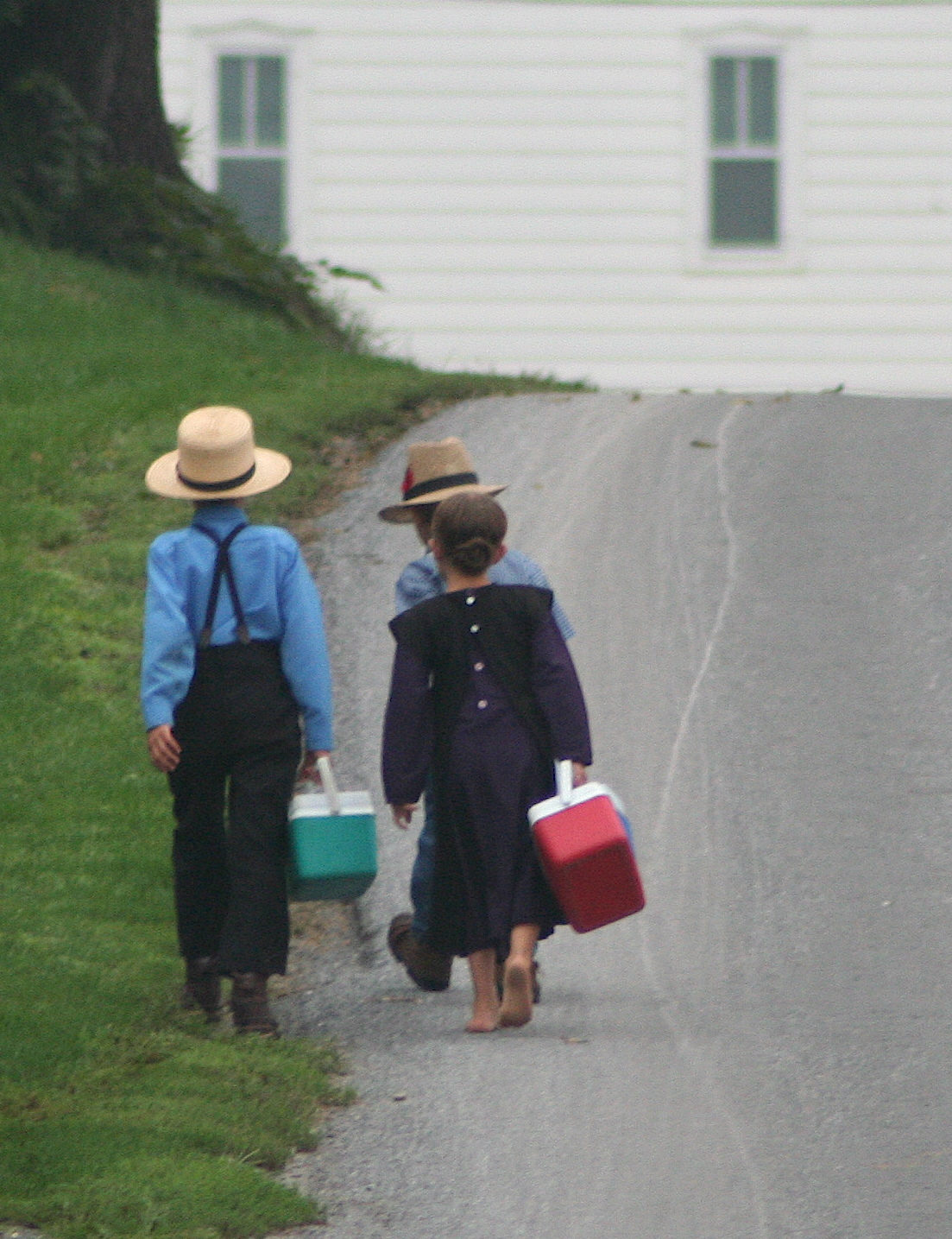
Enfants Amish allant à l'école.

Il est légal de conduire une voiture pieds nus aux États-Unis, même si cela dépend des États. Cela n'est pas le cas pour les motos.
Cependant, pour des raisons de sécurité, l’Occupational Safety and Health Administration des États-Unis exige des employeurs qu’ils « veillent à ce que chaque employé touché utilise des chaussures de protection » lorsqu’il existe un risque de blessures aux pieds en raison de chutes ou de roulements d’objets, d’objets perçant la plante du pied d’un employé et lorsque les pieds d’un employé peuvent être exposés à des risques électriques. Ces chaussures de sécurité doivent également répondre aux réglementations de l'OSHA.
La ville de Youngstown avait mis en place une ordonnance interdisant le fait d'être pieds nus. Cette ordonnance a été jugée comme inconstitutionnelle.

Certaines communautés religieuses, telles que les Amish, sont généralement pieds nus. Il existe encore au Texas une loi obligeant les personnes voulant marcher pieds nus en extérieur à demander un permis spécial.

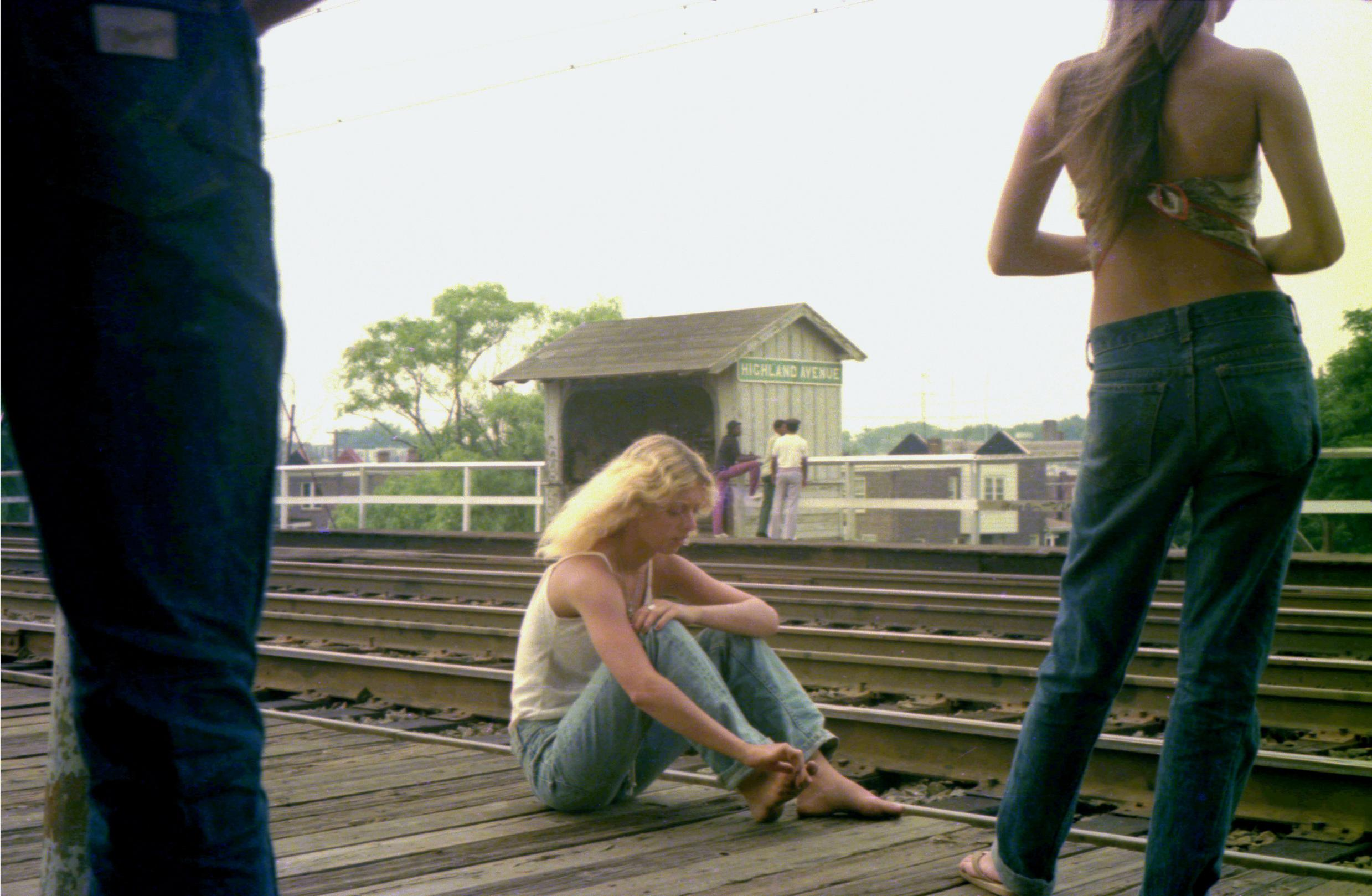
Femme pieds nus sur le quai de la gare de Highland Avenue station de la ville de Chester (Pennsylvanie), dans les années 1970.

Dans certaines catégories sociales, marcher pieds nus sert fait partie de la mode bohème hippie,.

### France
Il n'existe en France aucune loi portant sur le port de chaussures,. Il existe en revanche des cas de villes ayant pris des arrêtés municipaux interdisant l'accès de certains lieux en étant pieds nus pour des raisons d'hygiène.
Le code de la route n'interdit pas expressément de conduire pieds nus,. D'après l'article R412-6 du code de la route, « tout conducteur doit se tenir constamment en état et en position d'exécuter commodément et sans délai les manœuvres qui lui incombent. »,. Ainsi, explique Me Benoît Guillotin, avocat, ce n'est pas le port de chaussures ouvertes qui peut être sanctionné en lui-même, mais le risque d'accident qu'il induit,. En effet, les pieds nus peuvent être plus sensibles à la pression exercée sur les pédales, ce qui peut rendre le freinage moins précis et retarder les réactions en cas d’urgence. Les pieds nus sont également susceptibles de glisser sur les pédales si elles sont humides ou grasses.

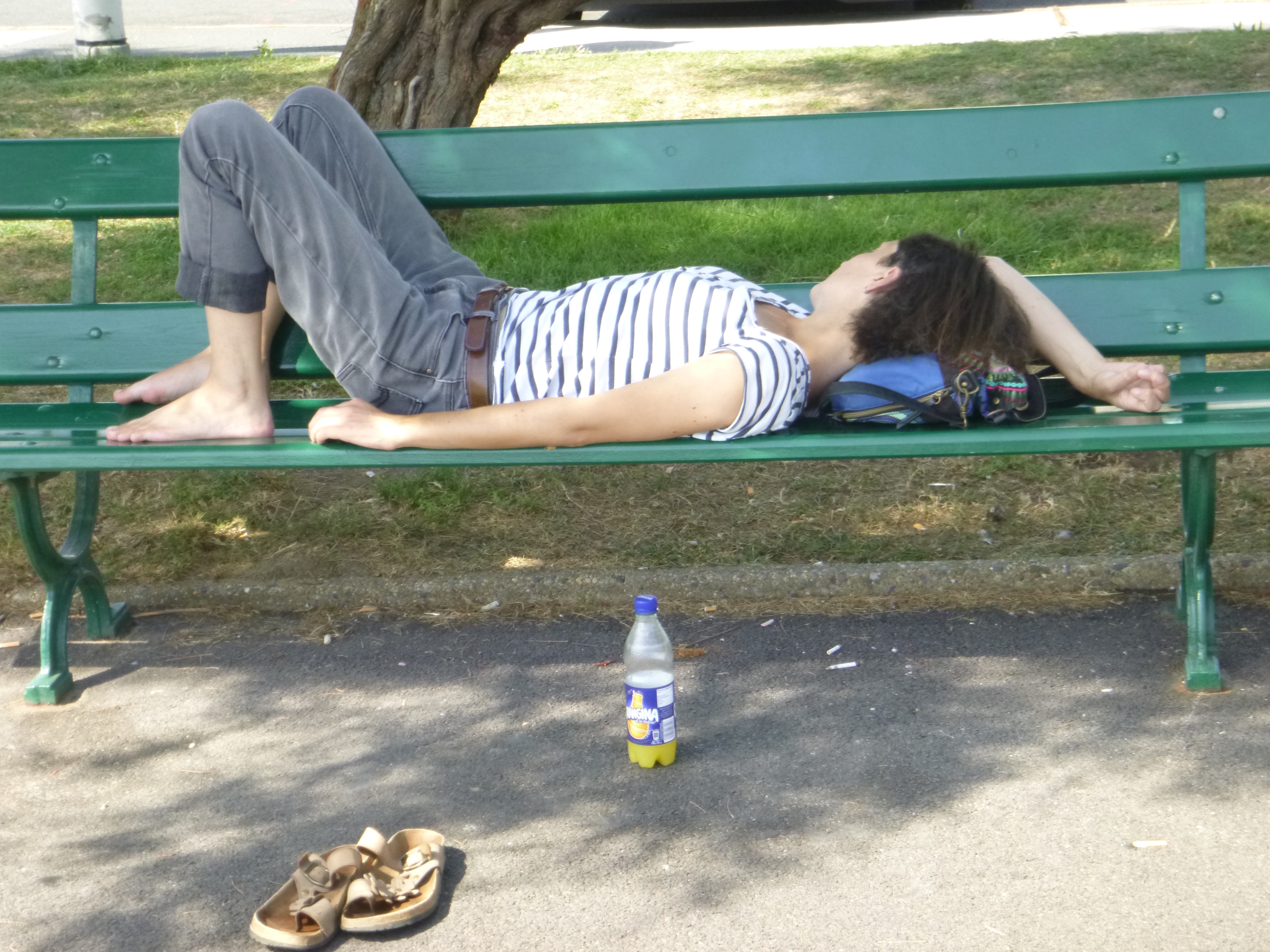
Femme se reposant sur un banc à Biarritz.

En Martinique, il existe une tradition appelée le « Bèlè Légiz », « Il s’agit d’une forme d’expression de la foi des chrétiens de Martinique » dans laquelle les fidèles dansent pieds nus.
En 2021, la maison de la Nature d'Oberhaslach a organisé une fête du sentier Sens’Hasel. La ville de Wesserling a organisé un évènement similaire la même année.
Dans les Antilles françaises, certains danseurs défilent pieds nus.
Chaque premier dimanche du mois de décembre, pour célébrer la pureté de la déesse hindoue Pandialé, une marche sur le feu pieds nus est organisée à sur l'île de la Réunion.
En Corse, des pénitences pieds nus sont organisées à l'occasion du Vendredi saint.
Le fait d'être pieds nus est fréquent sur des endroits associés à la détente tels que les plages ou chez soi,.
Il existe néanmoins des partisans de la marche pieds nus au quotidien.
Pour la cérémonie d'ouverture des Jeux paralympiques d'été de 2024, le coureur pieds nus Alexis Guinet porte la flamme à Laon,.

### Inde

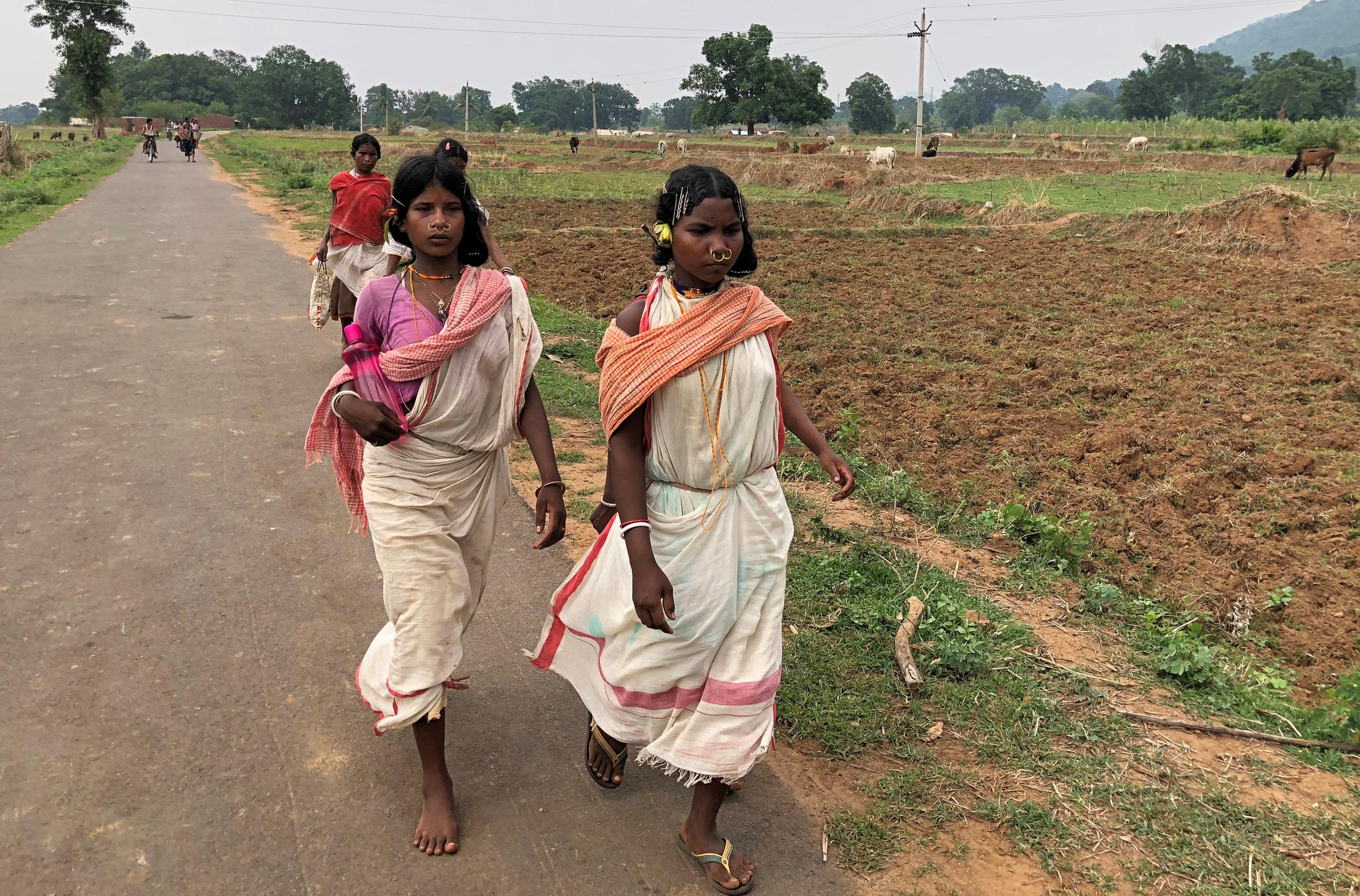
Filles voyageant l'une pieds nus, l'autre avec une paire de sandale en Inde.

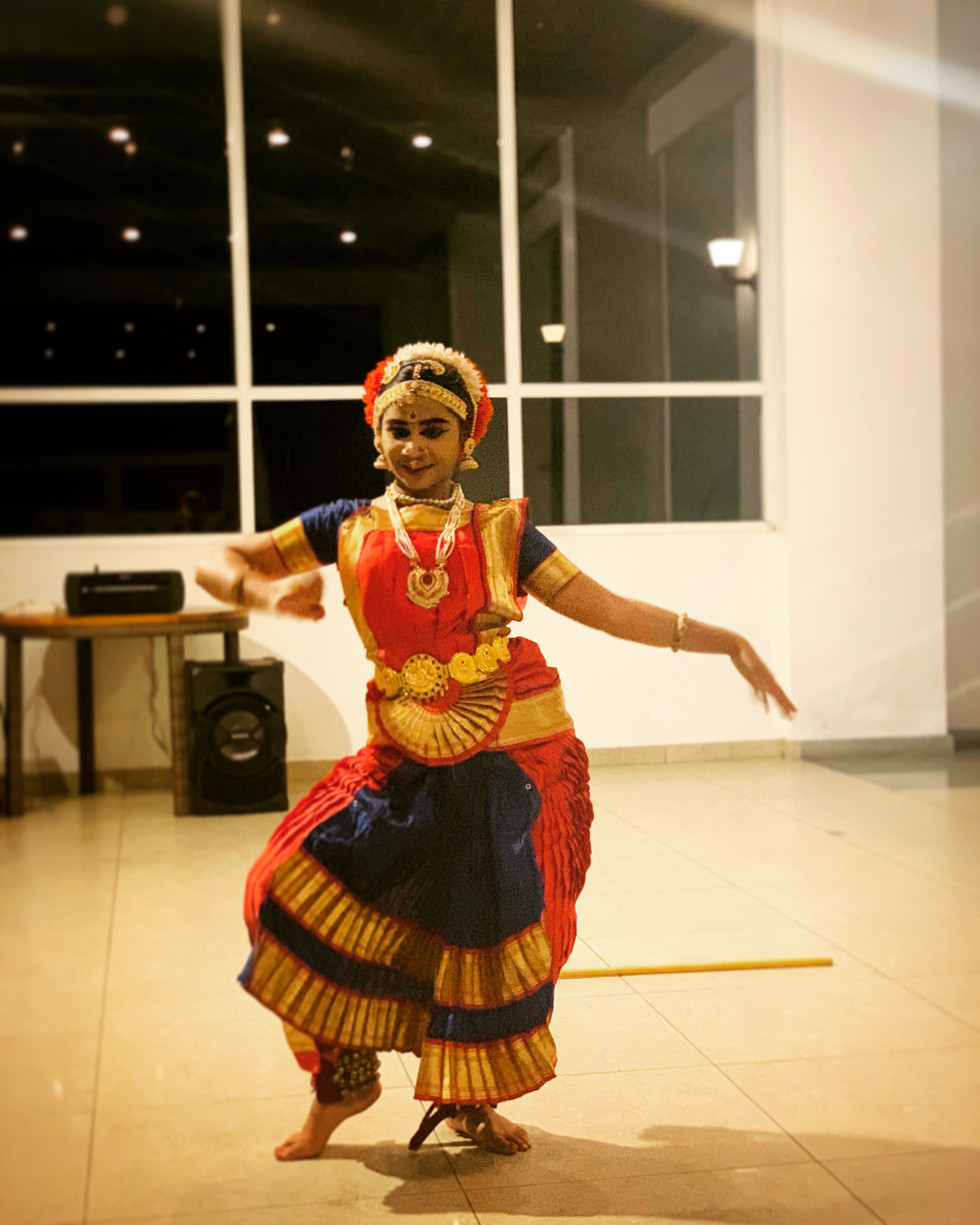
Danseur de Bharata natyam effectuant une performance à Munnar en Inde.

Dans la culture indienne, être pieds nus a une signification culturelle. Par exemple, il est d’usage d’enlever les chaussures en entrant dans une maison ou un temple,, car les chaussures sont considérées comme impures.

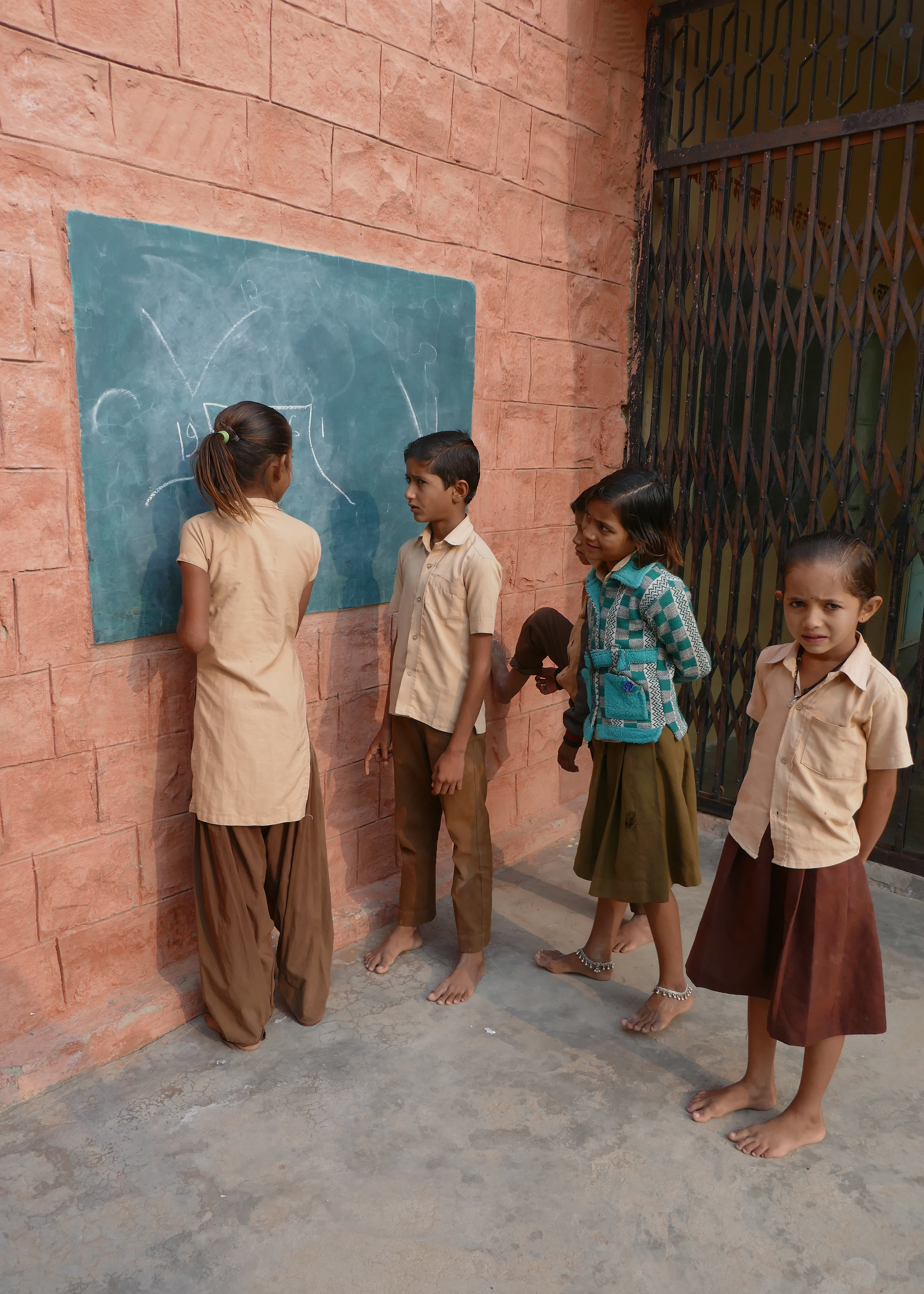
Élèves d'une école dans le désert du Thar. La plus âgée montre son savoir-faire en posant une division sur le tableau.

Les Indiens s’asseyent également traditionnellement sur le sol lorsqu’ils mangent des repas plutôt qu’à une table à manger, ce qui impliquerait normalement d’enlever leurs chaussures.
Être pieds nus peut aussi être une façon de mieux supporter la chaleur, notamment dans le sud de l'Inde.

### Italie
Il n’existe aucune loi au niveau national ou régional qui empêche quelqu'un de marcher pieds nus dans la rue ou d’entrer pieds nus dans un bâtiment public. Depuis 1993, la règle interdisant de conduire pieds nus ou sans chaussures fermées n’existe plus.

### Japon

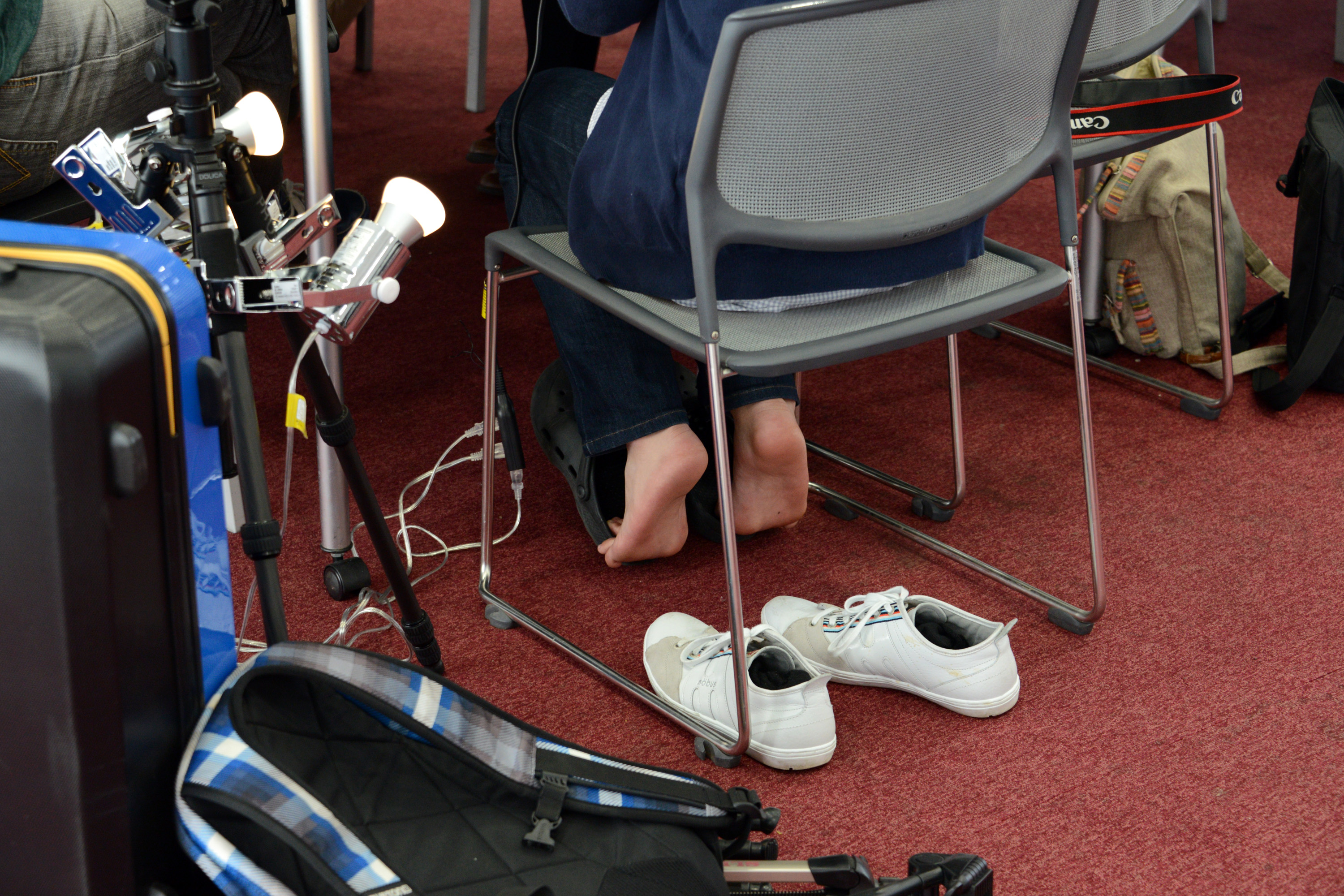
Personne ayant enlevé ses chaussures dans les bureaux d'ISAC Tokyo.

Il est très malpoli de garder ses chaussures à l'intérieur de bâtiment d'habitation, et parfois même dans certains espaces de travail. À l’entrée de la plupart des maisons au Japon, des tongs sont offertes.

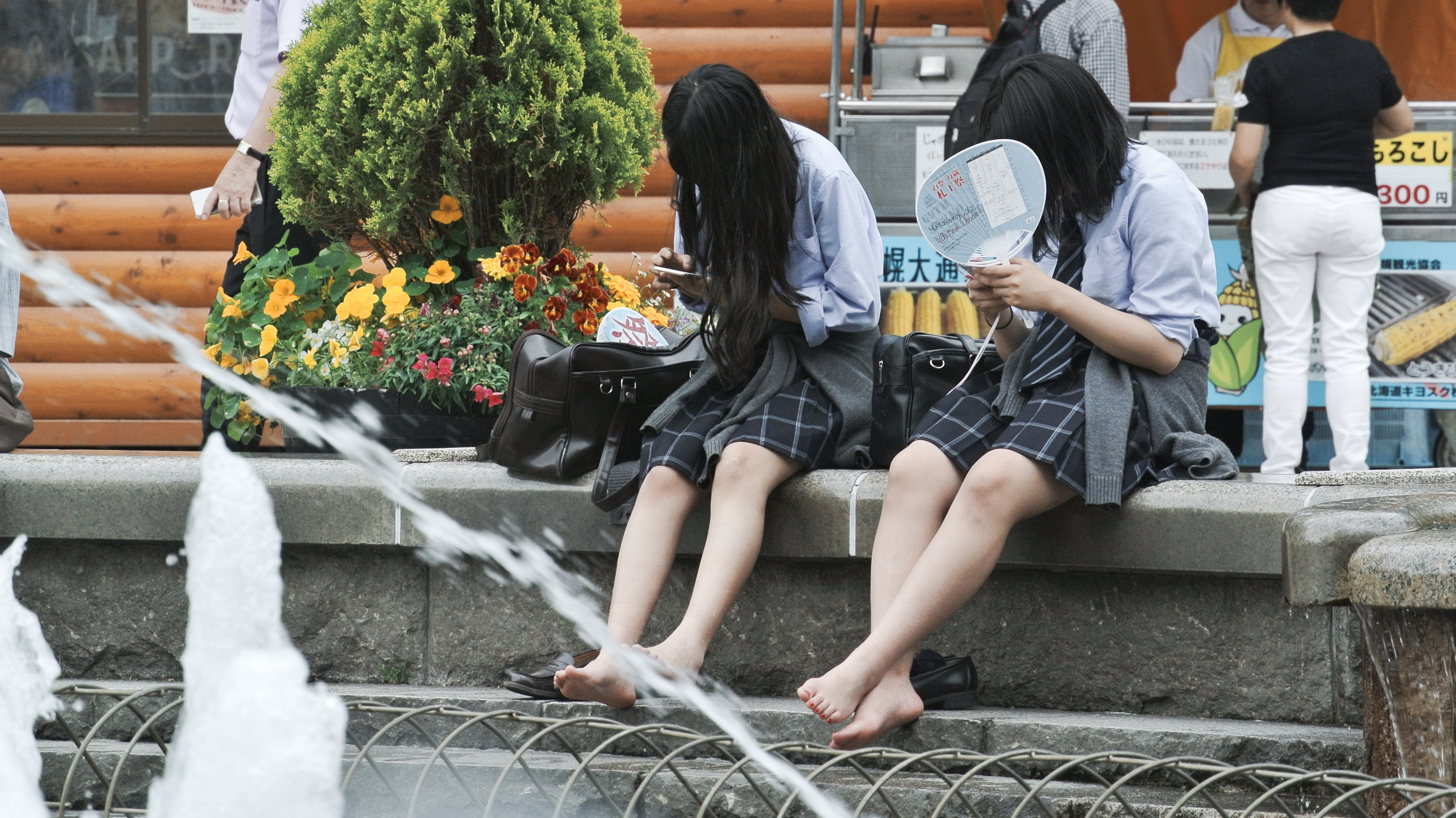
Femmes à un ashiyu.

En 1901, le département de la police métropolitaine a interdit de marcher pieds nus, sauf à l’intérieur, pour prévenir la peste.

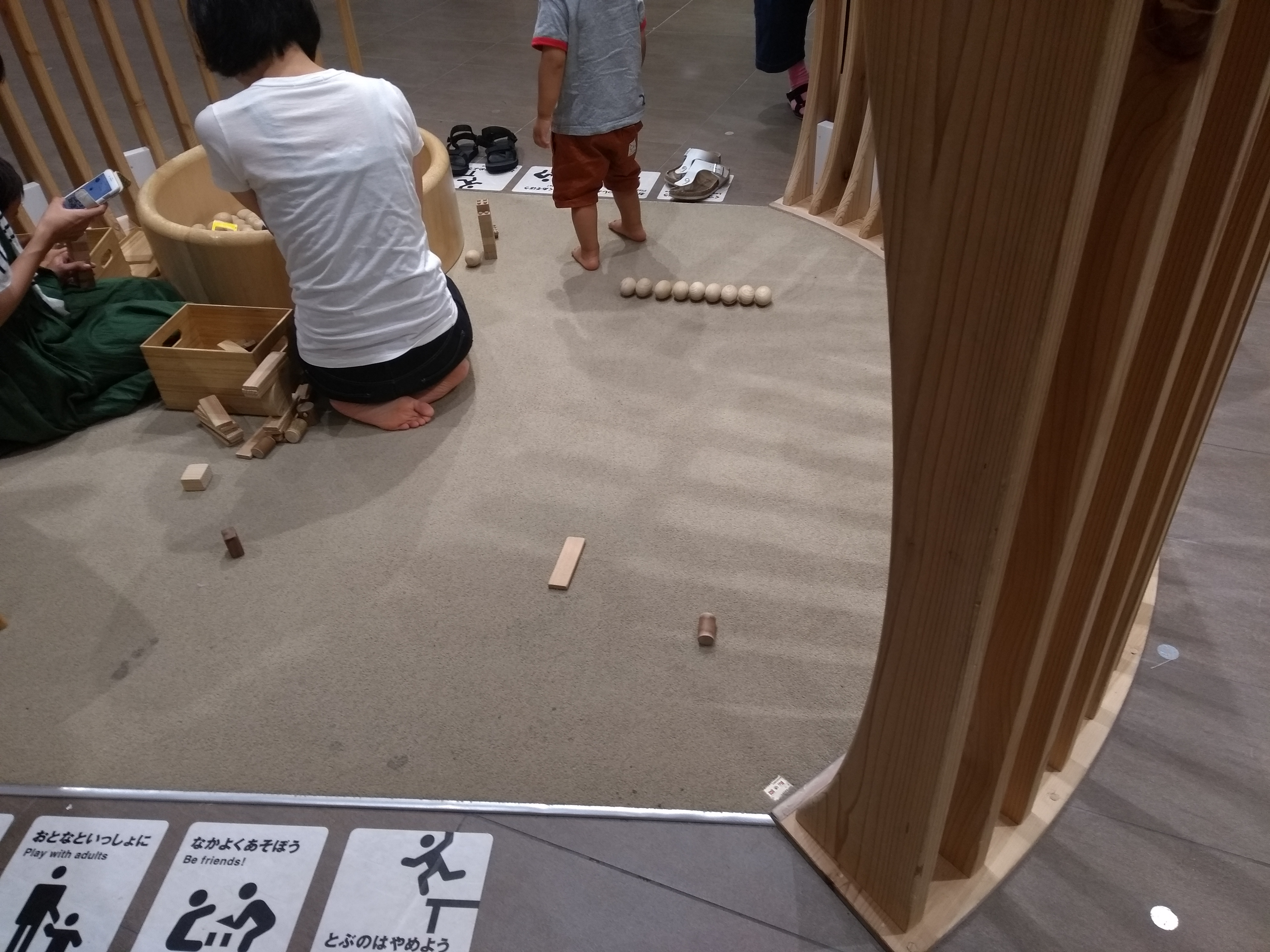
Femme et son fils jouant dans une aire de jeu public. On peut remarquer les chaussures laissées à l'entrée.

Il existe au Japon des bains publics thermaux appelés ashiyu. Il s'agit de bain de pieds public rempli d'eau chaude venant de sources géothermiques.

### Nouvelle-Zélande
Il est fréquent en Nouvelle-Zélande de voir des gens se balader pieds nus dans la rue,,,,.
En 2012, un écrivain de voyage pour le New York Times a écrit que le nombre de Néo-Zélandais pieds nus en public, y compris les magasins, était « frappant ».
En 2014, Air New Zealand a été critiquée après avoir prétendument forcé un client à porter des chaussures.
En 2010, une universitaire américaine a raté un poste universitaire de haut niveau à cause d’une lettre qu’elle a écrite au magazine néo-zélandais Listener déplorant l’habitude des Néo-zélandais d’aller pieds nus en public : elle avait décrit cette pratique comme « non seulement arriérée et non civilisée, mais dangereusement non hygiénique et répugnante pour les Nord-Américains ».

### Portugal
Entre 1928 et 1974, l'État portugais impose aux citadins de porter des chaussures, les peines pour les contrevenants allant de l’amende à la prison. Le but de cette loi est de faire la distinction entre la population portugaise et celles des pays africains considérés comme des colonisés.

### Royaume-Uni
En 2023, James Graham — un Anglais qui a couru plus de 20 marathons pieds nus — a été expulsé par le responsable après s’être rendu dans un McDonald’s dans le Sussex.

### Suisse
En Suisse, il n'est pas interdit de conduire pieds nus, même si cela reste déconseillé.
Lors de certains évènements traditionnels tel que le Ländlerfest Appenzell, les enfants sont traditionnellement pieds nus.

### République tchèque
Des randonnées pieds nus touristiques sont régulièrement organisées. Ces évènements sont organisés par des associations tels que Bosá turistika,.

### Viêt Nam
Dans la province de Tuyen Quang, dans le nord du Viêt Nam, l'ethnie Pa Then organise un rituel pendant lequel les hommes danser pieds nus sur des braises. Le but de cette danse est d'exorciser les démons et d'obtenir de bonnes récoltes.

## Univers carcéral
Jusqu’au XXe siècle, il était courant dans les prisons du Texas de refuser aux femmes en captivité le port de chaussures. En revanche, les prisonniers de sexe masculin avaient accès à des chaussures. Cela rendait visible la hiérarchie fondée sur le sexe parmi les prisonniers. Cela établi un parallèle avec le statut social des anciens esclaves, qui dans de nombreuses régions du monde ont été forcés de marcher pieds nus. Pour les femmes emprisonnées, par exemple, la rétention de chaussures s’est accompagnée d’une dégradation sociale drastique. En conséquence, ils ont été forcés d’effectuer le travail forcé pieds nus, ce qui était une complication supplémentaire dans le contexte du harcèlement habituel. Cette circonstance signifiait aussi mentalement que les femmes de la prison pouvaient difficilement supprimer la circonstance de leur emprisonnement de la conscience par les stimuli inconfortables continus des surfaces rugueuses ou froides, ce qui intensifiait encore l’effet intimidant des conditions carcérales. En outre, au sein des prisons dominées par les hommes, il servait de démonstration de pouvoir sur les prisonnières,.

En Allemagne, sous le régime nazi, il était fréquent dans les prisons et les camps d’éducation au travail pour femmes (par exemple. B, AEL Fehrbellin, département des femmes de l’AEL Hunswinkel) de garder les prisonnières en captivité pieds nus et de les faire effectuer des travaux forcés lourds pieds nus quel que soit le temps,.

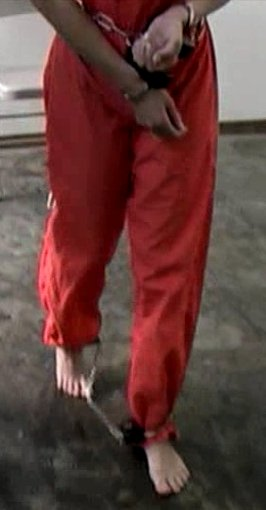
Prisonnier pieds nus avec un uniforme de prisonnier.

Dans certains pays, les détenus sont maintenus pieds nus. C'est le cas au Zimbabwe, en Thaïlande,, en Ouganda,, en Iran, au Pakistan, en Inde, en RDC, au Malawi, au Rwanda, en Côte d’Ivoire, en Russie et en Corée du Nord.
En Thaïlande, les accusés sont traditionnellement présentés au tribunal pieds nus,.

## Effets sur la santé

### Effets sur la forme du pied
Le fait de marcher ou de courir régulièrement pieds nus permet de renforcer les muscles des jambes et de maintenir la position des orteils correcte. Les personnes portant rarement des chaussures présentent rarement des problèmes tels qu'oignons, cors, pieds plats ou l’hallux valgus,,, ne sont pas sujettes à une éversion plus qu’ordinaire des pieds en position debout et en marchant en raison de la faiblesse ou de la raideur associée des articulations du pied et de la faiblesse des muscles qui les contrôlent, ainsi que d’une incidence beaucoup plus réduite de problèmes tels que les callosités.
Cela réduit le risque de dommages aux pieds tels que les ce qui est également favorisé par le port de chaussures trop étroites et ne peut souvent être corrigé que chirurgicalement.
Les personnes ayant l'habitude de marcher pieds nus ont souvent des pieds plus larges que les personnes ayant l'habitude de porter des chaussures,.

### Effets sur l'état des tissus du pied
Une étude parue en 2010 dans Nature montre que les coureurs habituellement pieds nus atterrissent plus souvent sur l’avant-pied, plus rarement sur le milieu du pied et rarement sur le talon. En revanche, les coureurs habituellement chaussés frappent principalement sur le talon, facilité par les talons surélevés et amortis des chaussures de course. Les analyses cinématiques et cinétiques montrent que même sur des surfaces dures, les coureurs pieds nus qui frappent l’avant-pied génèrent des forces de collision plus faibles que les attaquants chaussés à pied arrière. Cette différence résulte principalement d’un pied plus fléchi à l’atterrissage et d’une plus grande compliance de la cheville lors de l’impact, ce qui diminue la masse effective du corps qui entre en collision avec le sol. Les allures de frappe de l’avant-pied et du mi-pied étaient probablement plus courantes lorsque les humains couraient pieds nus ou avec des chaussures minimales, et peuvent protéger les pieds et les membres inférieurs de certaines des blessures liées à l’impact maintenant subies par un pourcentage élevé de coureurs.
Il faut noter que la force maximale à sur la position centrale du pied est la même chaussée ou déchaussée. Les chercheurs ont également changé de manière significative, mais ces changements n’ont pas pu expliquer la réduction des charges articulaires maximales.
Marcher pieds nus permet de renforcer les muscles du bas du corps.

### Effets sur la performance
Il n'existe pas suffisamment, à l'heure actuelle, de preuves que la course pieds nus présente des avantages significatifs par rapport à d’autres types de course,,.
Une étude réalisée par biologiste évolutionniste Daniel Lieberman montre qu'il n'y a pas d'effets négatifs sur les performances des coureurs.
Une étude publiée en 2016 dans la revue Revista Española de Podología, a examiné diverses études sur la course pieds nus et a constaté qu’elle ne procurait pas de plus grands avantages que la course avec des espadrilles ou des chaussures minimalistes. Les résultats n'ont également pas trouvé de différences notables entre les taux de blessures, lorsqu’ils ont comparé la course pieds nus à la course avec des espadrilles ou avec des chaussures minimalistes.
Dans une étude publiée le 18 juillet 2018 dans le Journal of Foot and Ankle Research, les résultats n'ont pas montré de différence majeure entre les participants habituellement chaussée et les autres au niveau des douleurs dans les jambes.
Des preuves limitées indiquent que la course pieds nus est associée à une réduction de la flexion maximale du genou et des moments articulaires en varus, ainsi qu’à une fréquence de foulée plus élevée par rapport à une chaussure neutre. Des preuves très limitées à limitées indiquent également que l’absorption de puissance au genou est diminuée tout en étant augmentée à la cheville lors de la course pieds nus. De plus, les effets de la course pieds nus sur la vitesse de charge semblent dépendre du modèle de frappe adopté, avec un modèle de frappe de l’avant-pied qui réduit le taux de charge, tandis qu’un modèle de frappe du pied arrière augmente le taux de charge lorsque l’on court pieds nus par rapport à la chaussure.

### Effets sur la proprioception et l'équilibre
Le contact avec le sol se fait de manière naturelle en déroulant le pied, les irrégularités du relief du sol massent le dessous du pied et stimulent ainsi les terminaisons nerveuses présentes sous la voûte plantaire. Cela améliore l'équilibre de l'individu et sa proprioception. Des études scientifiques ont montré que l’entraînement sensoriel pur pour la plante du pied chez les enfants de l’école primaire entraîne des améliorations de haut niveau dans la coordination globale du corps.
Le fait d'être pieds nus permet de développer l'intelligence corporelle kinesthésique. Une étude parue dans The Business Insider South Africa démontre que des enfants ayant l'habitude de marcher pieds nus ont un meilleur équilibre. Une étude parue dans la revue Frontiers in Pediatrics a démontré que les enfants ayant l'habitude de marcher pieds nus avaient de meilleurs résultats au tests d'équilibres et de saut en longueur, mais qu'ils sprintaient moins vite que les enfants habituellement chaussés.
Le Dr Julien Leroux, chirurgien orthopédiste à Rouen déclare : « Les bébés ont particulièrement intérêt à marcher pieds nus car cela leur permet d'avoir une meilleure sensation et conscience du sol, ils sont plus connectés à leur environnement. C'est quelque chose que nous recommandons aux parents, au moins jusqu'au moment où les enfants commencent à bien marcher. ».

### Réflexologie et énergies
Plusieurs hypothèses avancent que la marche pieds nus permettrait de ressentir des « énergies positives », également appelée « énergie de la Terre ». Certains parlent également d'earthing, d'écopratique ou alors de « mise à la terre ». En 2019, l’équipe nationale australienne de cricket a notamment avancé cet argument en demi-finale de coupe du monde.
Selon la réflexologue Gwenn Libouban : « quand on est dans ces pieds, quand on habite ces pieds, on habite son corps [...] contacter la terre [par les pieds], c'est habiter sa Terre intérieure. ».
D'après Isabelle Brough, thérapeute par le mouvement et spécialiste du mode de vie réparateur basée à Reading, en Angleterre, marcher pieds nus agirai sur « le fonctionnement des grands systèmes physiologiques de l’organisme : circulatoire, nerveux, digestif, glandulaire, lymphatique, endocrinien, respiratoire, etc. ». Cela permettrait d'apporter de la sérénité à ces pratiquants, ainsi que des « effets positifs du contact avec la nature sur la santé mentale ».
Depuis 2022, l'école maternelle Charles Boutard de Tours, s'est équipé d'un parcours sensoriel qui peut être parcouru pieds nus. Le but affiché est de permettre aux enfants de « se reconnecter à la nature ». La même année, l'artiste Michel Blazy a présenté au Portique, centre régional d'art contemporain du Havre, une exposition présentée comme une « invitation à renouer avec le vivant » et visant à se « reconnecter avec la nature ». La même année, la communauté de communes de Cagire-Garonne-Salat organise des ateliers de réflexologie plantaire à l'occasion de la fête de la Nature.
Certains chercheurs affirment que la Terre serait une « table de traitement mondiale » et qu'être pieds nus permettrait de soigner tout type de maux via la présence « d'électrons de surface ».
Aucune des études scientifiques ayant traité de la réflexologie parues à ce jour n'ont permis de démontrer l'existence d'énergies. Il en est de même pour la réflexologie plantaire.
Une étude a démontré que la marche pieds nus peut permettre d'augmenter l'immunité, mais ne permet pas de démontrer l'existence d'énergie.
La sensation de bien-être évoquée par les partisans peut s'expliquer par la baisse du taux de cortisol dans certaines conditions.

### Électrosensibilité
Certaines personnes se déclarant électrosensibles marchent pieds nus car selon elles, se serait « le seul moyen pour elle de « se décharger » de toutes ces ondes ».

### Risques de blessures et de maladies

#### Risque biologiques
Les tapis et la moquette sont des foyers pour les bactéries. Marcher pieds nus sur une surface sale peut provoquer le passage de bactéries à travers d'éventuelles blessures dans le corps, mais certaines bactéries ont également la capacité de traverser la peau sans lésions. C'est par exemple le cas des bactéries responsables de la leptospirose. En plus des bactéries, la peau peut laisser passer certaines substances présentes au sol. Il faut donc isoler les pieds de ces surfaces. Par exemple, les sols en PVC sont accusés de libérer des perturbateurs endocriniens qui pourraient traverser la peau,,,.
Lorsque l'on voyage, notamment dans un hôtel, il est conseillé de ne pas marcher pieds nus, même dans les douches, en raison de la possibilité que le ménage soit mal exécuté,,,,.
Le parasite de l’ankylostome, que l’on ne trouve que dans les climats chauds et humides où les excréments humains contaminés par des larves d’ankylostomes ont été laissés dans des endroits où il pourrait entrer en contact avec la peau humaine, peut s’enfouir à travers un pied humain nu (ou toute partie du corps qui entre en contact avec lui). L’éradication de l’ankylostome est principalement une question d’hygiène (y compris la construction de toilettes appropriées et d’installations d’élimination des déchets) et de traitement de masse. D'autres maladies peuvent être attrapées en marchant dans la nature, comme les infections liées aux staphylocoques.
Dans certains biotopes spéciaux, il est également possible de trouver des serpents venimeux, des abeilles, des guêpes et des tiques. Pour éviter de se faire piquer, il est déconseillé de marcher pieds nus dans l'herbe,. Pour les mêmes raisons, il est déconseillé de marcher pieds nus dans la sable sur une plage à cause des méduses ou des raie pastenague. Pour éviter les piqûres d’abeilles, les prairies de ces zones herbeuses doivent être régulièrement tondues. Un entretien régulier est également nécessaire sur les sentiers pieds nus.
Lorsqu'une personne marche pieds nus et se met à porter des chaussures alors que ces pieds ne sont pas encore secs, il peut y avoir l'apparition d'un champignon appelé pied d'athlète. Le port de chaussures telles que des tongs ou des sandales dans ces zones peut réduire le risque.

#### Risques électriques
Étant donné que le corps conduit l'électricité, être pieds nus peut faciliter le passage du courant électrique et donc les risques d'électrocution.
En juillet 2017, lors du festival Léo Ferré de Gourdon, la chanteuse Barbara Weldens meurt électrocutée alors qu'elle était pieds nus pendant un concert qu'elle donnait. Une enquête judiciaire a révélé des « dysfonctionnements électriques », du matériel « obsolète » : un câble relié au micro, dont une soudure « était mal faite », et un projecteur « vicié » sont à l’origine de l’accident.

#### Risques mécaniques
La protection offerte par la peau a ses limites contre les blessures provoquées par la chute d'un objet. Les chaussures offrent une certaine protection contre les blessures par perforation causées par le verre, les clous, les roches ou les épines, ainsi que contre les abrasions.
Les aires de jeux pour enfants et les piscines extérieures doivent être exemptes de tessons, de clous, de canettes et autres afin de pouvoir marcher pieds nus.
Lors de séances de longe-côte, certains organisateurs demandent aux participants d'être chaussés.
En cas de troubles musculo-squelettique, marcher pieds nus peut entraîner des dommages de surcharge. Dans de tels cas, les activités pieds nus ne doivent être utilisées qu’avec l’autorisation médicale et sous la supervision d’un professionnel de santé. D'après Andy Brief, chirurgien orthopédiste certifié au Ridgewood Orthopedic Group du New Jersey, « la course pieds nus pouvait parfois générer des blessures aux pieds comme des fractures de stress, des blessures au fascia plantaire ou encore des tendinites ». D'après Victor Brissot, podologue du sport à Paris, « La chaussure a un bon amorti pour la foulée, elle permet d’empêcher le talon de subir une fracture de fatigue. Courir pieds nus dans les grandes villes reste assez dangereux ».
Lorsqu'une personne ayant l'habitude de porter des chaussures se met à marcher pieds nus, elle peut observer des douleurs au mollet (tendinite d’Achille) ou dans la plante (fasciite plantaire due au raccourcissement du tendon d’Achille et au sous-développement du pied). Cela s'explique par l’utilisation régulière de chaussures. Une transition prudente soulage ou élimine les symptômes, qui disparaissent rapidement à mesure que le pied s’adapte. Des cloques sur les pieds peuvent survenir au cours des premières semaines où vous allez pieds nus, jusqu’à ce que la peau soit devenue plus robuste,. Les personnes atteintes de diabète ou d’autres affections qui affectent la sensation dans les pieds courent un plus grand risque de blessure pieds nus. L’American Diabetes Association recommande aux diabétiques de porter des chaussures et des chaussettes en tout temps.

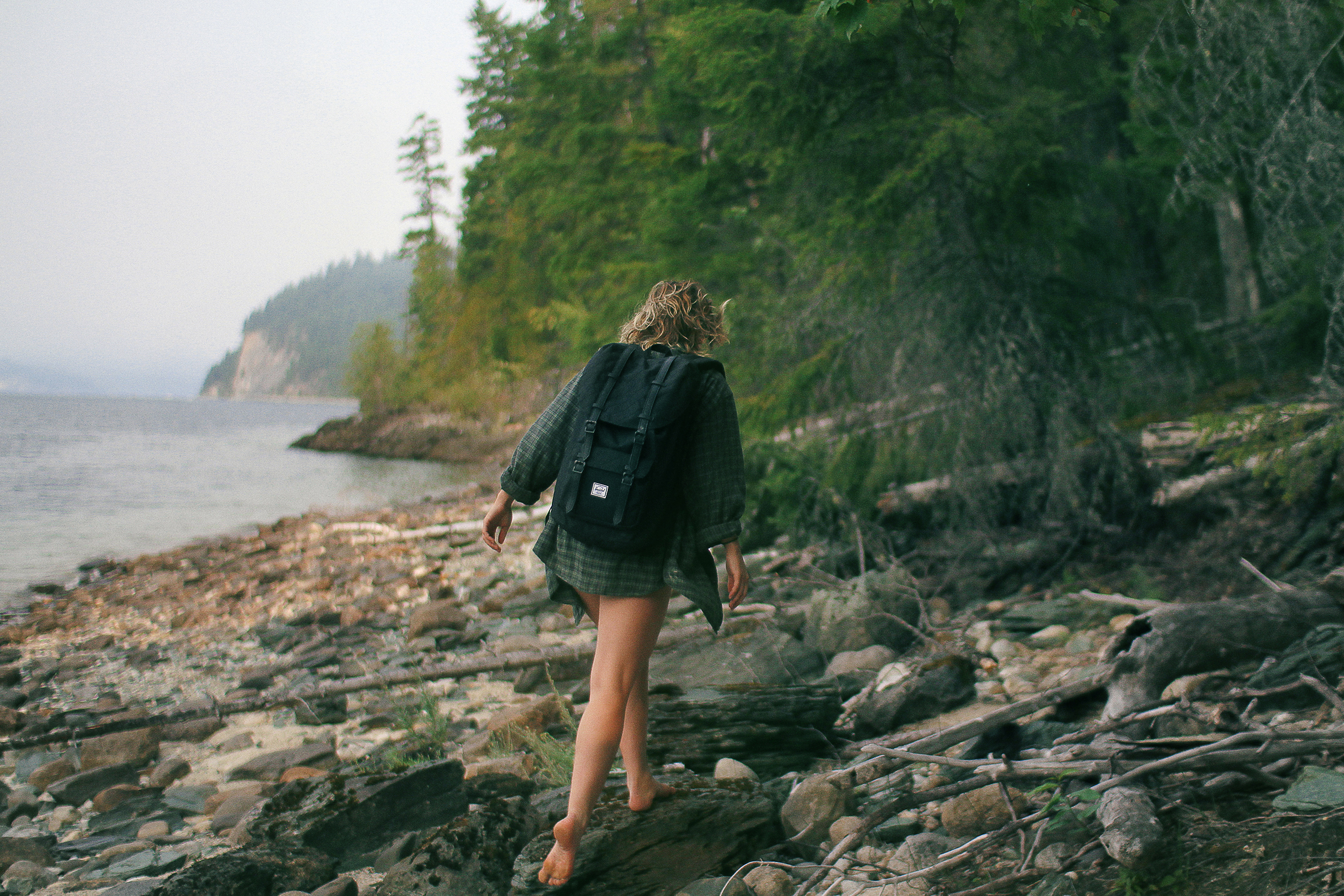
Femme marchant pieds nus le long du lac Adams au Canada. La présence de débris et l'irrégularité du sol augmente le risque de blessures.

La présence de corps pouvant percer la peau et causer une infection peut être importante et de nature variée. Sur certains endroits tels que les plages, des opérations de nettoyage doivent régulièrement être réalisées.
Jouer au football pieds nus est dangereux pour le pied car il n'est pas adapté au contact du ballon.
Marcher pieds nus dans un sol meuble — dans du sable par exemple — peut augmenter le risque d'avoir une entorse.
Selon le Dr Julien Favre, codirecteur du Swiss Biomotion Lab au sein du Service de l’appareil locomoteur du Centre Hospitalier Universitaire Vaudois (CHUV) :

« Dans nos régions, les pieds sont habitués à marcher avec des chaussures qui apportent maintien, stabilité et amorti. Lorsque vous quittez une chaussure fermée pour une tong, cela perturbe le système musculo-squelettique. Les changements brusques doivent donc être évités. Bien que le pied nu soit un formidable système de marche, les occidentaux ne savent plus trop s’en servir. »

 Plusieurs personnes ayant perdu l'habitude de porter des chaussures témoignent avoir connu une période nécessaire pour ne plus être sensibles à la douleur. En cas de terrain accidenté, il vaut mieux vaut garder une paire de baskets dans son sac pour éviter les blessures.
Les frappes au milieu du pied peuvent générer des transitoires d’impact comme ceux des frappes au talon. Cependant, ces forces sont réparties sur de plus grandes surfaces, réduisant le stress sur le pied.
Il n'existe pas de preuves suffisantes que la course pieds nus provoque moins de blessures musculo-squelettiques que la course avec des chaussures.
Il existe des chaussures qui cherchent à reproduire le plus fidèlement possible le fait de marcher pieds nus sans avoir à prendre le risque d'être blessé en marchant sur des objets dangereux.

### Risques thermiques
La protection offerte par la peau a ses limites, en particulier en cas de froid extrême (gel) ou de chaleur extrême (brûlures) ainsi que les ecchymoses, les brûlures par la chaleur, les décharges électriques et les engelures. Pendant les journées d’été très chaudes, les surfaces telles que le goudron et l’asphalte peuvent être trop chaudes pour marcher pieds nus et présenter des risques de brûlures.
En juin 2022, une entreprise suisse a organisé un team building durant lequel les participants devaient marcher pieds nus sur des braises chaudes. Après cet évènement, une vingtaine de personnes se sont plaintes de douleurs et ont dû être hospitalisé.

En juillet 2024, un homme ayant marché pieds nus dans la Vallée de la Mort a dû être hospitalisé. Il s’est brûlé les pieds au troisième degré en marchant sur le sable.

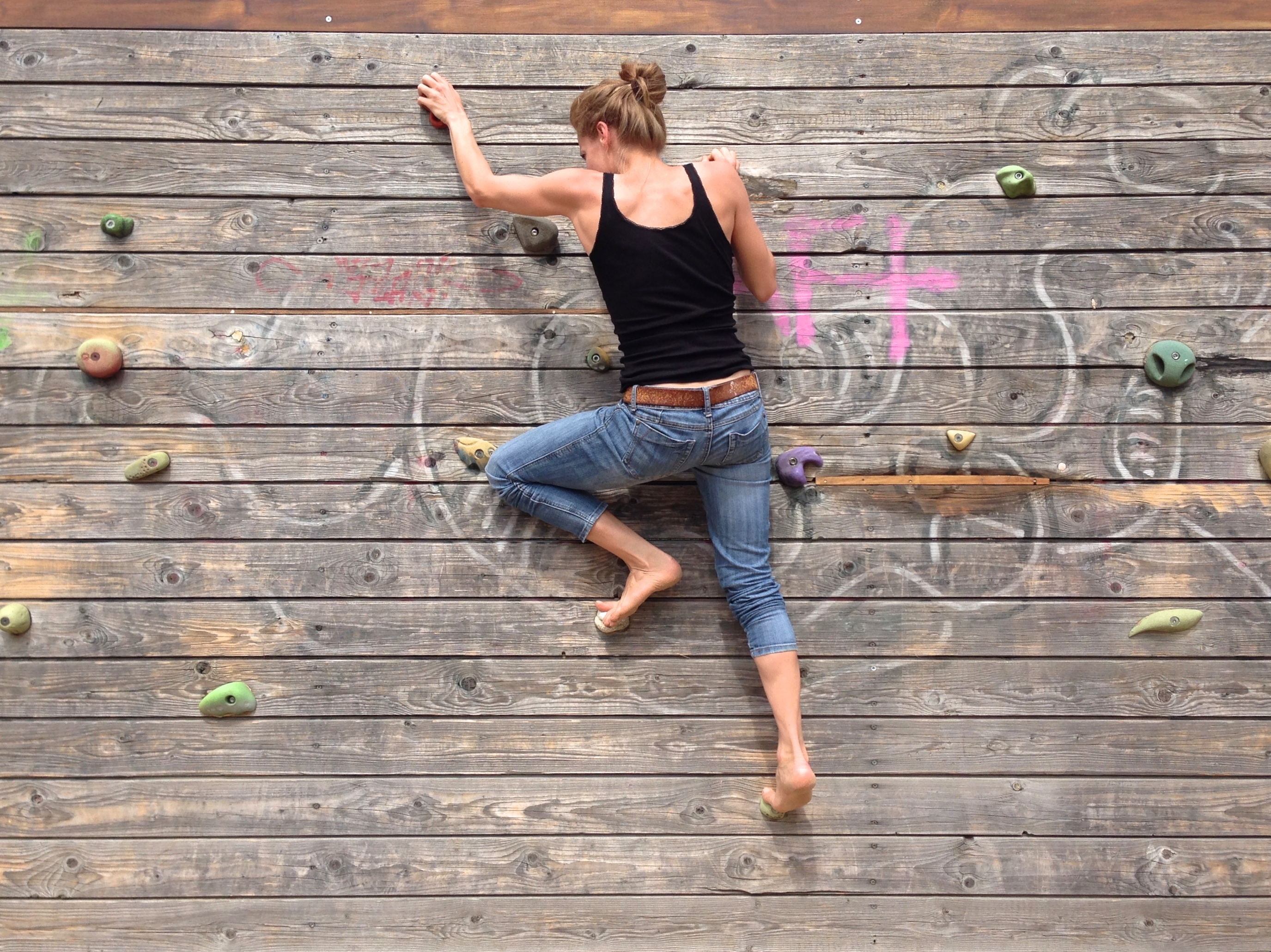
Escalade pratiquée pieds nus.

## Sports et loisirs

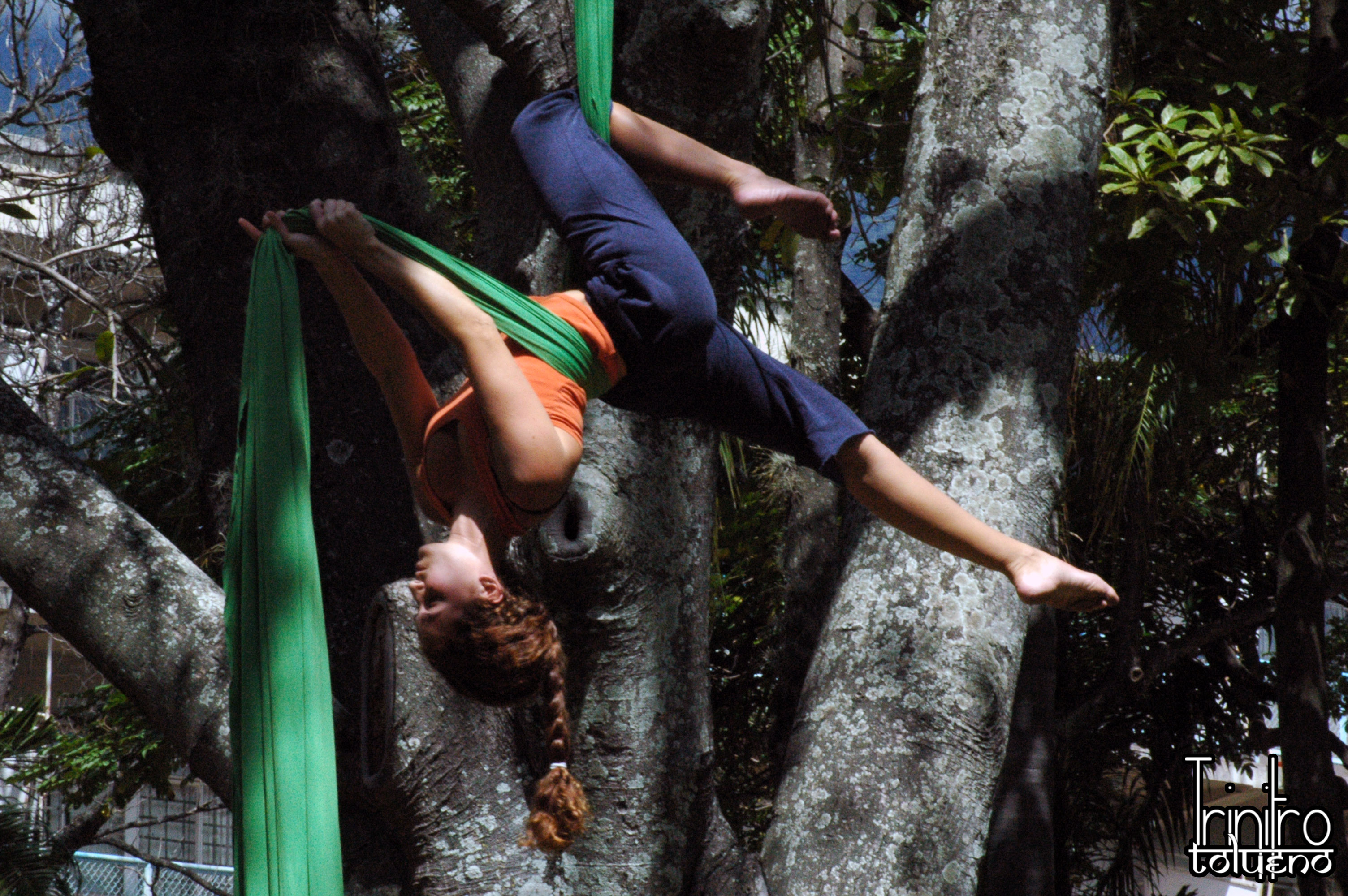
Figure de tissu aérien.

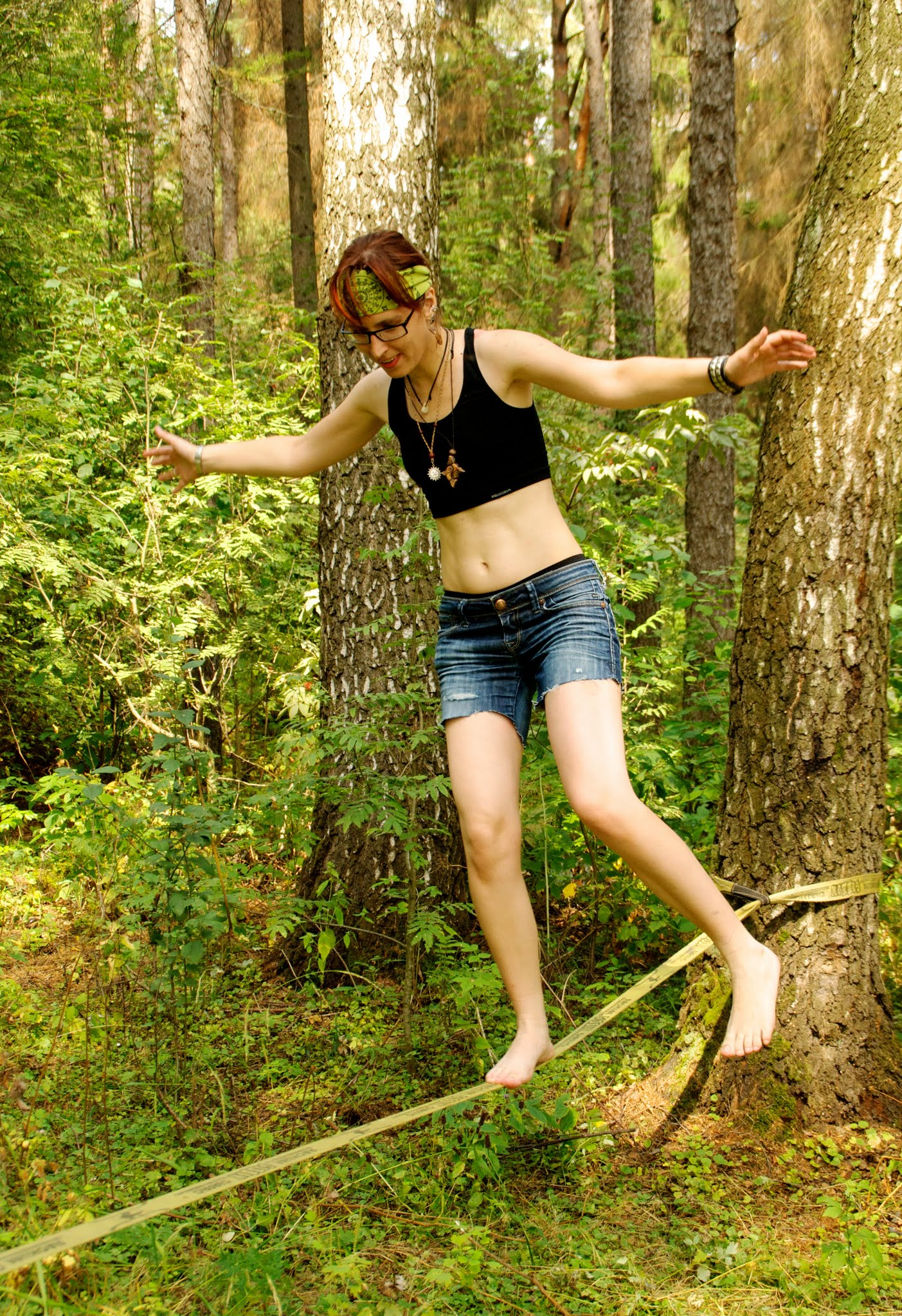
Femme faisant du higtline.

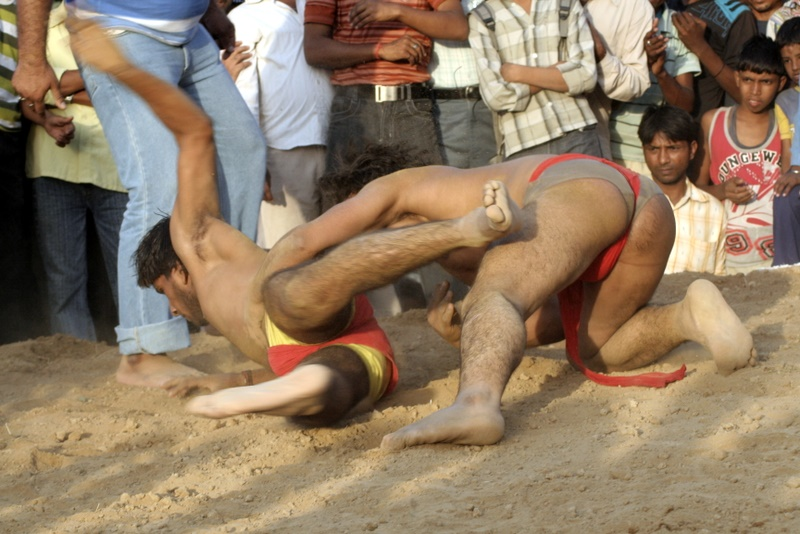
Combat de Kushti en Inde.

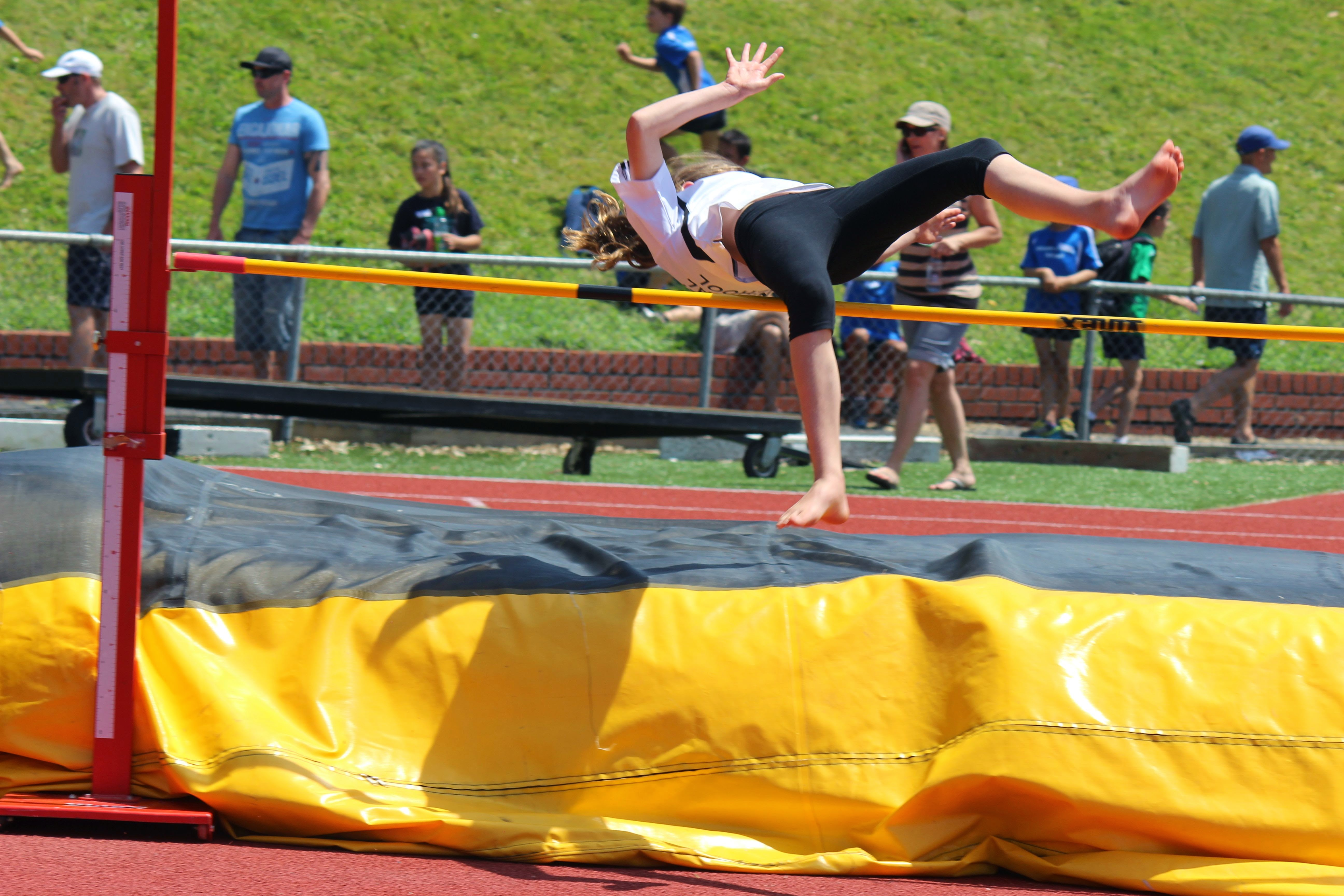
Femme effectuant un saut en roller au Primary Sport Wellington regional athletics à Newtown Park en 2013.

Il existe plusieurs activités sportives et récréatives où les participants sont pieds nus. Ces activités couramment pratiquées pieds nus comprennent le yoga, le pilate, le beach-volley, le beach handball, le surf, le tubing, la gymnastique, le highline, le tire à la corde,, le tissu aérien et les arts martiaux. La lutte peut se faire pieds nus. Bien que la plupart des lutteurs gréco-romains et WWE modernes portent des chaussures, la lutte sumo, le Yağlı güreş (lutte à l’huile ou « turque ») et la lutte dans la boue se font généralement pieds nus. Certains catcheurs pratiquent pieds nus.

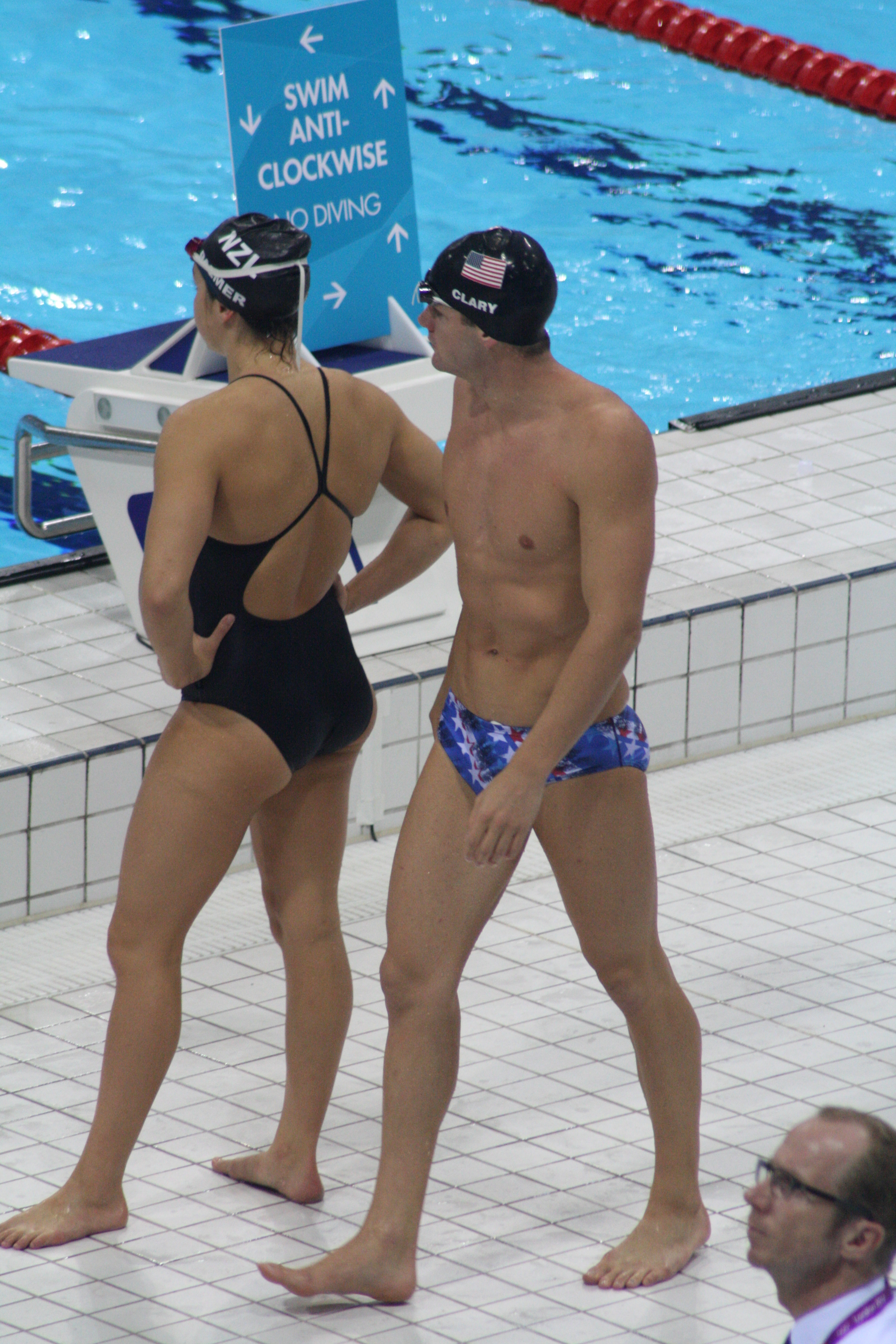
Homme et femme pieds nus lors d'une séance de natation.

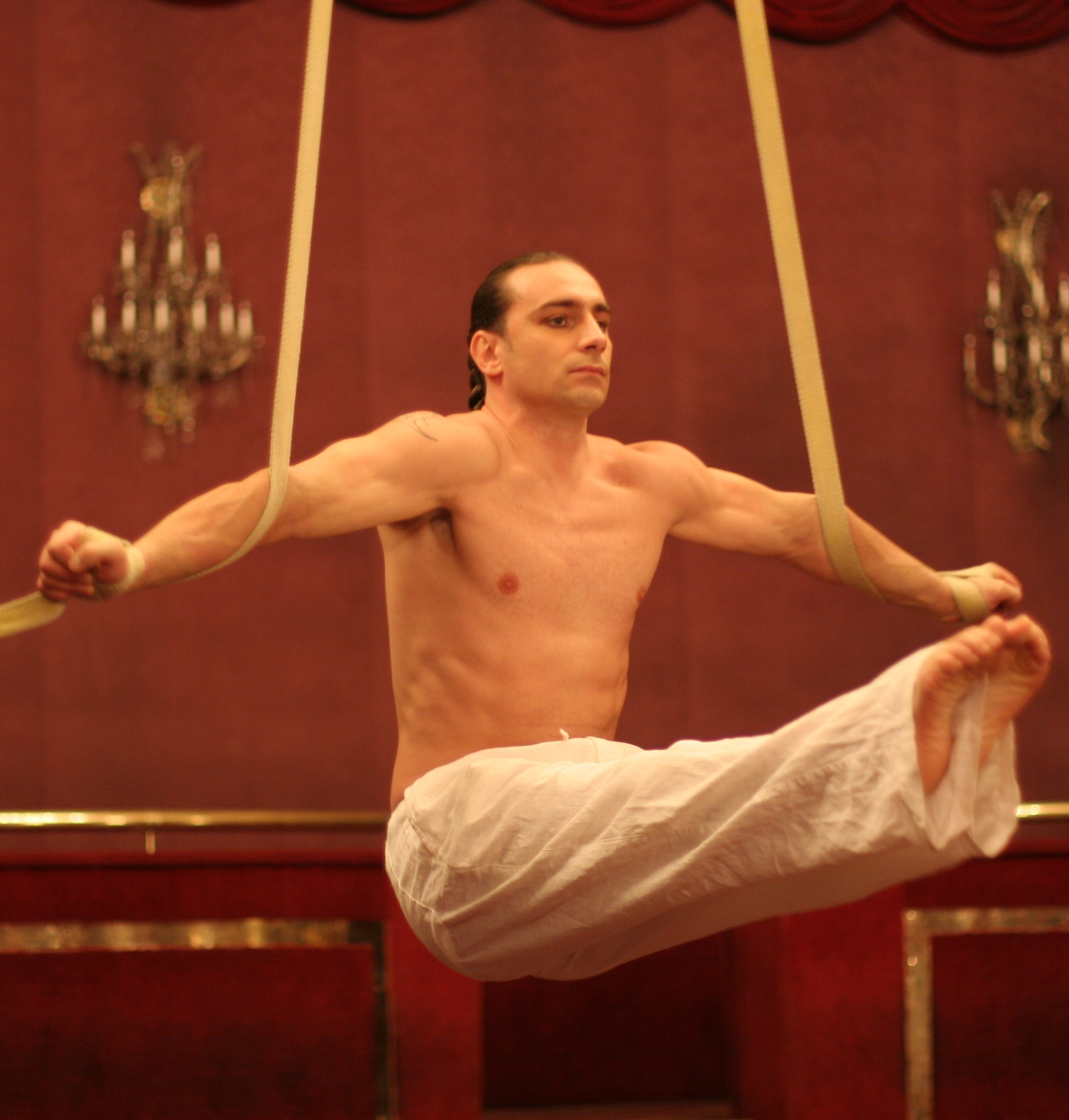
Sébastien Stella exécutant une figure de cirque.

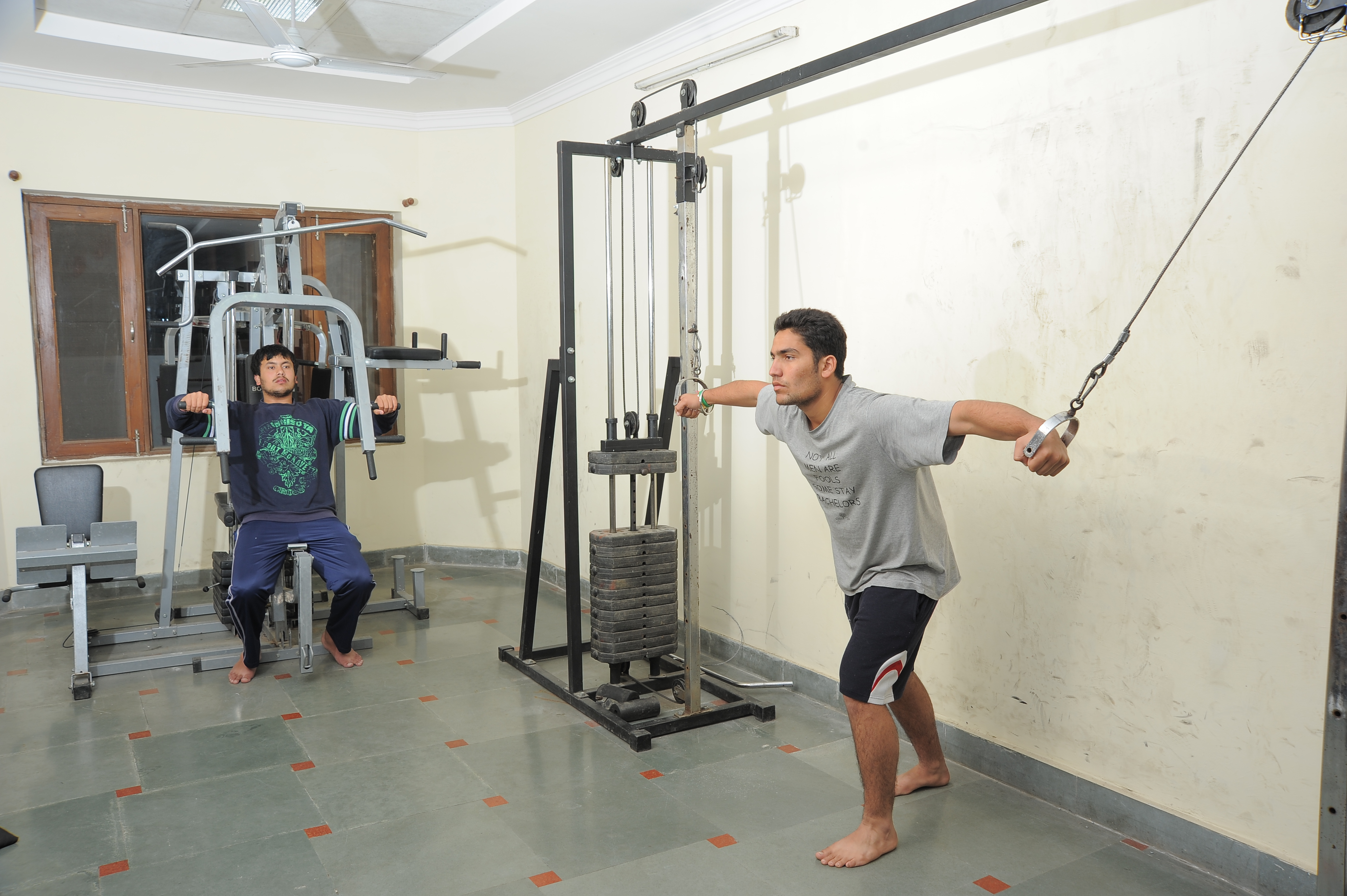
Hommes faisant de la musculation pieds nus à la.

Faire une activité pieds nus relève de l'appréciation personnelle du participant. Le grimpeur Charles Albert a l'habitude de faire de l'escalade pieds nus.

### Course à pied
La course à pied pieds nus est une pratique populaire chez certains coureurs amateurs, mais aussi chez certains professionnels, plusieurs champions olympiques, tels que l'éthiopien Abebe Bikila, ayant adopté cette technique.

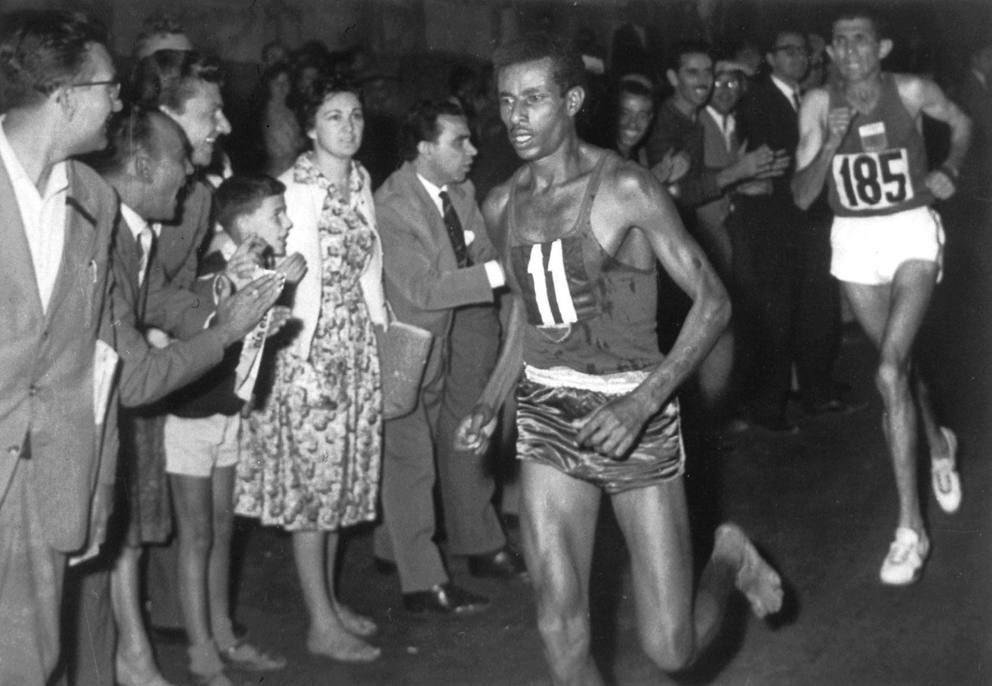
Abebe Bikila au marathon de Rome de 1960.

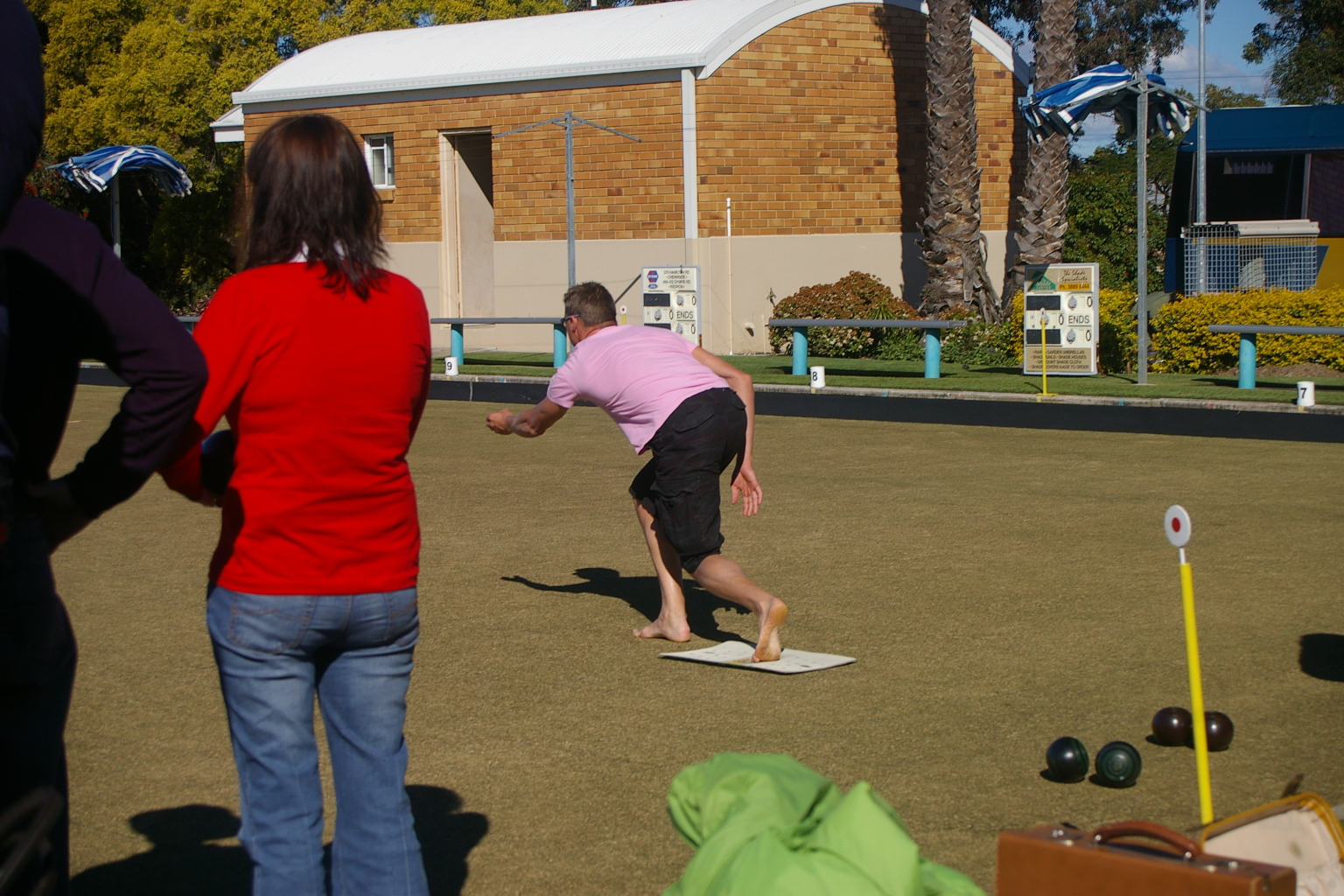
Épreuve de boulingrin à Chermside, dans le Queensland.

Une alternative à la course pieds nus consiste à porter des chaussures à semelles minces avec un rembourrage minimal, telles que des mocassins, des plimsolls ou des huaraches, qui entraînent une démarche similaire à celle des pieds nus, mais protègent la peau du sol. Certains fabricants de chaussures modernes ont récemment conçu des chaussures pour maintenir une flexibilité optimale tout en offrant un minimum de protection. On peut trouver comme chaussures minimalistes les chaussures FiveFingers Vivobarefoot,, fabriquées par Vibram par exemple.

### Football
Un tournoi de football pieds nus doit être organisé à Trélazé les 24 et 25 juin 2023.
Dans certains pays — notamment d'Afrique —, les joueurs jouent pieds nus par manque de moyens.

### Football américain
Le football américain n’est pas un sport traditionnellement pratiqué pieds nus, bien que plusieurs kickers ont déjà donné des coups de pied nus, comme Tony Franklin des Eagles de Philadelphie et Rich Karlis des Broncos de Denver,.

### Randonnée
Il existe différents types d'installations spécialement conçut pour faire de la randonnée pieds nus.
Il existe également des randonnées organisées dans les espaces publics où les participants peuvent être pieds nus. Plusieurs clubs en Amérique du Nord proposent régulièrement ce genre de randonnées, tels que les Barefoot Hikers of Minnesota, les Seattle Barefoot Hikers, les East Bay Barefoot Hikers, les Barefoot Hikers et les Grass Walkers du Grand Kansas City et les Barefoot Hikers of Connecticut,,.
Deux sœurs, Lucy et Susan Letcher, ont parcouru environ les deux tiers du sentier des Appalaches de 2 175 milles (3 500 km) pieds nus du 21 juin 2000 au 3 octobre 2001,,.
Le premier record du monde officiel du plus long voyage pieds nus a été établi par Michael Essing de Neuenkirchen (district de Steinfurt). À l’été 2013, il a parcouru un itinéraire de 1 488,09 km à travers l’Allemagne, le Danemark, jusqu'à la frontière suisse sur une durée de 100 jours. Cela correspond à une moyenne quotidienne de 14,9 km de piste parcourue pieds nus,.
En 2016, Tony Ecourtemer, un Français de 34 ans, a voyagé en Europe pieds nus.
La plus longue randonnée pieds nus au monde est actuellement estimée par le Livre Guinness des records (édition 2018) à 2 080,14 km. L’Irlandais Eamonn Keaveney de Claremorris a fait le tour de l’Irlande en 104 jours. Cela correspond à une moyenne de 23,11 km par jour (sans jours de repos) (plus longue étape pieds nus : 37,75 km). Sur le chemin, il a dû enlever 7 morceaux de verres brisés et environ 20 épines profondes de ses pieds, qui avaient été plusieurs fois douloureux. Le précédent record avait été établie le 12 novembre 2010, lorsque 2 500 personnes à Mahabubnagar ont participé à une marche pieds nus.
En 2020, Florian Gomet a traversé l'Europe pieds nus.
En 2023, Camille Clermidy tente de parcourir le GR5 pieds nus.

### Skateboard

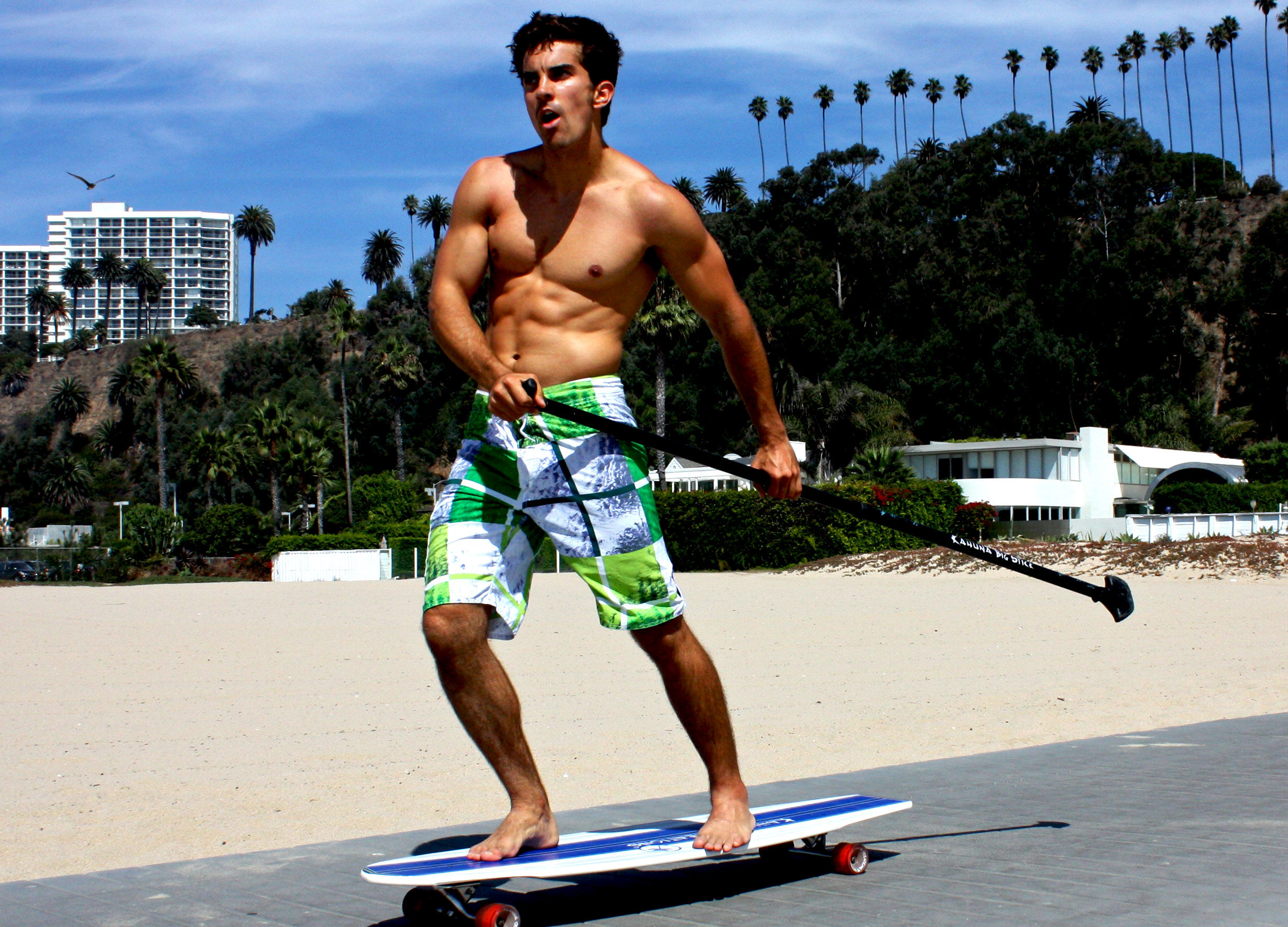
Photo d'un homme faisant du skateboard avec une pagaie (land paddling).

Les premiers skateurs roulaient pieds nus, préférant le contact pied-à-planche et imitant les mouvements de surf,,,. La planche en plastique est destinée à être montée pieds nus, et Penny Skateboards a fait la promotion de la conduite de la planche pieds nus en vendant des t-shirts et des autocollants,. Ils ont également publié des messages sur les médias sociaux encourageant les skateurs à être pieds nus. De nombreux skateurs modernes pratiquent pieds nus, surtout en été et dans des pays plus chauds comme l’Australie, l’Afrique du Sud et certaines parties de l’Amérique du Sud.

### Ski nautique

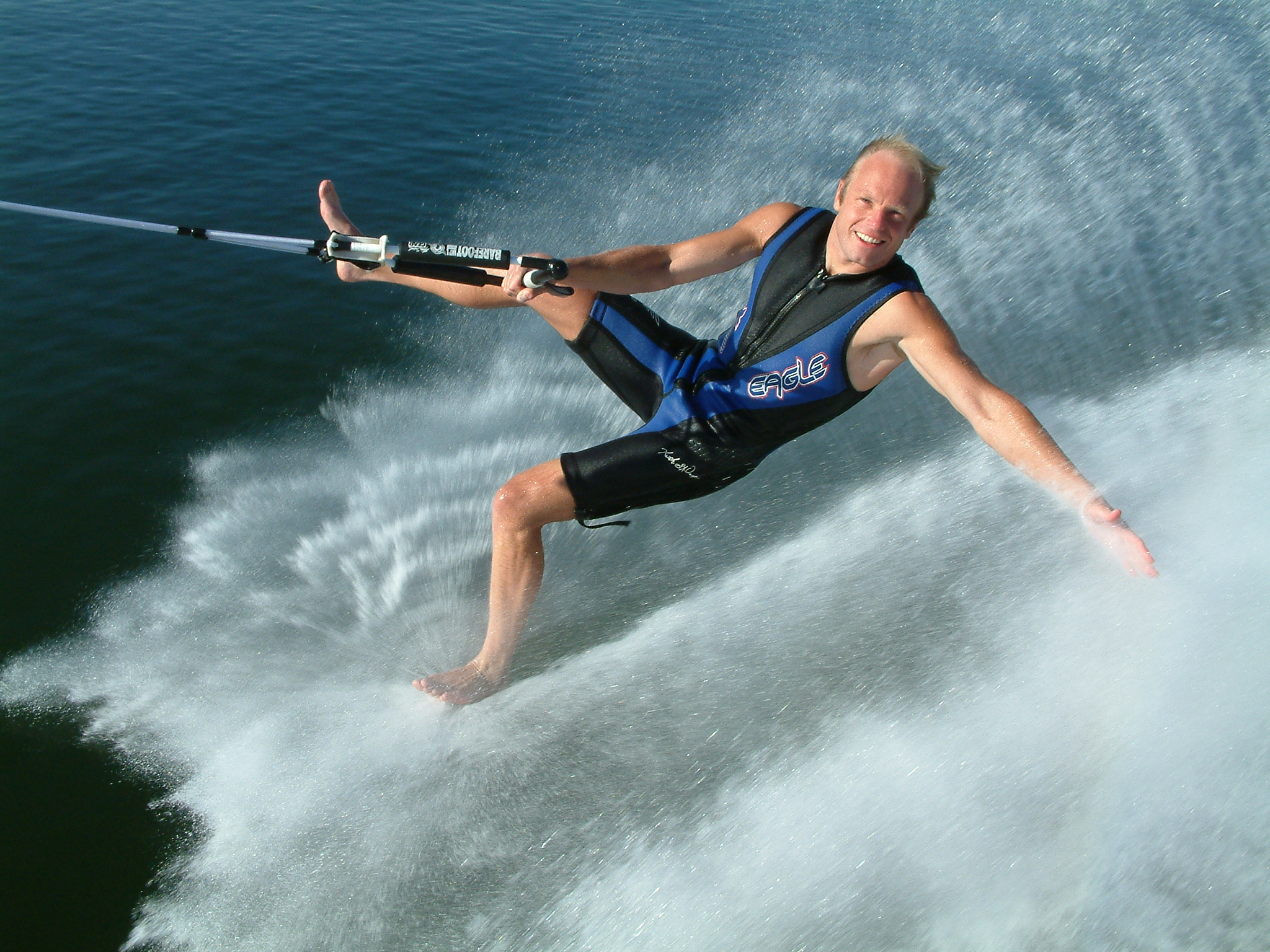
Photo d'un homme faisant du ski nautique.

Le ski pieds nus a vu le jour à Winter Haven, en Floride, en 1947, lorsque le skieur de slalom A.G. Hancock a essayé de descendre de son ski. La même année, à Cypress Gardens, en Floride, le skieur de compétition Richard Downing Pope, Jr., est devenu bien connu dans le sport du ski pieds nus. La première compétition de ski pieds nus a eu lieu trois ans plus tard, aux championnats Cypress Gardens Dixie de 1950. En 1978, des skieurs de dix nations ont participé aux premiers Championnats du monde pieds nus à Canberra, en Australie. La même année, l’American Barefoot Club (ABC) a été formé, qui régit les compétitions de ski pieds nus aux États-Unis.
En 1991 et en 2010, l’étang du Gorget, à Saint-Prest, a accueilli les championnats de France de ski pieds nus.

## Dans la culture populaire

### Arts du spectacle

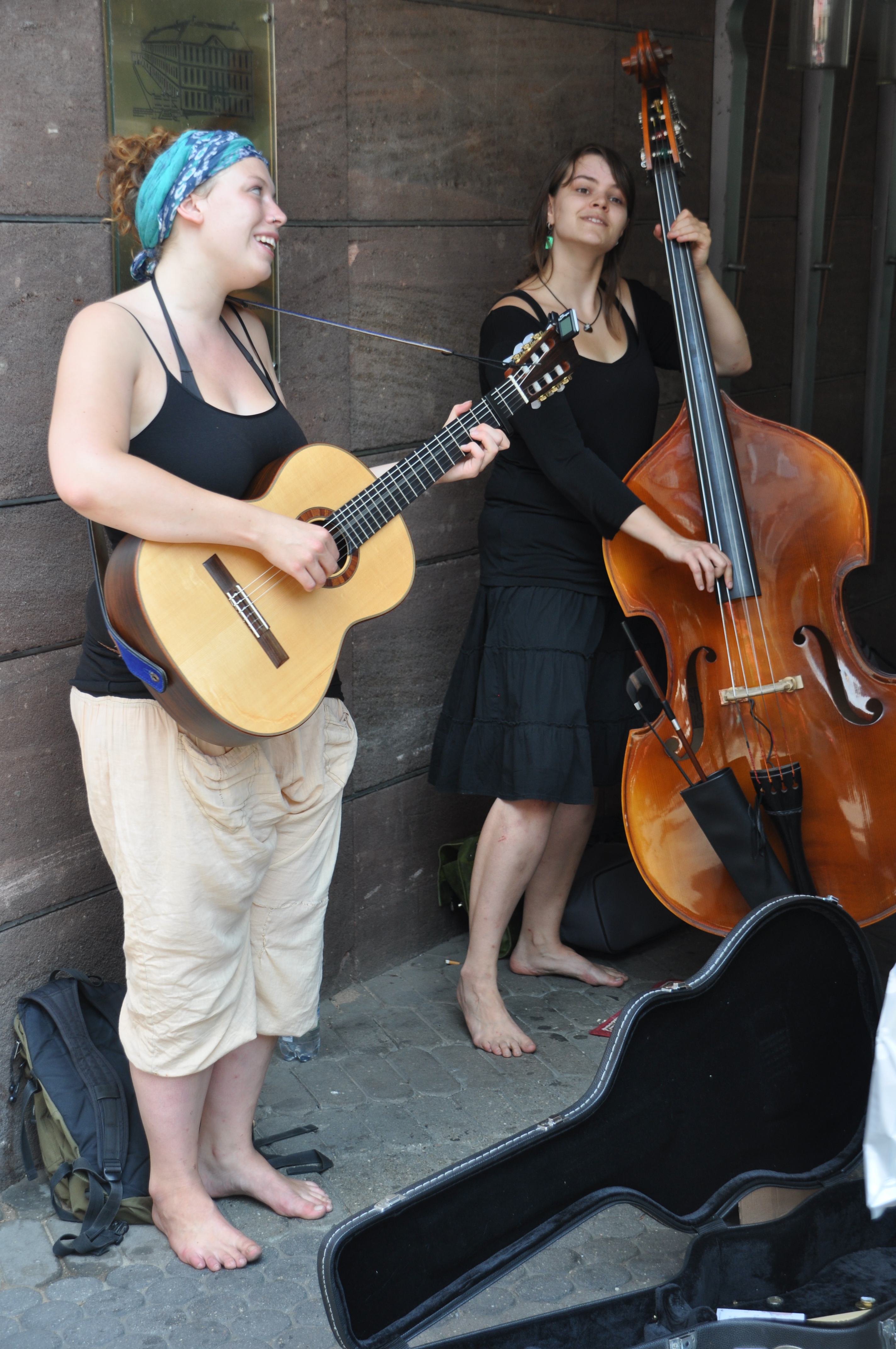
Musiciennes de rue pieds nus au festival musical de Bardentreffen en 2013 à Nuremberg.

Dans les spectacles de danse, de théâtre ou d’opéra, le fait pour un personnage d'être pieds nus peut exprimer certains sentiments comme la peur, la vulnérabilité, la dépression et / ou la familiarité. De nombreux styles de danse, des danses folkloriques traditionnelles telles que la danse orientale et indienne à la danse moderne et à la danse expressive, sont essentiellement exécutés pieds nus, ce qui peut servir à la fois à exprimer certaines émotions et à mieux sentir le mouvement des pieds et à bouger les pieds plus librement et plus finement. On peut citer par exemple la danse classique du Cambodge,.
Lors d'une séance de marinera, les femmes sont pieds nus.

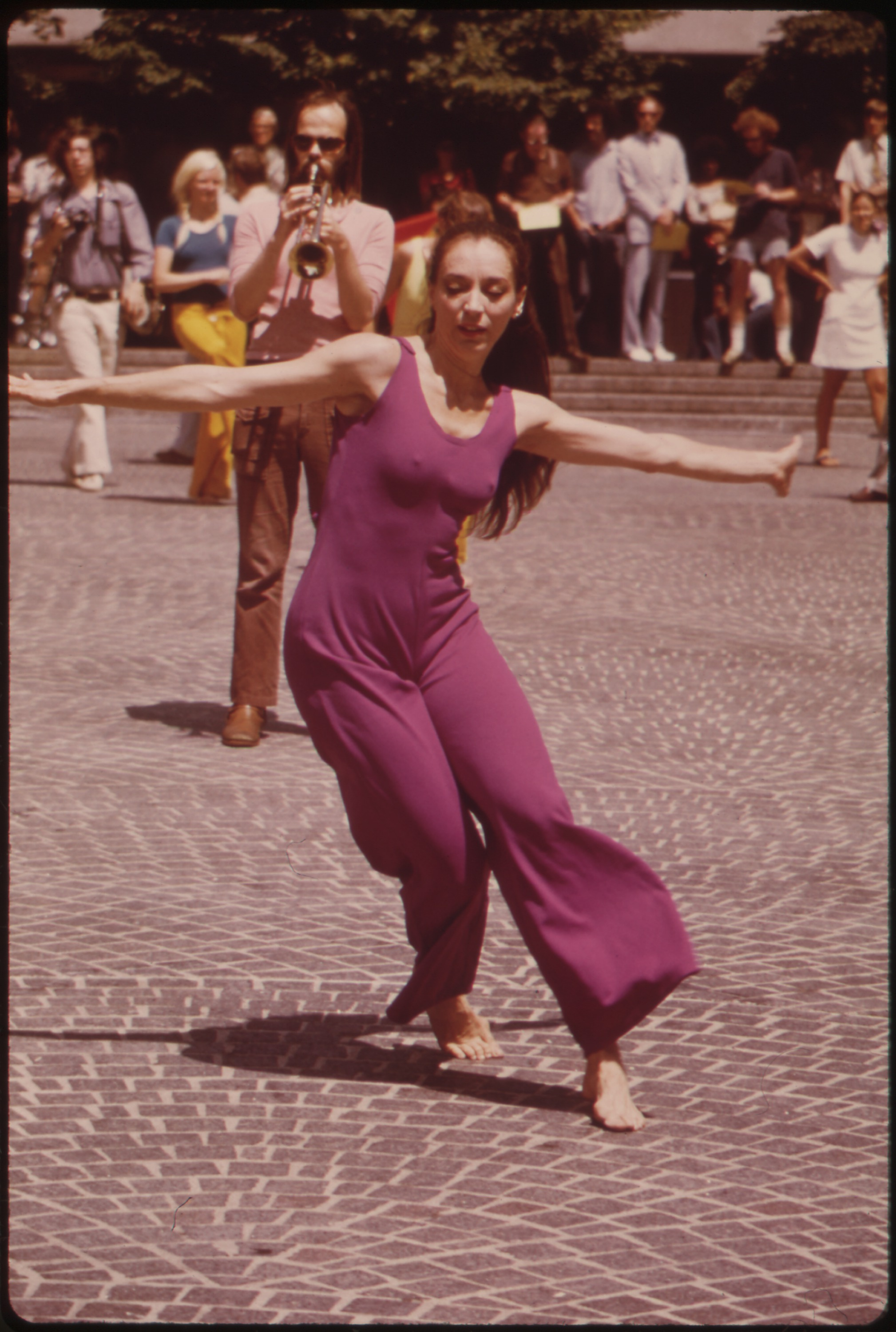
Femme dansant pieds nus à Cincinnati.

En Europe, danser pieds nus a été perçu comme obscènes, peu importe que les danseurs pieds nus fussent déterminés à valider leur art en référence à des concepts spirituels, artistiques, historiques ou autres. Pour beaucoup, la danse pieds nus représentait non seulement la liberté et la sexualité, mais aussi comme un déclin culturel.
En 1908, Maud Allan choque et fascine les amateurs de théâtre londoniens avec sa danse pieds nus du désir dans Salomé, et des hommages scandaleux la positionnent comme l’incarnation de la luxure.
La danseuse américaine Isadora Duncan a révolutionné la danse dans le monde occidental en abandonnant le tutu et la chaussure de pointe du ballet classique pour interprétant des œuvres de sa propre chorégraphie dans des draperies fluides et pieds nus, ce qui fit scandale,. Elle croyait que sa vision et son programme de danse utopique amélioreraient les maux perçus de la vie moderne et restaureraient le monde à la perfection imaginée de la Grèce antique.
En 1969, sort l'album Abbey Road des Beatles avec Paul McCartney pieds nus. Cette position — semblable aux morts enterrés en Inde — alimentera les rumeurs sur la mort du chanteur.
La danseuse Jeanne Alechinsky danse pieds nus car selon elle : « j'ai une relation amicale au sol ».
D'autres danseuses et danseurs dansent pieds nus se sont produits sur scène pieds nus.
L’un des premiers cas de chanteur dans ce cas est la chanteuse Sandie Shaw, qui est devenue connue sous le nom de « Barefoot Pop Princess of the 1960s ». Jimmy Buffett est connu pour se produire pieds nus pendant ces concerts. La chanteuse capverdienne Cesária Évora est devenue la « diva aux pieds nus », ayant l'habitude de se produire sans chaussures. D’autres musiciens de différents genres sont également connus pour se produire régulièrement pieds nus : la violoniste Patricia Kopatchinskaja se produit généralement pieds nus pour avoir un « lien direct avec la terre ». La violoniste et chanteuse pop allemande Franziska Wiese apparaît souvent pieds nus et en robe blanche. D’autres exemples connus de la musique pop et rock incluent Rio Reiser, Camille, Shakira,, Zazie, Mariah Carey, Christophe Willem, Romain Dubois, Yannick Noah, ou Joss Stone.
Sade explique être souvent pieds nus car cela permet de baisser son anxiété,.
L'organiste et chanteuse de jazz américaine Rhoda Scott avait l'habitude de jouer pieds nus pour ne pas abîmer le bois des pédales de l'orgue sur lequel elle jouait. Elle a depuis gardé cette habitude et est même surnommée « la grande dame aux pieds nus » ou « l'organiste aux pieds nus ».
Au Coachella Festival, certains participants se promènent pieds nus sur l'herbe. Parmi les célébrités qui sont allées pieds nus au festival figurent Vanessa Hudgens, Gigi Hadid, Ashley Benson, Alessandra Ambrósio et Isabel Lucas.
Au début des années 1970, les membres du groupe de musique Bläck Fööss (littéralement : pieds nus) sont apparus aux cheveux longs, en jeans et pieds nus lors des réunions et des bals de carnaval, ce qui irritait beaucoup les sociétés carnavalesques conservatrices à cette époque.
Au Concours Eurovision de la chanson, il y a toujours des performances pieds nus des participants. Dans un passé récent, le concours a été remporté deux fois par des artistes pieds nus : en 2012 par Loreen et en 2013 par Emmelie de Forest,,.
Dans une pièces de théâtre donnée à Cambrai, les comédiens marchaient pieds nus pour « ressentir davantage encore les vibrations de la musique qui rythme le spectacle de bout en bout ».
Lors d'une représentation de théâtre donné lors du festival d'Avignon, la Compagnie Théâtre Charbon a proposé un spectacle intitulé Vaincre à Rome et portant sur l'exploit d'Abebe Bikila, qui a gagné le marathon de Rome pieds nus. D'autres compagnies de théâtre ont aussi l'habitude de se produire pieds nus.
Lors du concours Voix des Outre-mer, Manaarii Maruhi a participé à la finale pieds nus.

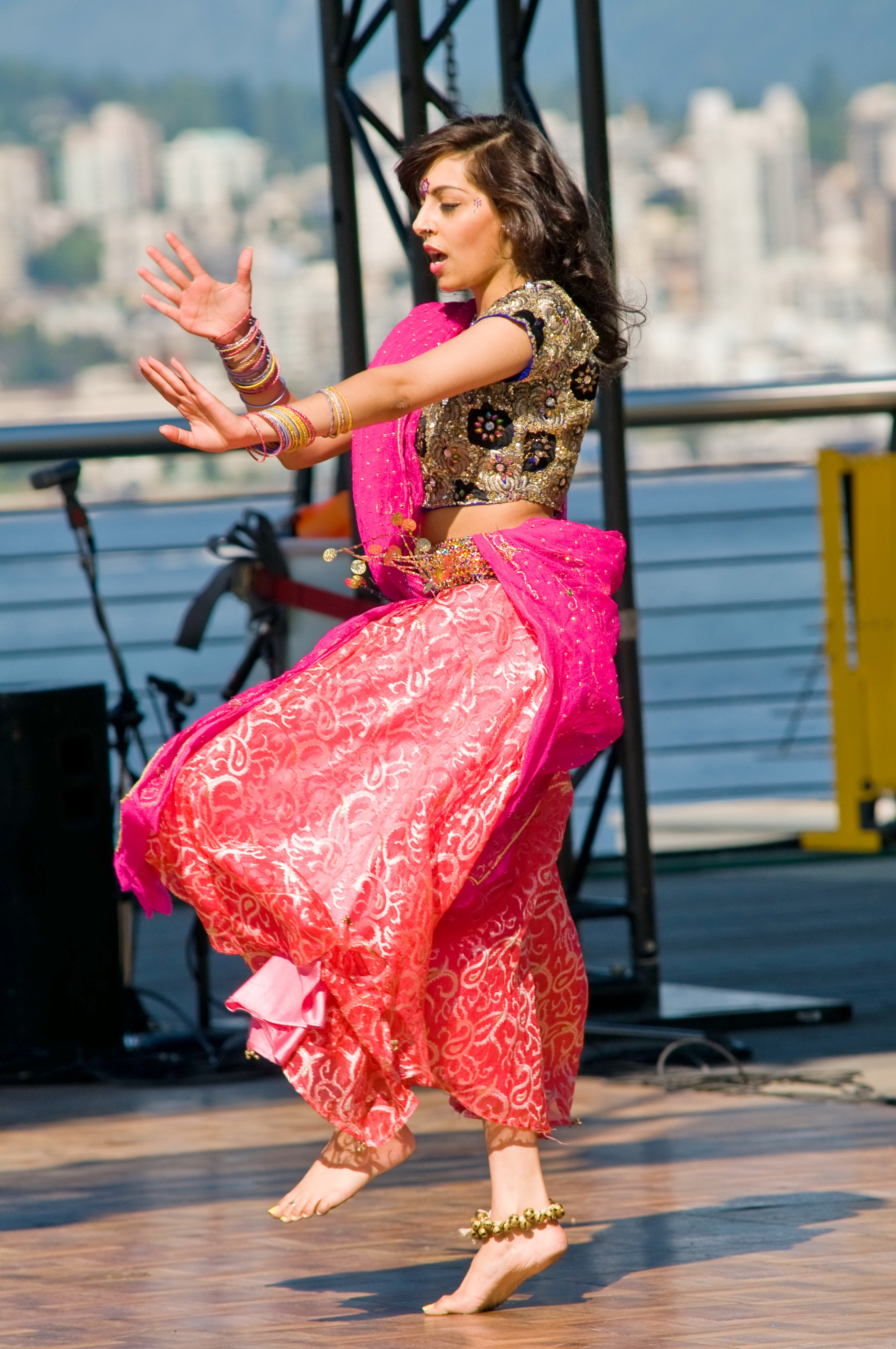
Photo de Zahra Habib en train d'exécuter une danse.
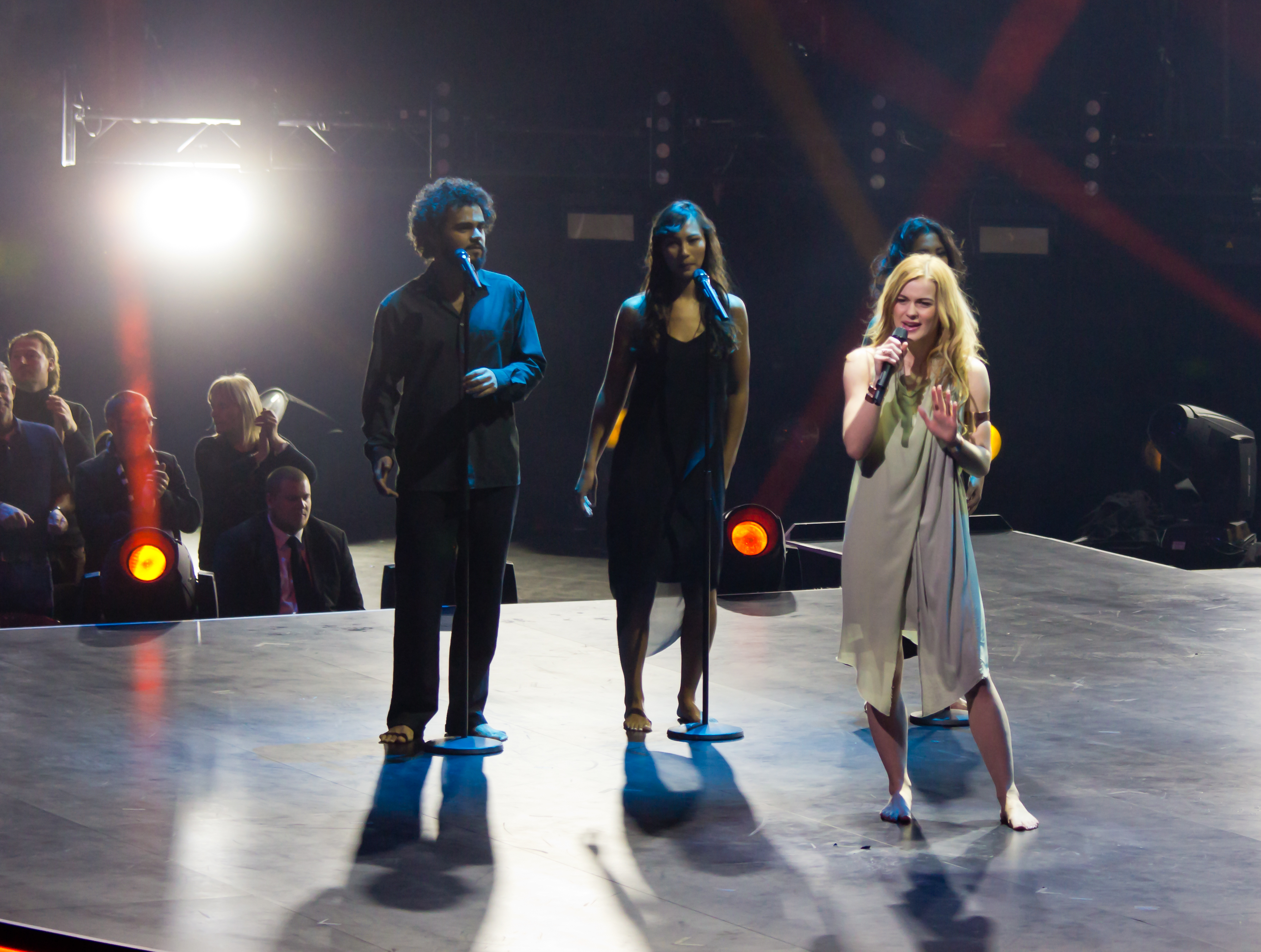
Emmelie de Forest au concours de l'Eurovision de 2013.
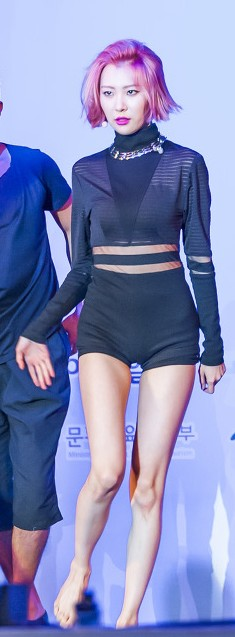
Chanteuse sud-coréenne Sunmi.
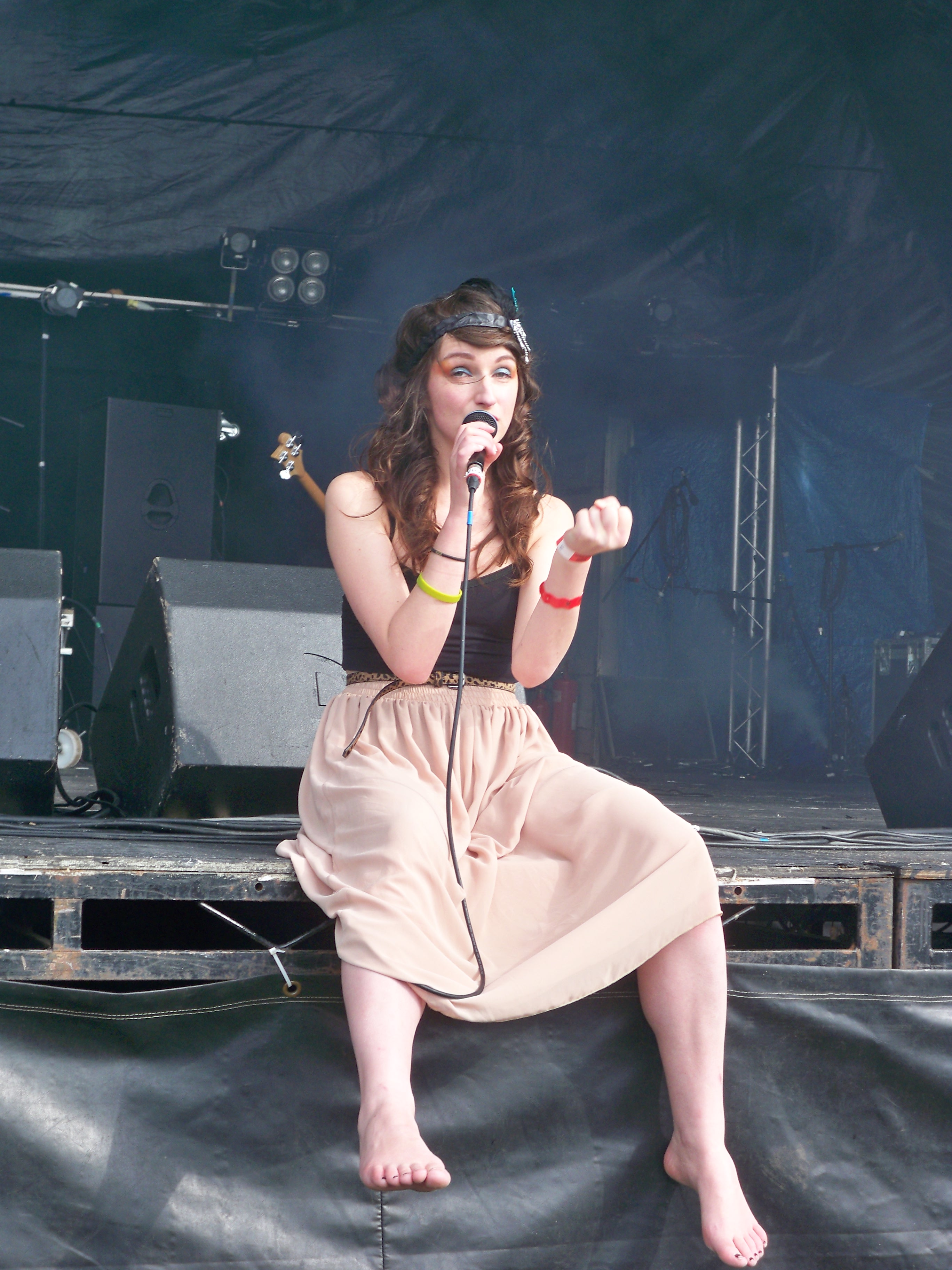
Joana Glaza au festival GuilFest.
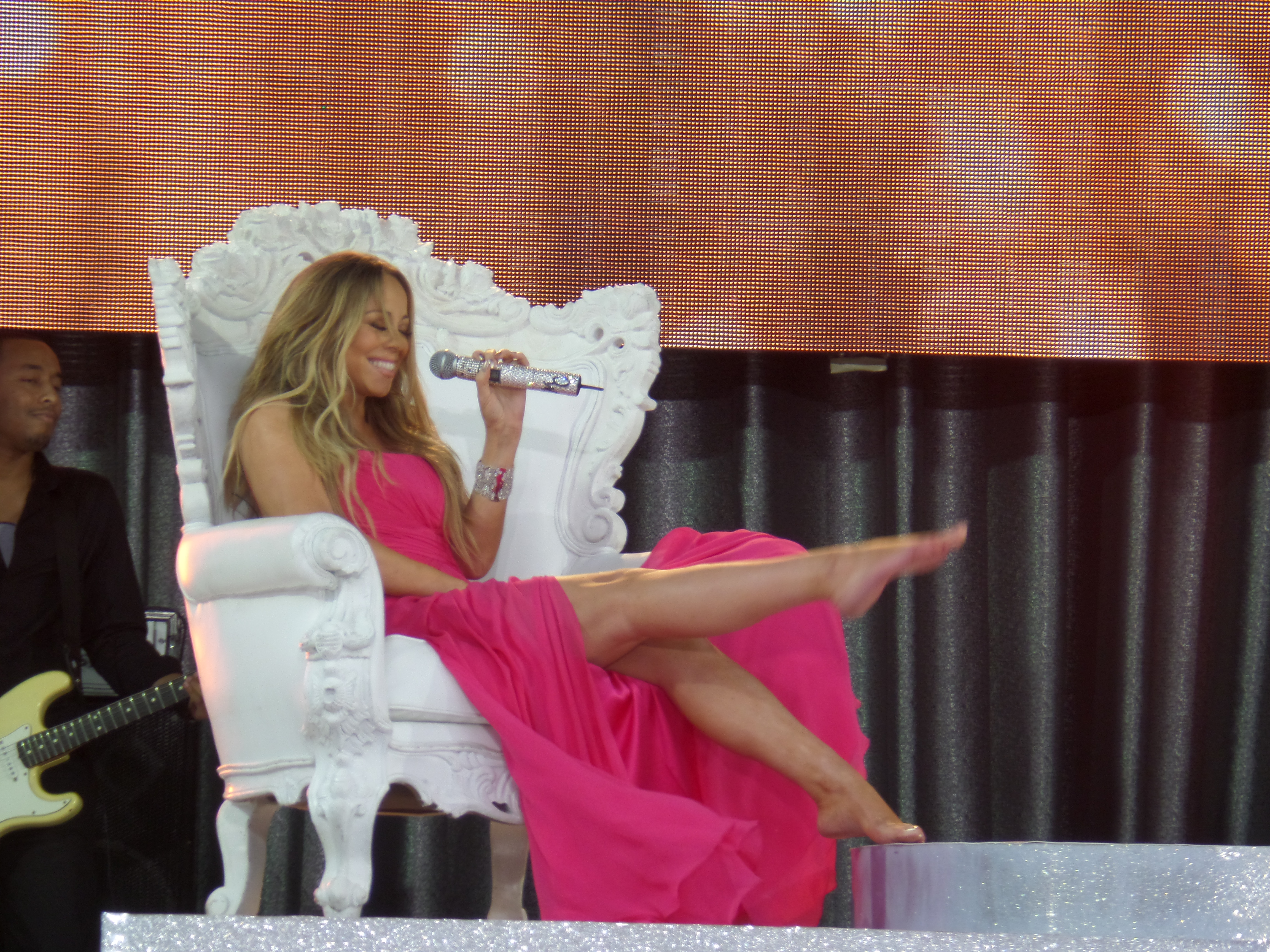
Mariah Carey chantant lors d'un live sur Good Morning America, le 24 mai 2013.
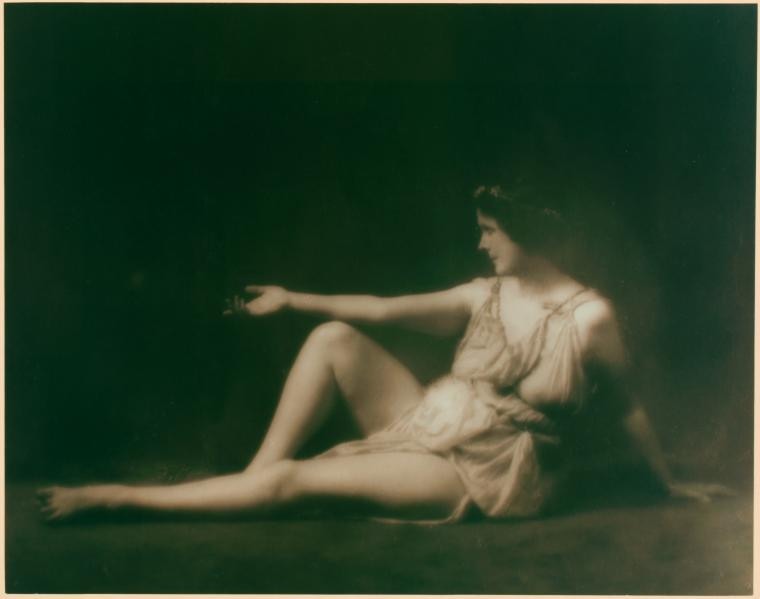
Photo d’Isadora Duncan réalisée à New York entre 1915 et 1918.
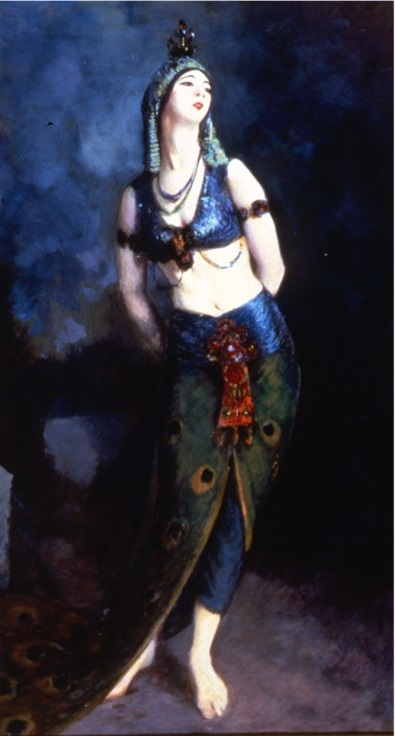
Ruth St. Denis in the Peacock Dance (peinture de Robert Henri).
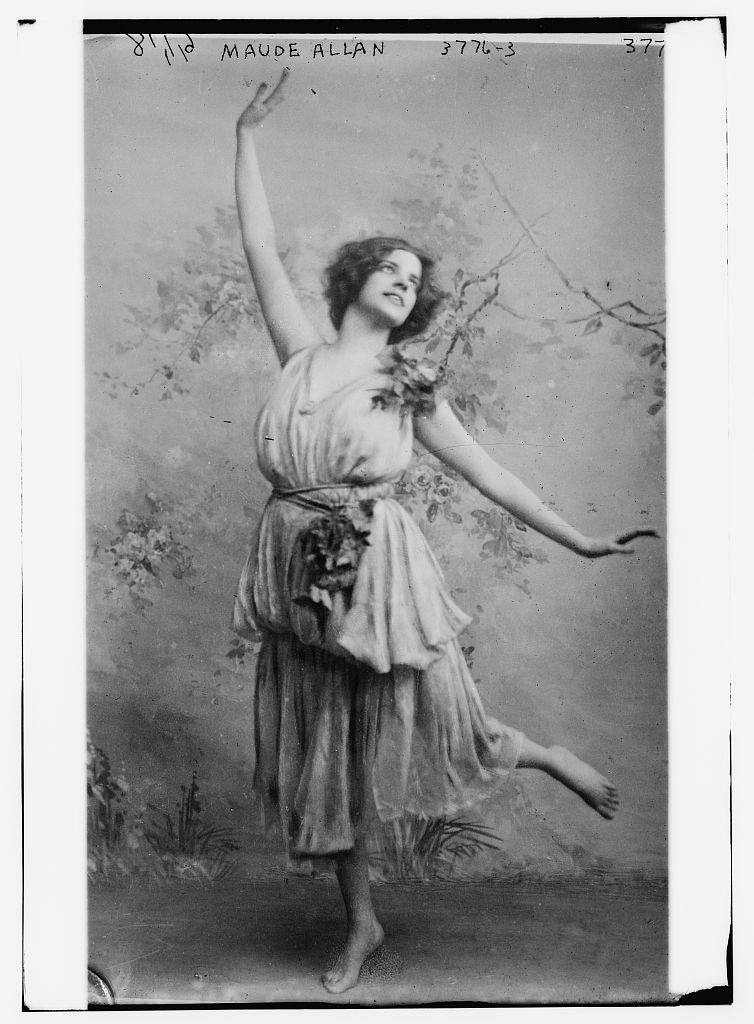
Photo de Maud Allan, datée entre 1915 et 1920.
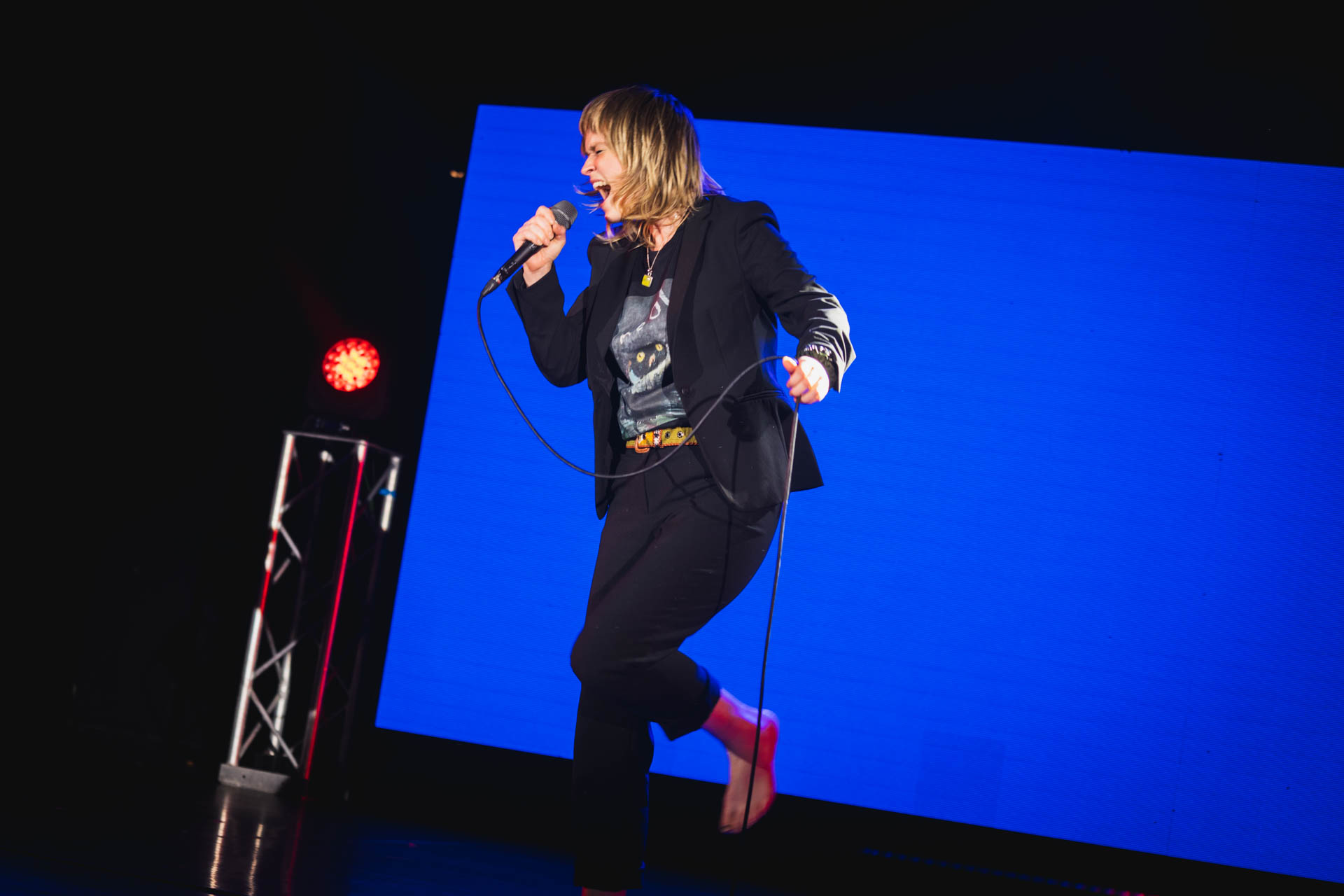
Billy Nomates lors du Rockaway Beach music festival de 2023 à Butlins Bognor Regis (en).
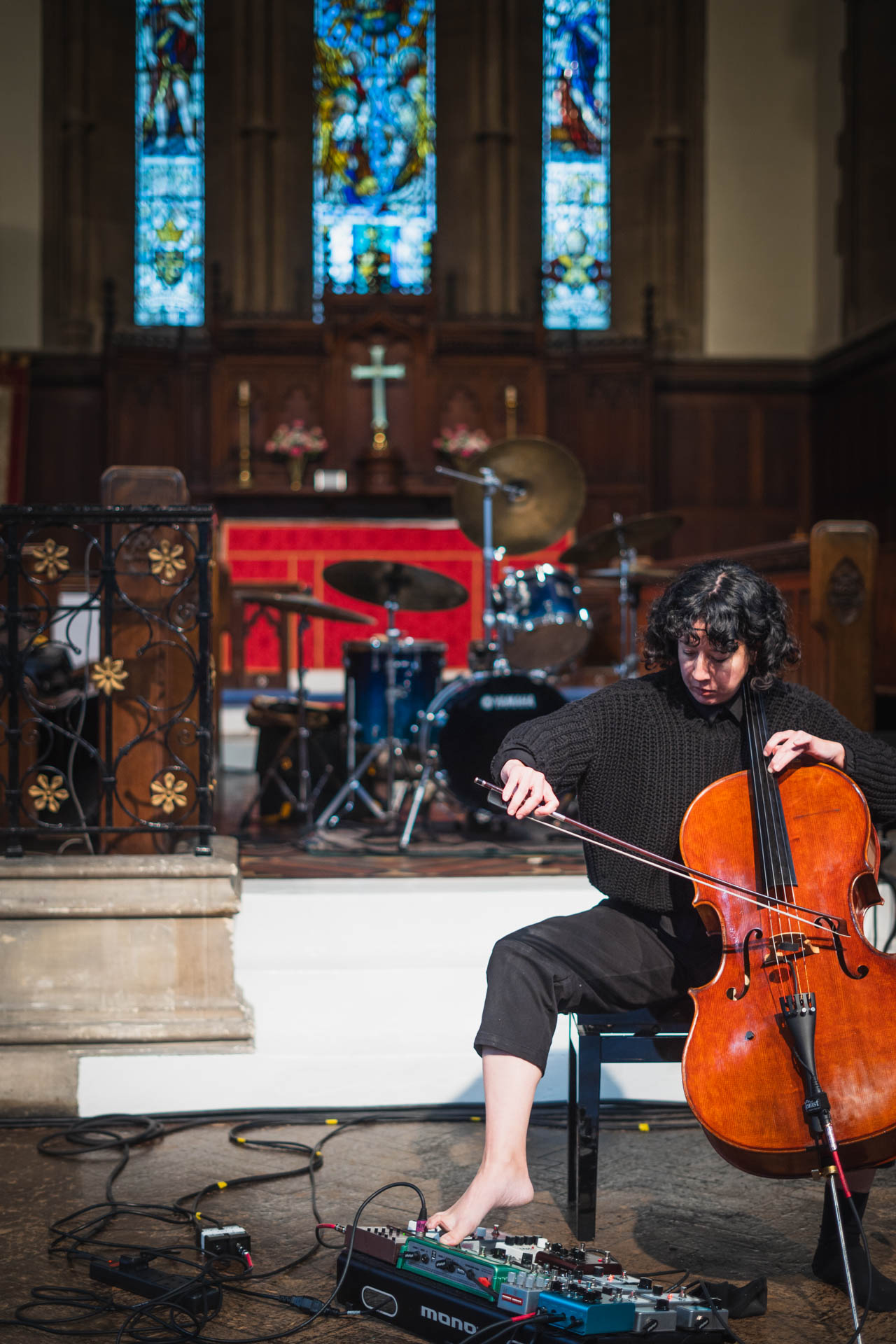
Clarise Jansen jouant avec un synthétiseur avec son pied.
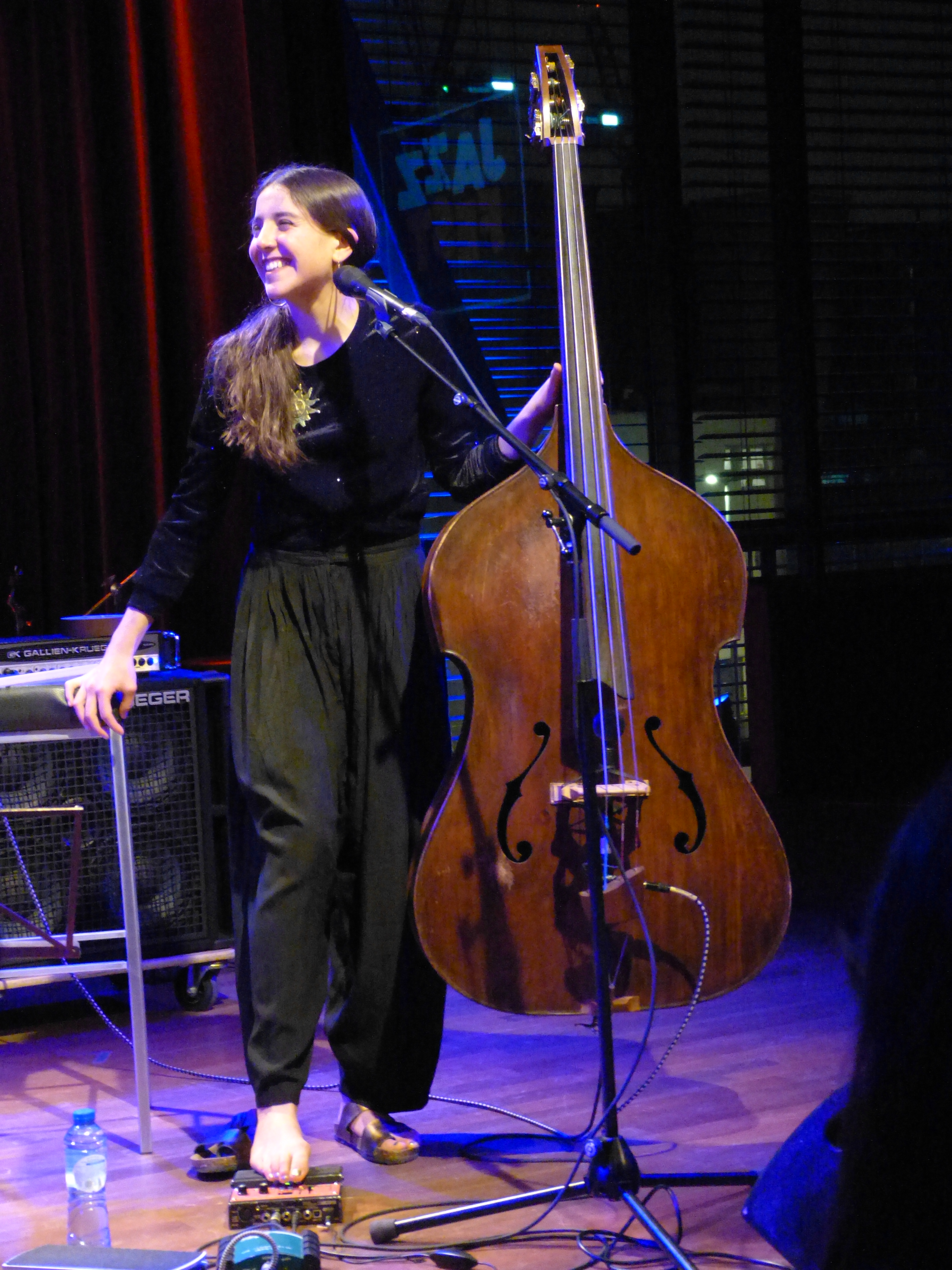
Fuensanta Mendez en concert au Jazzfest Minifest au Het Bimhuis à Amsterdam, le 4 janvier 2020.
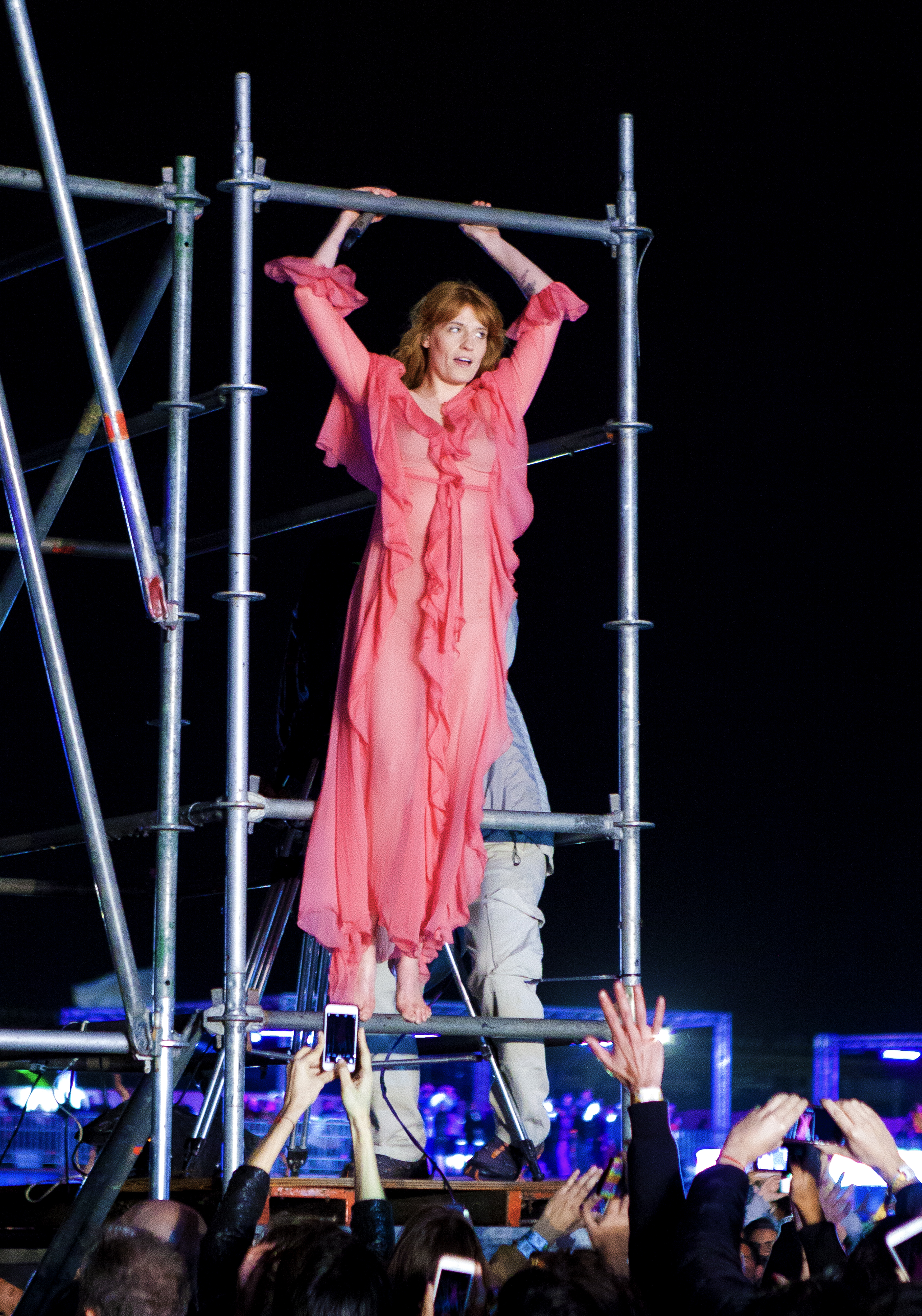
Florence Welch en concert au Lollapalooza Argentina à Buenos Aires le 19 mars 2016.
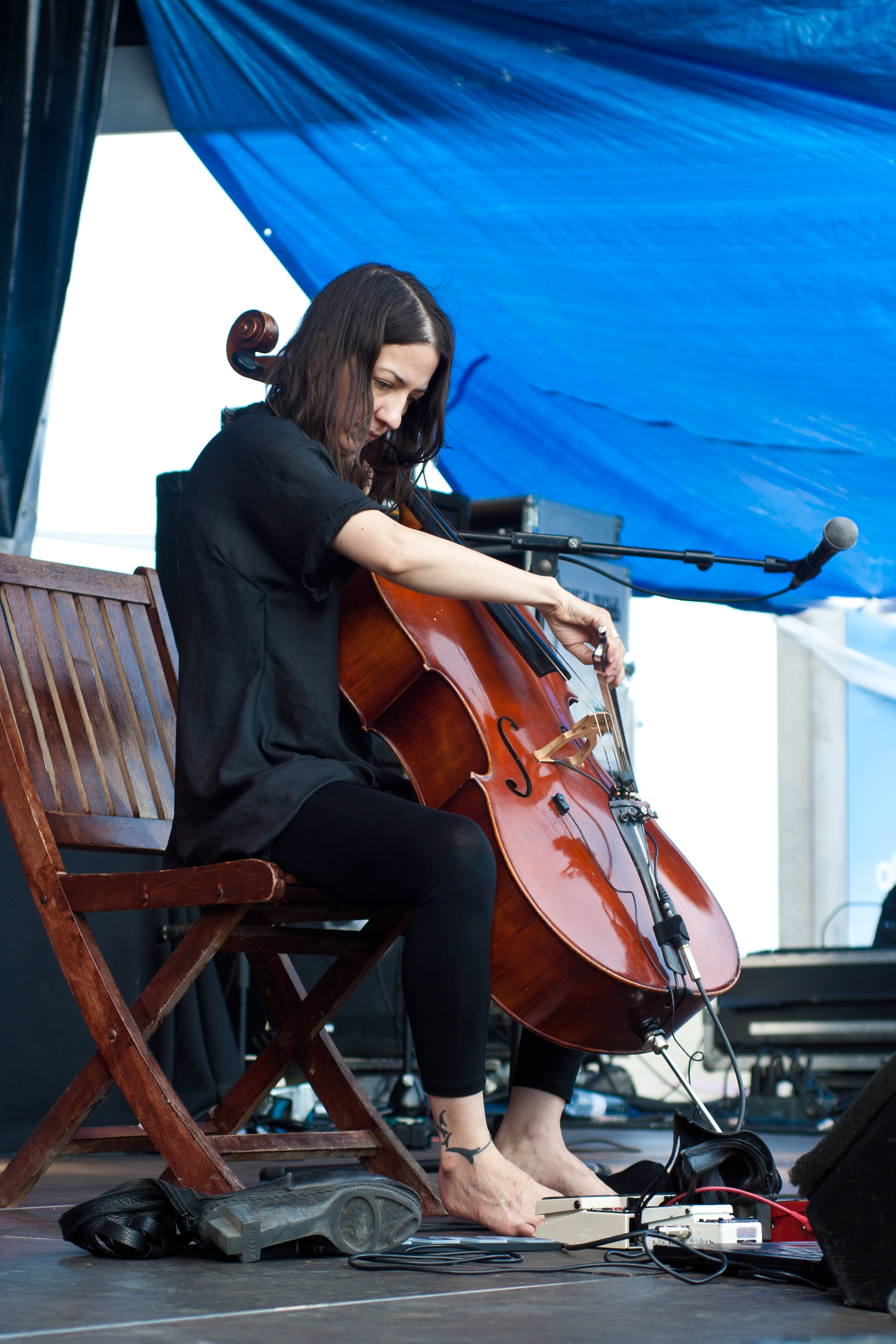
Julia Kent au Primavera Sound Festival 2011.
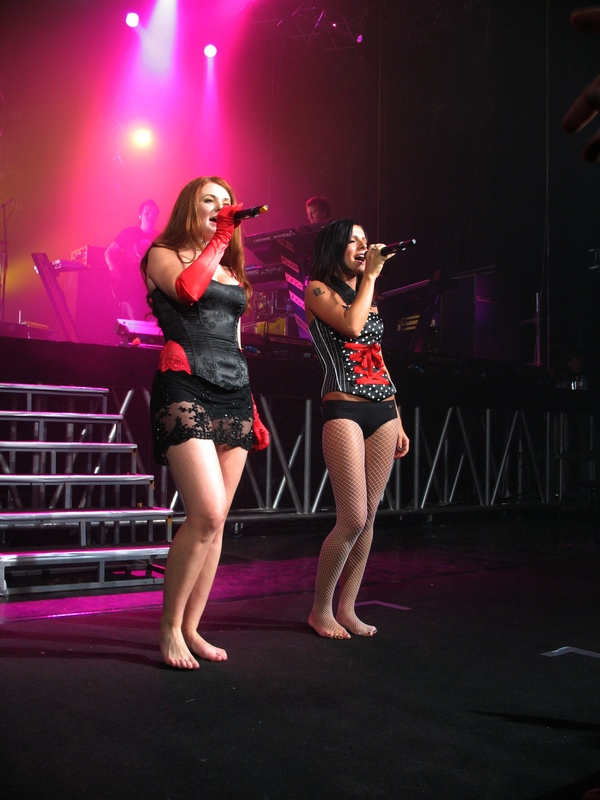
t.A.T.u en 2008.
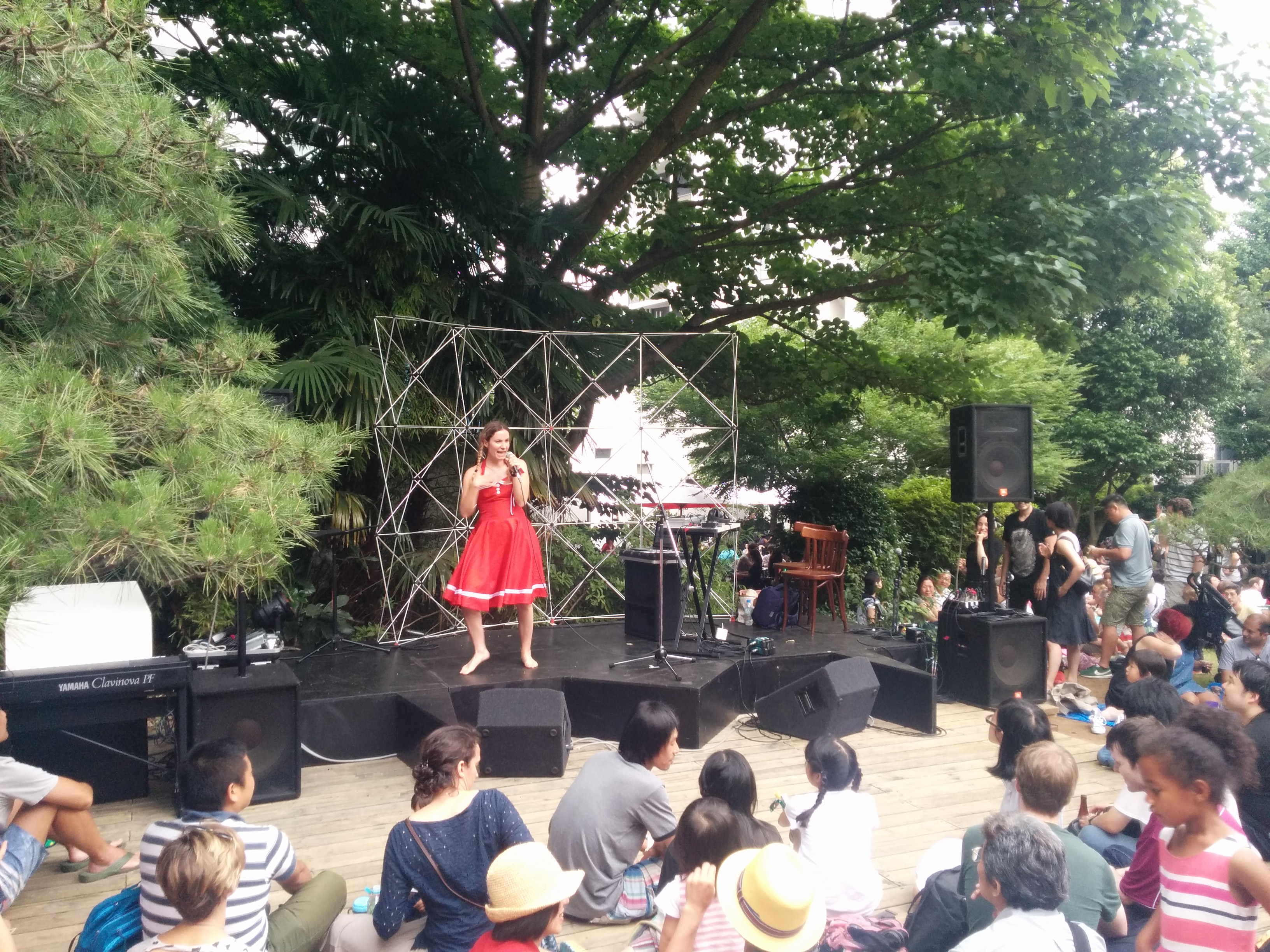
Juliette Jemm lors de la fête de la musique de Tokyo en 2017.
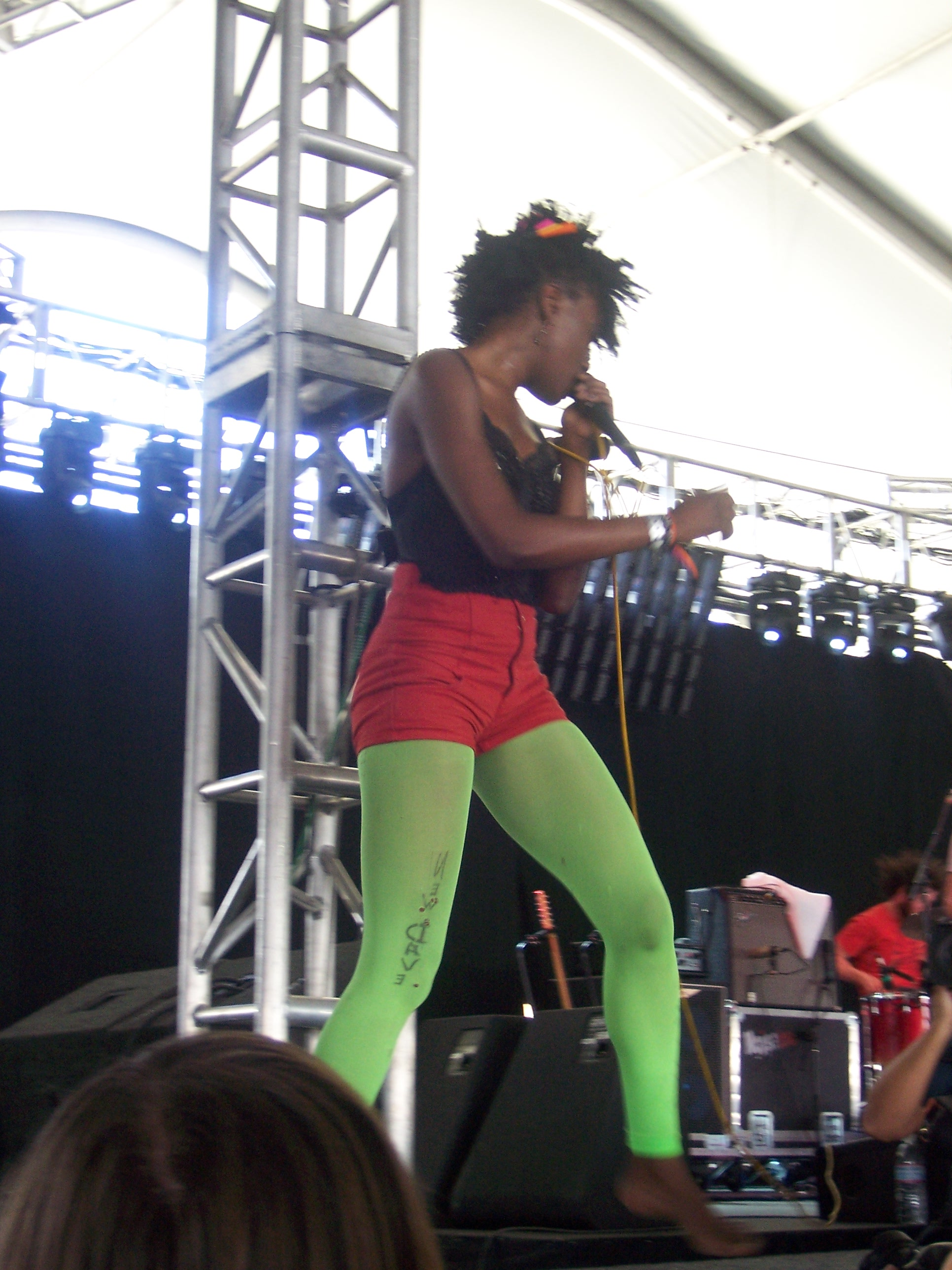
Shingai Shoniwa du duo Noisettes au Coachella Festival.
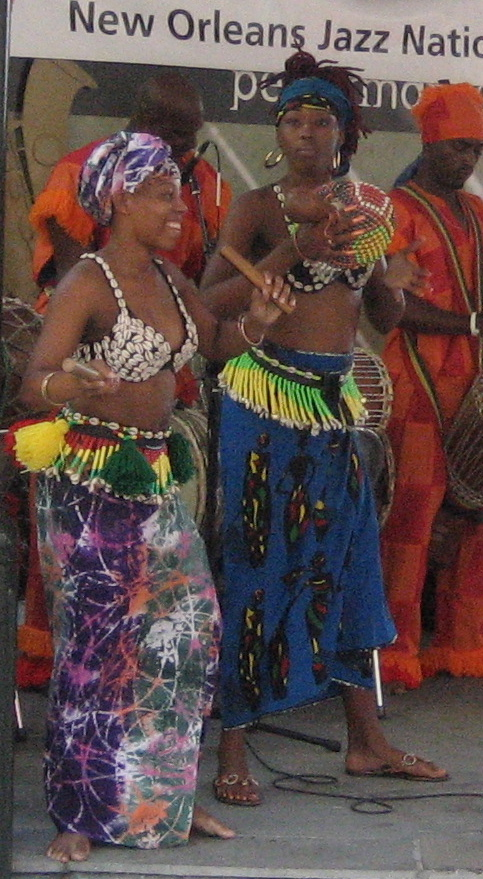
Danseuse percussionniste au Satchmo SummerFest de La Nouvelle-Orléans.
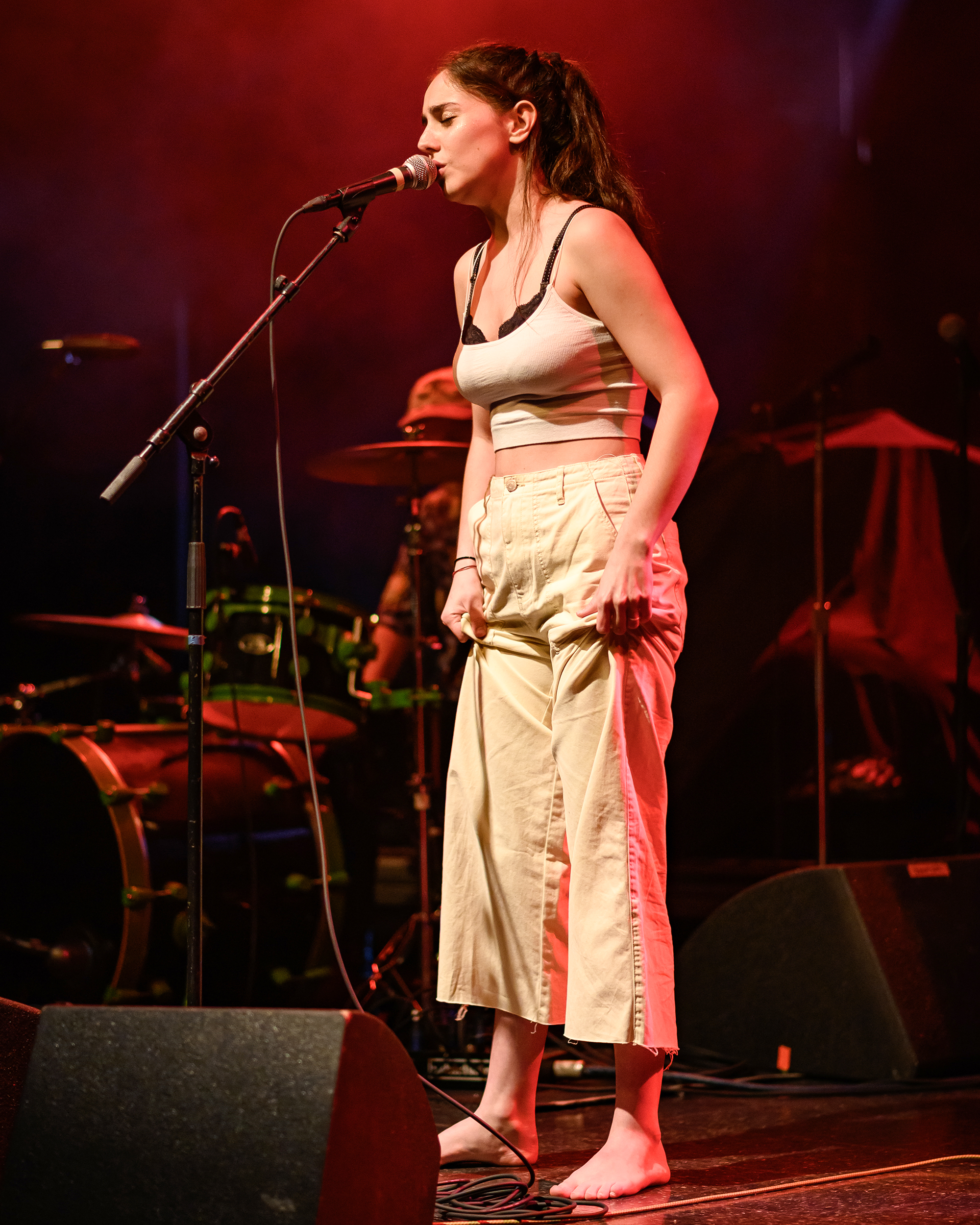
Samia en concert au théâtre El Rey de Los Angeles le 29 mars 2019.
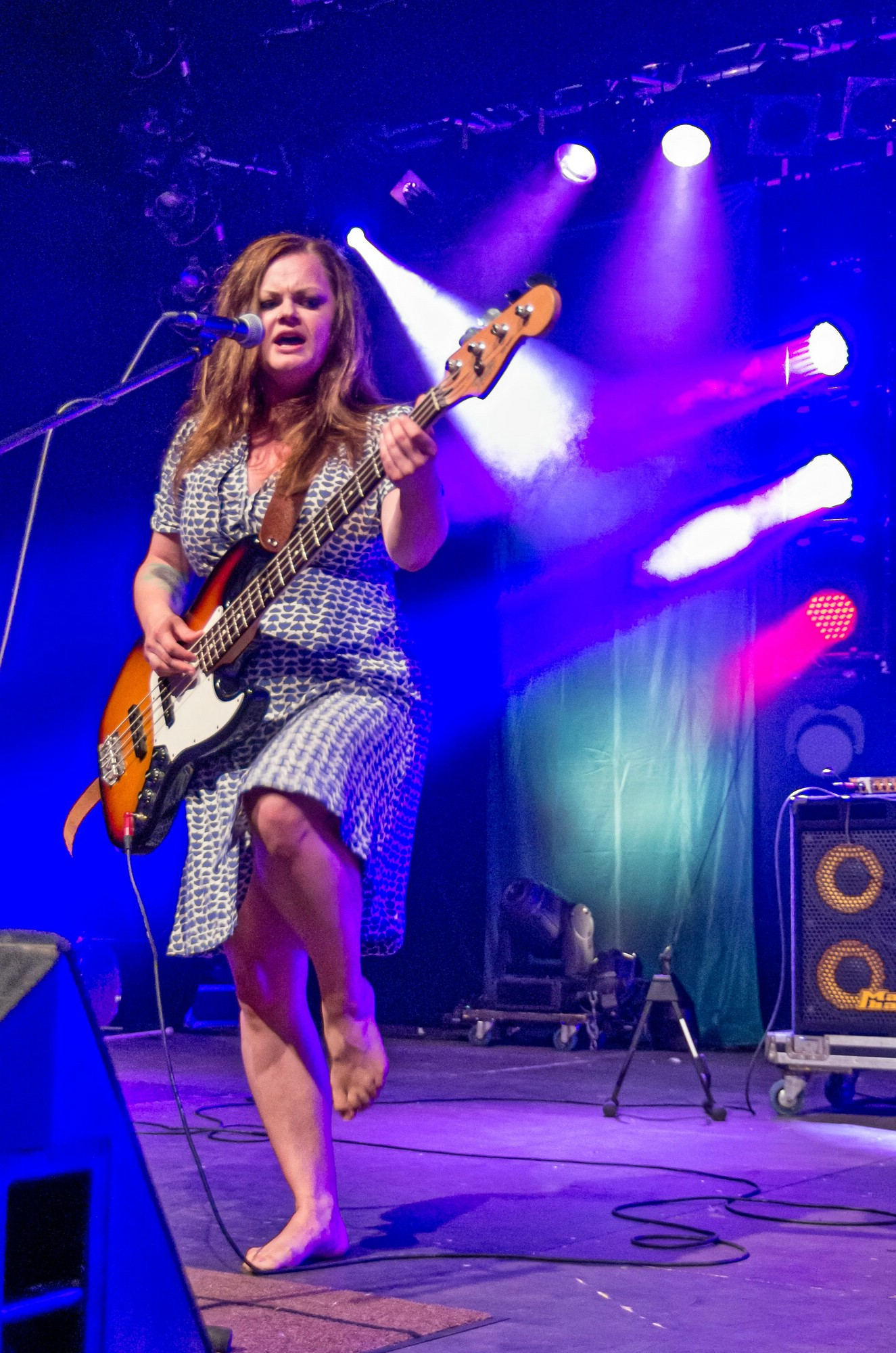
Marianne Sveen du groupe Katzenjammer au Zelt-Musik-Festival.
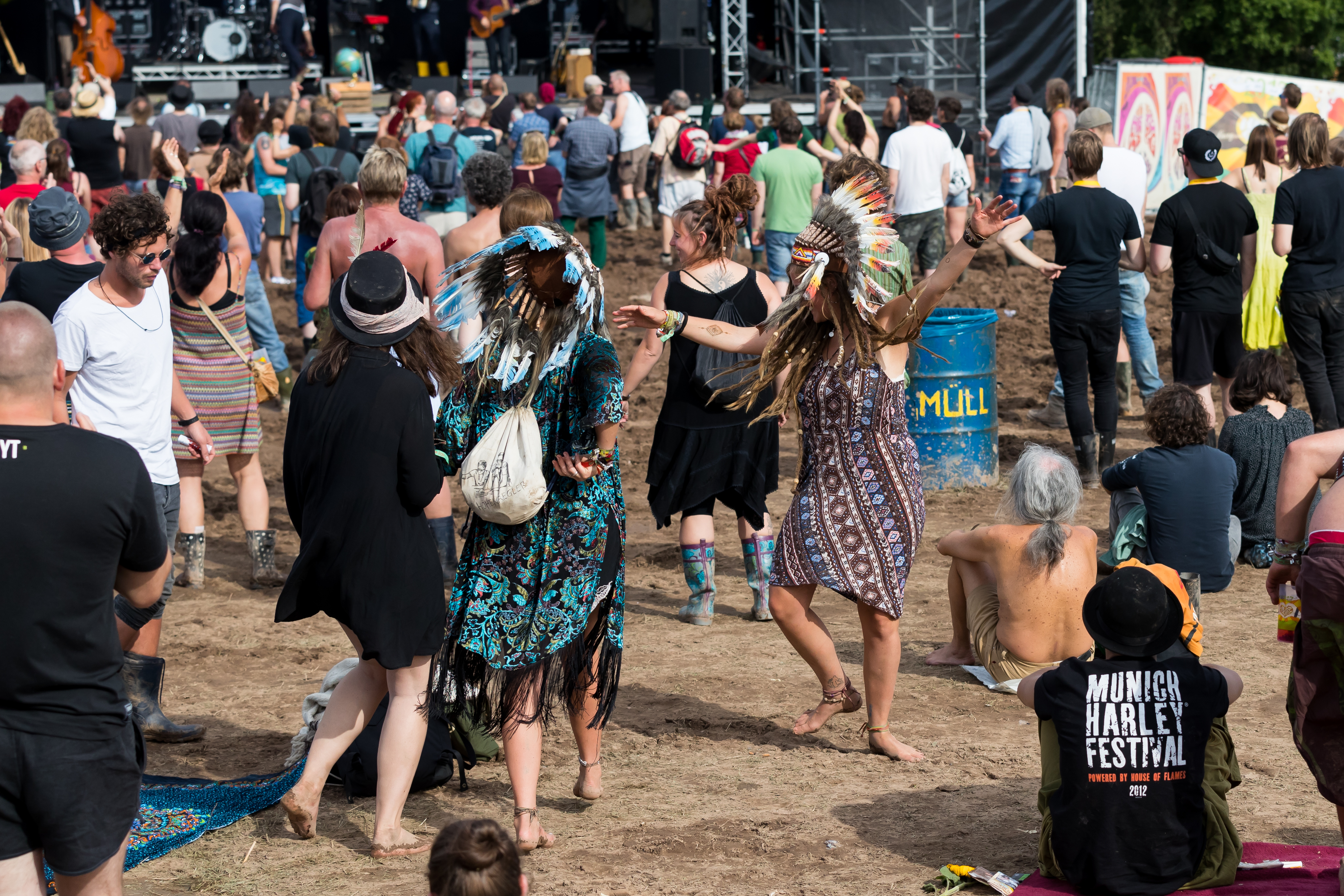
Participantes pieds nus au festival du Burg Herzberg.
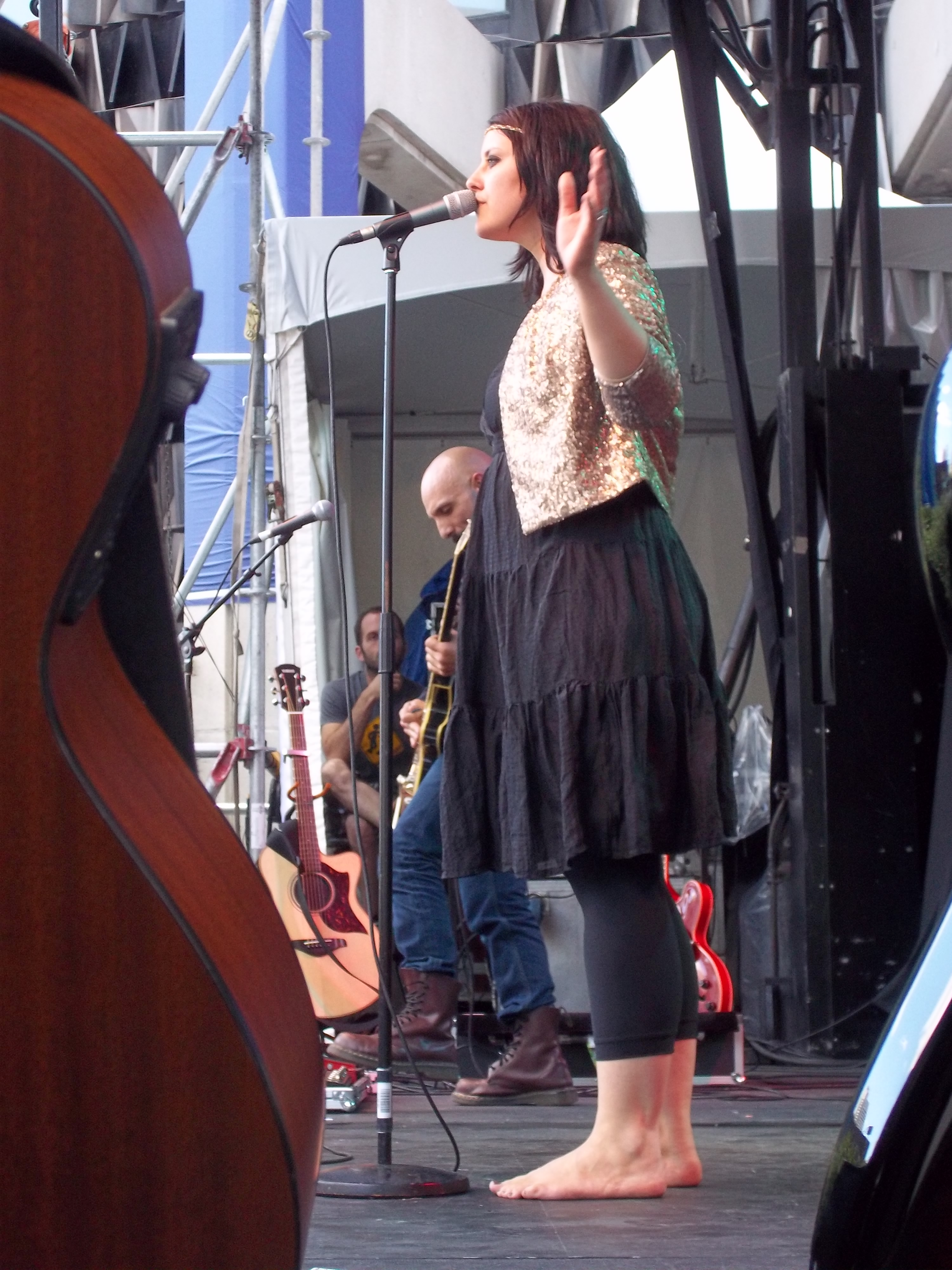
Aurélie Cabrel aux FrancoFolies de Montréal le 13 juin 2012.
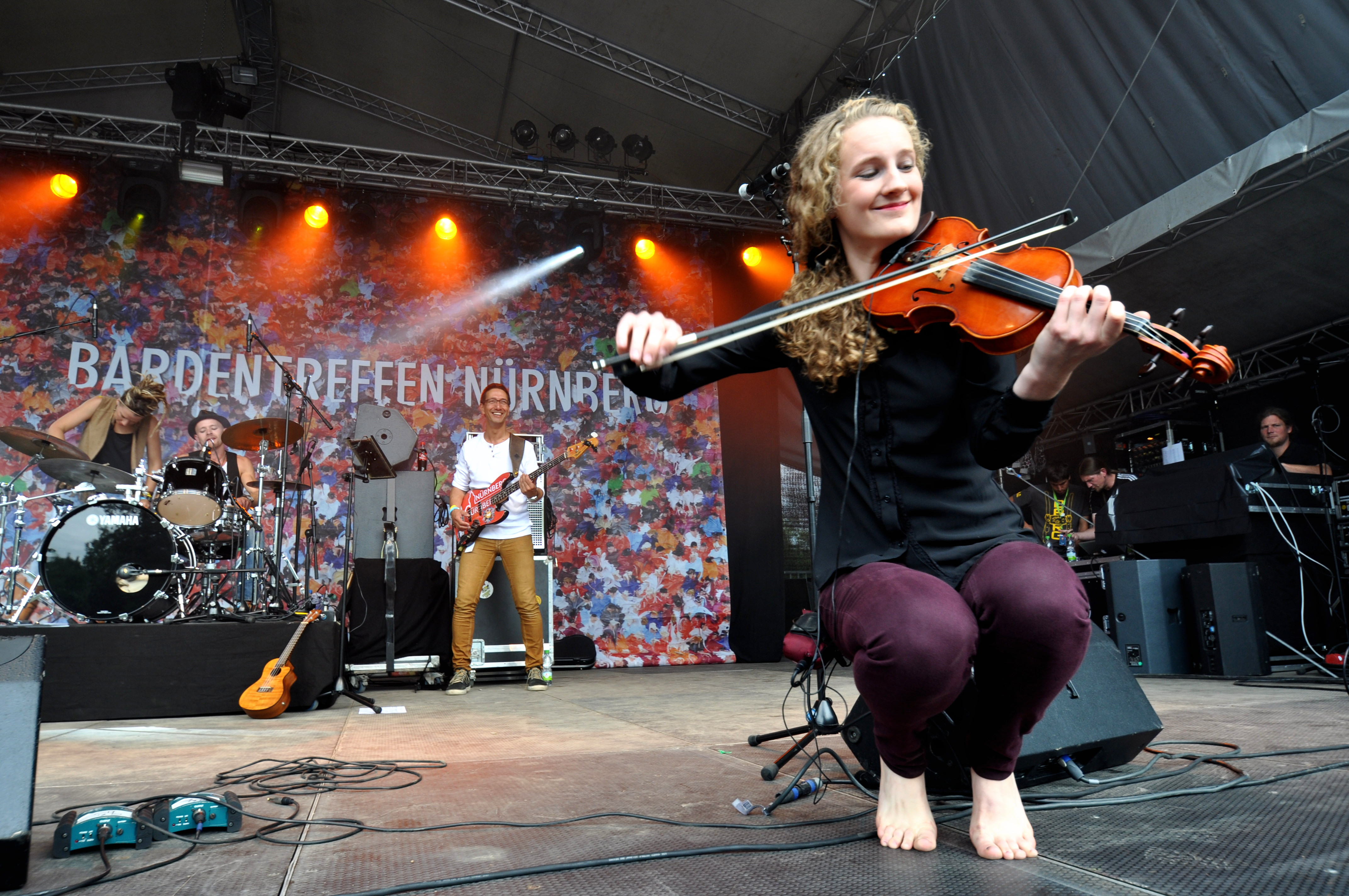
Anne Bakker au Bardentreffen en 2015.
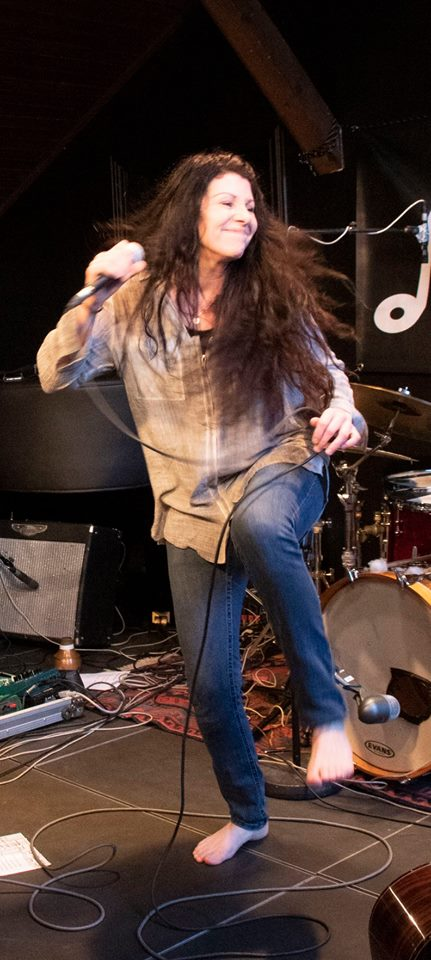
Linda Kvam lors d’un concert à la Stallen Gallery and Café à Horten.
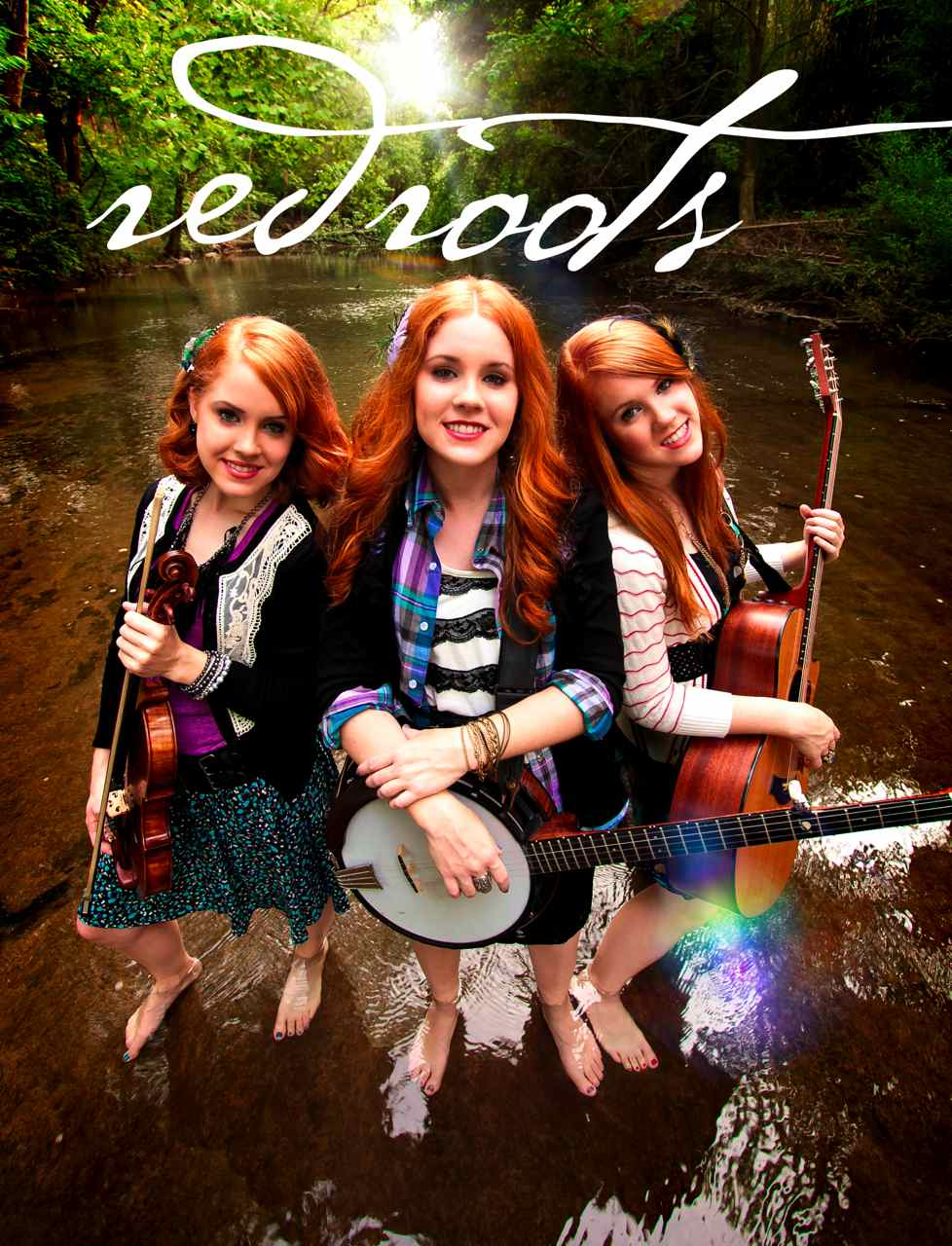
Couverture de l'album Red Roots du groupe Taylor Red.
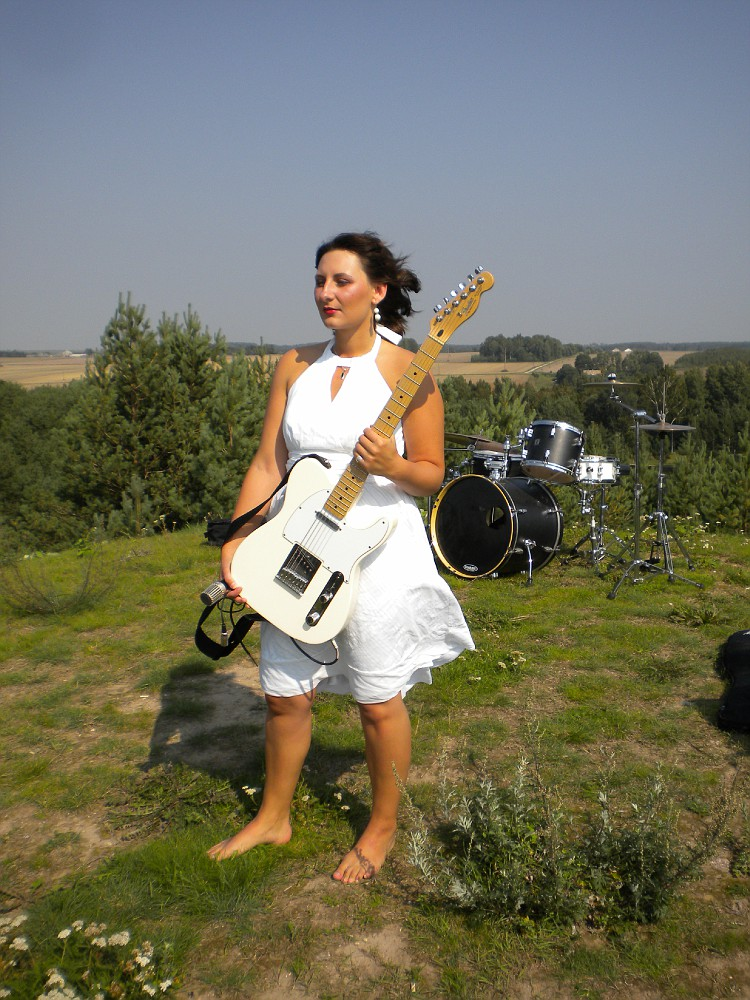
Liana Zeigo (et) lors du tournage du clip de la chanson Mu Valgus.

### Télévision
La présentatrice Sarah Kuttner est connue pour souvent animer des émissions pieds nus.

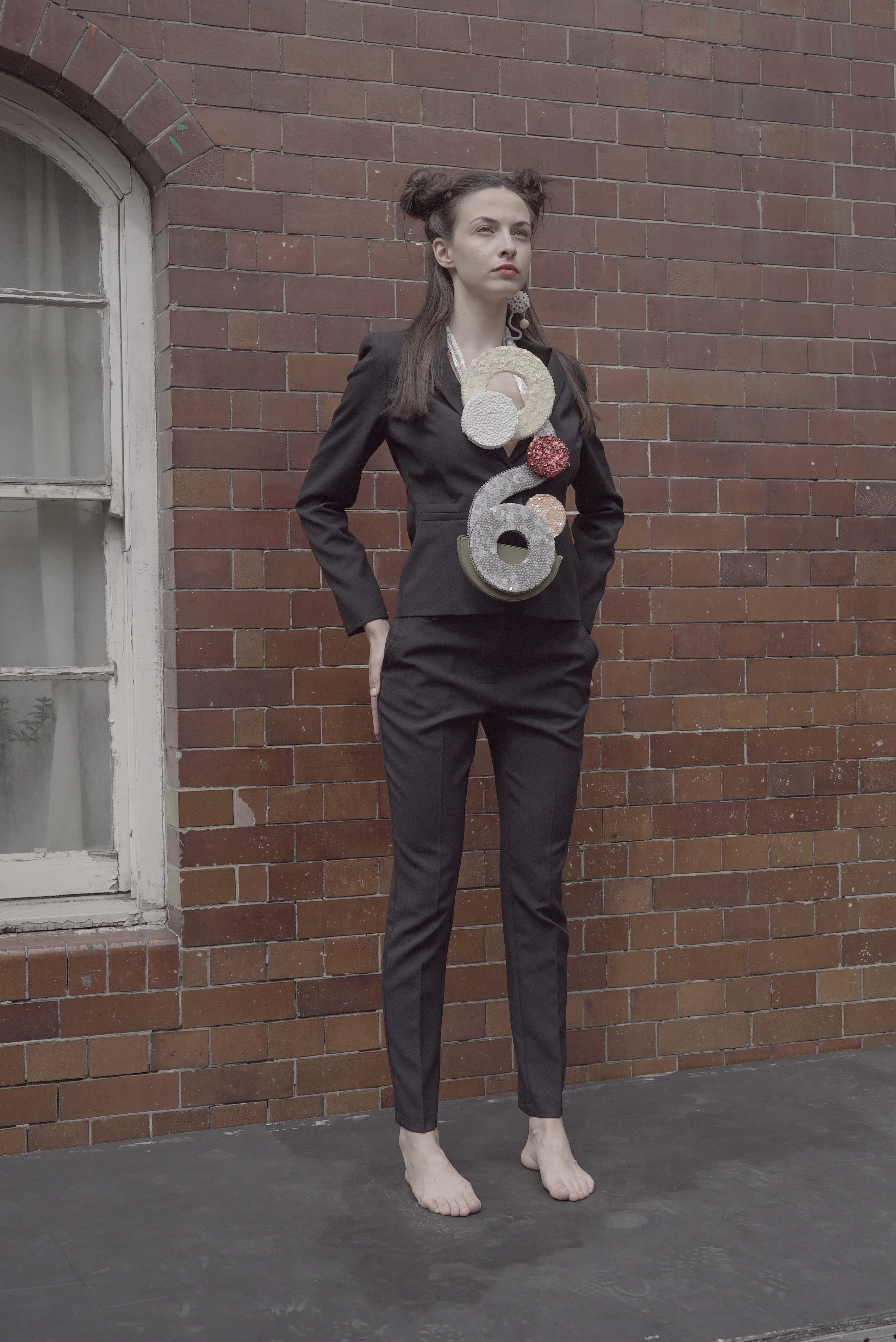
Un modèle posant au African Street Style Festival.

Le documentariste australien Rob Bredl est surnommé « The Barefoot Bushman » en raison de ses expéditions toujours pieds nus dans la nature australienne.

### Cinéma

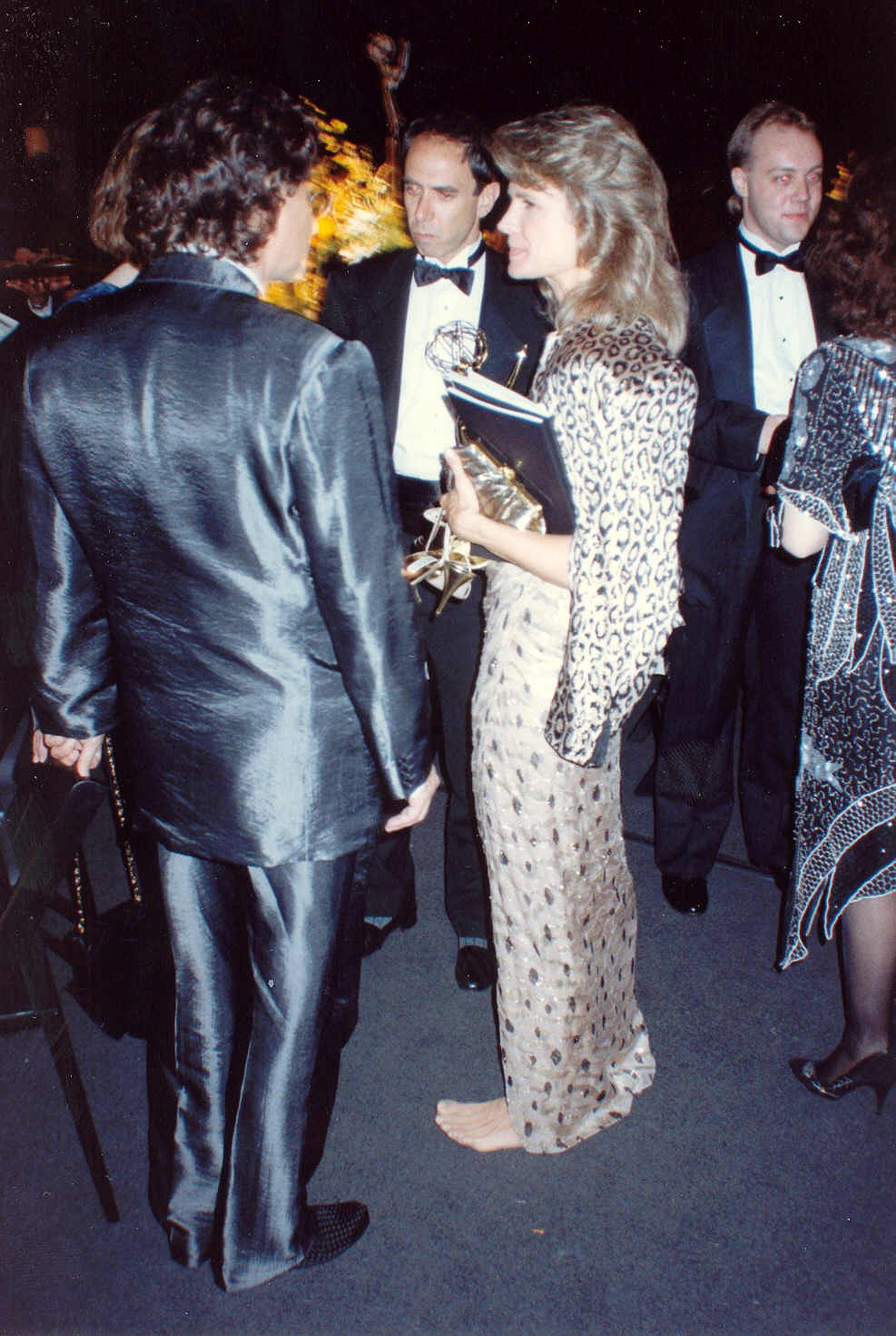
Candice Bergen aux Emmy Award de 1989.

Le film de 1954 La Comtesse aux pieds nus (The Barefoot Contessa) raconte l’histoire fictive de Maria Vargas (interprétée par Ava Gardner), une danseuse de cabaret espagnole d’origine simple allant souvent pieds nus et qui finit par devenir une star hollywoodienne.
En 1978, Ina Garten a acheté un magasin d’alimentation spécialisé dans les Hamptons nommé Barefoot Contessa, en référence au film. Elle a aimé le nom parce qu’il allait bien avec son style de cuisine simple et élégant. Elle a vendu le magasin en 1999 et a écrit son premier livre, The Barefoot Contessa Cookbook, qui est devenu l’un des livres de cuisine les plus vendus de l’année. Elle a continué à écrire d’autres livres de cuisine et, en 2002, a commencé la production d’une émission de télévision sur le Food Network, également appelée Barefoot Contessa.
Lors du tournage de Piège de cristal en 1988 et quand il devait marcher sur des bouts de verre, Bruce Willis portait des chaussures en plastique transparent à semelle épaisse.

### Protocole
Lors du festival de Canne, le protocole vestimentaire exige que les hommes portent des cravates et les femmes des chaussures à talons haut. Cela n'a pas empêché Julia Roberts,, Sasha Lane ou Kristen Stewart,,, de monter les marches pieds nus.
Lors de la remise des SAG Awards 2022, Selena Gomez — qui portait des talons — a fait une chute. Elle a donc décidé d'enlever ses chaussures et de continuer la cérémonie pieds nus.